# 埃尔温·隆美尔
埃爾溫·約翰尼斯·歐根·隆美爾（德語：Erwin Johannes Eugen Rommel，發音：[ˈɛʁviːn ˈʁɔməl] ⓘ；1891年11月15日—1944年10月14日）是第二次世界大戰一位著名的德國陸軍元帥，通稱「沙漠之狐」（Wüstenfuchs，發音：[ˈvyːstn̩ˌfʊks] ⓘ），也是德國極少數非貴族出身、未進過參謀學校而晉升至元帥的軍人。英国戰時首相溫斯頓·邱吉爾對其評價道：「我們面對的是一位大膽而熟練的對手，一位偉大的將軍」。
隆美爾在第一次世界大戰中成為一名戰功卓越的低階軍官，曾因在義大利戰區的英勇表現獲得藍色馬克斯勳章。在第二次世界大戰入侵法國的行動中，隆美爾擔任了第7裝甲師師長，以迅速的機動攻勢俘虜大批敵軍與物資，使該師獲得「幽靈師」的稱呼。法國戰役後，隆美爾前往北非戰場，以少數的德國師與義大利軍隊向英軍發動攻擊，收回義大利在先前失去的殖民地，之後在戰斧作戰又擊退了具有裝備、人員和制空權優勢的英軍反攻，並在加扎拉戰役中以寡擊眾，造成敵軍物資與人員損失過半。隆美爾因為此役的成功而被晉升為元帥，也因為其先前多次的活躍表現而產生了「隆美爾神話」。
但到了1942年7月阿拉曼戰役後，隆美爾部隊的補給狀況每况愈下，再度面對擁有物資增援的英美兩軍已難以對抗，隆美爾因此最終撤離北非，回到德國佔領的西線負責抵擋盟軍入侵歐陸的防務。戰爭後期，隆美爾被捲入了推翻希特勒的行動中。由於他廣泛的知名度，希特勒讓其選擇可享有榮譽的私下自殺，並可保護家人；也可以選擇受軍法審判、全家送至集中營。隆美爾選擇前者，服毒身亡。德國官方偽稱隆美爾因作戰負傷而死，或者是死於心臟病，並為其舉辦國葬。
隆美尔的军事才能受到許多軍事學家推崇及批評，包括其親臨前線所發展出的靈活機動戰術、對軍中同僚過於嚴苛和難以相處、行事莽撞、未重視後勤與戰略觀狹隘等都有許多爭議，甚至有人認為因为英軍不愿承認敵軍士兵的素質，所以才將隆美爾吹捧為軍事天才。除了軍事能力外，隆美爾也以人道精神對待敵軍士兵、並拒絕了殺害猶太人和英國突擊隊戰俘的命令。

## 早年
埃爾溫·隆美爾於1891年11月15日星期日中午在德意志帝國符騰堡王国的海登海姆出生，該地為乌尔姆郊外的一小座城市。父親為海登海姆文科中学的數學老師—埃爾溫·隆美爾（他以自己的名字為兒子命名），隆美爾的祖父也是一名教師，他們兩人都以數學家的身份而小有名氣，也在海登海姆相當受人尊敬。母親海倫娜（Helene）則為巴登-符騰堡邦地方行政首長卡爾·馮·盧茨的女兒。父母兩人皆為新教徒。隆美爾有位兄長曼弗雷德（Manfred）、姊海倫娜（Helene）和弟格哈德（Gerhard）與卡爾（Karl），其中曼弗雷德在年幼時即去世。隆美爾童年時體質羸弱，據其姊海倫娜敘述，隆美爾因為髮色淡薄、皮膚蒼白而被家庭成員以「小白熊」稱呼，而據隆美爾本人人事紀錄中夾著的備忘錄上記述：「小時候常在自家寬大的庭院裡遊玩，十分幸福。」
父親在年輕時曾於砲兵部隊服役過，但除此之外隆美爾家就無與軍方有任何關係，也未有與其相關的親戚。此外也因為隆美爾家族教育市民的階級出身，在看重貴族出身的德意志帝國陸軍中十分不利。1898年，隆美爾父親成為了阿倫文科中学的校長，全家也因此搬到阿倫。由於阿倫沒有小學，隆美爾在進入中學就讀前必須先由家庭教師來授課。1900年進入由父親所管理的中學就讀，起初隆美爾在校表現不佳、散漫而懶惰，是個對於運動和讀書都沒有興趣的孩子。到了10多歲後隆美爾突發上進，尤其是數學這科的成績變好，且對體育活動也開始關心。隆美爾特別對飛機起了興趣，14歲時與朋友共同做了一個與實體大小相同的滑翔機，雖然最後沒有成功飛起，但以1906年歐洲才有了能以自身動力飛行的飛機來說，當時隆美爾的作品已算是小有成就。
隆美爾希望成為飛機工程師，但遭到父親的反對，後者希望其能加入符腾堡王國的軍隊，但隆美爾本人卻對軍事生涯沒有興趣。

## 從軍
隆美爾於1910年7月19日加入了駐魏恩加滕的符腾堡皇家陸軍「威廉一世皇帝」第6步兵連（即德意志帝國陸軍第124步兵連），成為下級軍官候補生（Fahnenjunker）。在以下級軍官的身份作了半年的勤務後，隆美爾於1911年3月進入了普魯士王國但澤皇家軍官學校。在隆美爾唸軍校的時間裡，他遇見了將來的妻子——來該地專讀語言學、17歲的露西婭·瑪麗亞·莫林（Lucia Maria Mollin，隆美爾常叫她「露西」 (Lucie)）。在軍官學校畢業後，隆美爾也經常與露西以信聯絡，兩人於1916年結婚。1912年1月27日，隆美爾獲得少尉軍銜，並回到了第124步兵團單位內，主管新兵的訓練工作。1913年，隆美爾與瓦尔布加·施特默尔有了一個私生女——格特鲁德（Gertrud）。他要和施特默尔结婚，被母亲反对。日後，隆美爾也請露西能寬恕他的這個「過錯」。施特默尔和格特鲁德跟他们一起生活。外人只知道，她们是隆美尔的「表妹与侄女」。
1914年3月，隆美爾被調往駐乌尔姆、與第124步兵團一樣同屬第27步兵師的符腾堡皇家陸軍第3野戰砲兵團（即德意志帝國陸軍第49野戰砲兵團），但當第一次世界大戰爆發時又轉回第124步兵團，擔任該單位下第2營第7連內的一個排長。

## 第一次世界大戰

### 首次的實戰：布萊村的戰鬥
1914年7月底至8月初，各國因為第一次世界大戰的爆發而開始戰鬥，德國與法國則在8月3日開戰。隆美爾少尉的第124步兵團隸屬威廉·馮·普魯士指揮的第5軍團第13軍第27師，負責應對法軍戰爭動員後於當地發動的攻勢。隆美爾在8月22日清晨五點於比利時、法國邊境小村布萊首次體驗到實戰，此時的隆美爾因為前一天整日的偵查行動而非常疲累，還出現胃痛的症狀。然而為了防止被上司認為是因為怯懦想逃離戰場的表現，隆美爾並未將此事告知其他人。
在前線流彈四射的霧氣中，隆美爾率領的排來到了布萊村，之後與3名部下一同進入村內進行偵查，並發現了15至20名的法國士兵。為了維持「奇襲效果」，隆美爾決定不召集排中的其他部下，立刻就以4人的兵力發動攻擊。法軍當下立刻四散，躲到房屋和隱蔽處應戰，其中一發子彈還射到隆美爾的耳邊，隆美爾選擇撤退，帶部下回到村外待命中的排陣地內。隆美爾決定不等增援，將自己的排兵力拆成兩半，立刻再度發動攻擊。被分拆的兵力一組於掩護陣地中對法軍躲藏房屋的正面攻擊，另一組從被德軍火力壓制的法軍房屋陣地側翼位置突擊，並對沒有法軍在內的房屋持續放火。
但法軍的抵抗也極為堅強，隆美爾的部下傷亡人數開始攀升。隆美爾自己也因為疲勞和胃痛而數度失去意識，只好由其副官中士代行排戰鬥指揮之職。之後由於同屬第2營的其他排支援抵達，以及布萊村東北的325高地被德軍佔領，形式轉為有利，布萊村的法軍遂而投降。戰鬥結束後德軍士兵清除該地被捲入戰火的村民和牛馬的屍體，隆美爾的戰友也陣亡數人，這使他相當灰心。

### 在法國的激戰

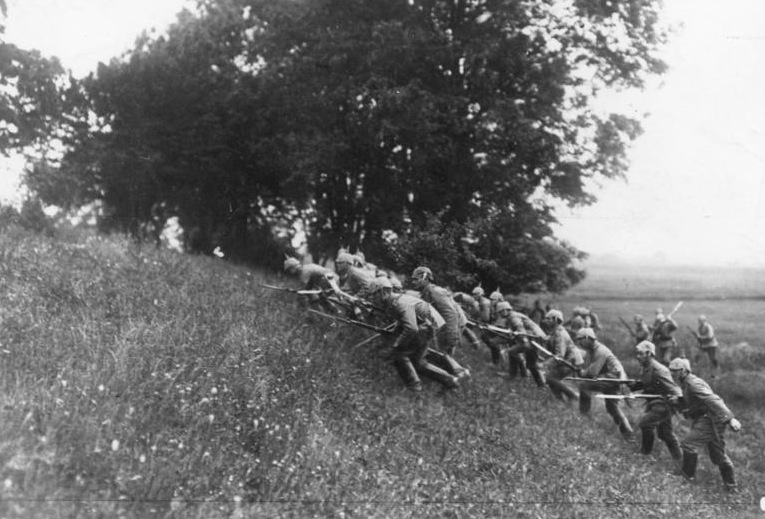
1915年9月，阿戈讷森林內準備向法軍壕溝突擊而壓低身體前進的德軍步兵。

之後隆美爾的胃疾並未好轉，但同樣未向上司告知其健康狀態。第124步兵團而後穿越了法國國境，進入其境內默兹河默兹河畔丹鎮（凡爾登以北28公里處）。隨即隆美爾就參加了默茲河谷內的激戰，該河為天然的要塞，法軍砲兵部隊激烈的砲火紛紛傾注而來，德軍突破極為困難。隆美爾率領的排隸屬的第7連連長也受了傷，一時間由隆美爾代行其指揮權。隆美爾率領第7連向法軍陣地發動攻擊，但失敗而向東撤退，意外與第2營主力會合。新任的第7連連長決定讓隆美爾回去排內指揮。此時，第124步兵團因為補給缺乏，士兵飢餓而食用路邊野草導致腹痛的情況頻頻發生，團作戰能力大幅降低。9月12日，第124團於凡爾登向法軍陣地發動攻擊，但失敗而受到很大的損失。同日，該團被送至後方整備補充。當天下午，隆美爾因為疲勞而在第2營司令部值勤第2連職務時打瞌睡，同僚的上司並未將他叫起而讓其繼續睡，13日隆美爾醒後被該人嚴厲地斥責。
9月22日，第124步兵團開始了蒙布兰维尔一地的戰鬥，首日在營副官隆美爾的輔佐下有了不錯的戰績，但到了24日隆美爾於瓦雷讷進行戰鬥時，因為彈藥已告罄，加上隆美爾自己對刺刀術頗有心得，故欲對三名法軍士兵進行肉搏戰，但後來他的左大腿被一發子彈射中而負傷。之後隆美爾躲藏到橡樹後逃脫，被部下們送至簡易野戰醫院。隔天一早再轉到斯特奈的軍官野戰醫院，9月30日在醫院被授予二級鐵十字勳章。
1915年1月13日，隆美爾回歸第124步兵團。此時德軍與法軍判斷，現在的情況由誰發動攻擊即會立刻被反擊而遭受損失，西線的局勢陷入了消耗戰形式的壕溝戰。第124步兵團也於阿戈讷森林西部展開了壕溝戰，隆美爾擔任其第2營第9連連長。
隆美爾率領連上士兵以匍匐前進的方式穿過法軍構築的帶刺鐵絲網，朝其主陣地突入，並佔領了四處掩護陣地。對於法軍意圖奪回佔領地的反擊，隆美爾一度將其擊退，但第二次的攻擊即迫使他往自軍陣地撤退，在這個行動中隆美爾的部下共有12人傷亡。由於此次行動被評為英勇表現，隆美爾於1915年3月22日被授予一級鐵十字勳章，為第124步兵團少尉、中尉軍官中首獲此勳章者。
之後第124步兵團仍繼續在阿戈讷森林與法軍進行消耗戰。7月時，隆美爾的脛骨前部被砲彈破片所傷，這是他的第二度負傷。1915年9月在隆美爾被晉升至中尉的同時，他被調往新成立的符騰堡山地營（Württembergischen Gebirgsbataillon）。

### 服役於山地營

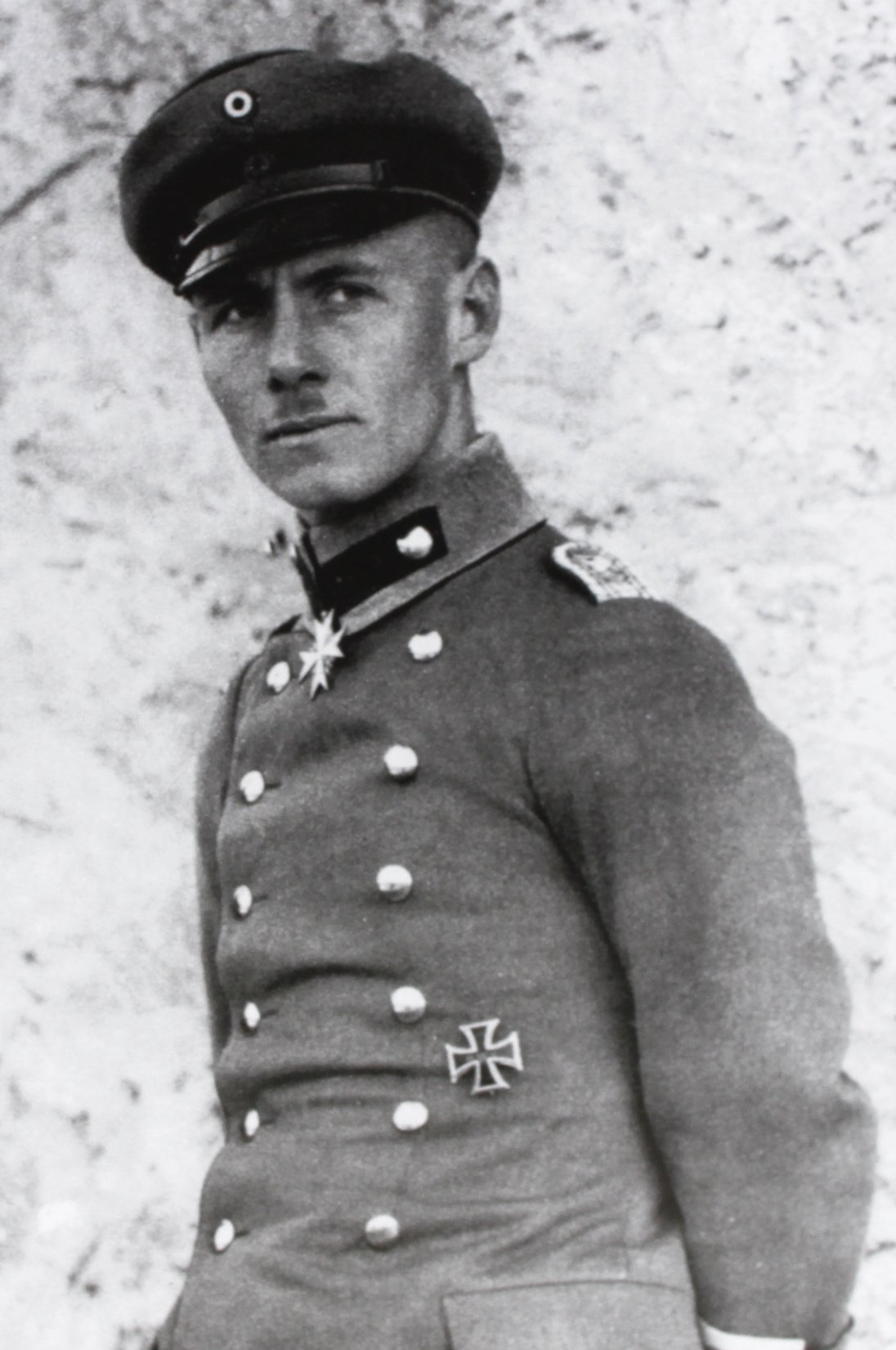
1917年10月的隆美爾中尉。

10月4日隆美爾正式轉入符騰堡山地營，擔任該單位之一連隊長。當時德意志帝國各邦國皆無正規的山地部隊，只在德國南部的巴伐利亞王國與符腾堡王國倉促地組建。符騰堡山地營在經過同盟國奧匈帝國於阿爾卑斯山的滑雪訓練後，於1915年12月31日在孚日山脉於法軍接戰，但此區戰鬥步調較慢，沒有前一年來的激烈。
1916年10月末，山地營轉戰羅馬尼亞戰線。該營於11月11日將萊斯庫盧伊山（Lescului）上的羅馬尼亞守軍擊潰。之後隆美爾獲得了戰時的休假，1916年11月27日他在但澤與露西舉辦簡單的婚禮，還沒有渡蜜月即被召回羅馬尼亞前線。1917年1月7日隆美爾帶領的連在格傑什蒂取得良好戰果，俘虜了羅馬尼亞士兵360人。1917年1月中旬，山地營離開羅馬尼亞，調回西魯森丘陵與法軍作戰。但7月末再次被送往羅馬尼亞戰線，在科什納山上與羅馬尼亞軍構築的防禦工事激戰。8月10日隆美爾第三次負傷，子彈貫穿了他的左臂，但隆美爾不在乎地繼續戰鬥。由於傷口放著不管，隆美爾開始發燒，但在病床上仍繼續在發出命令指揮作戰。隆美爾首次以山地部隊參與的戰線以失敗告終，未佔領科什納山，8月25日山地營與第11後備步兵團交替，徹往後方重整。由於手臂的傷，隆美爾要靜養一個月，他在這時間和妻子露西一起快樂地度過。
符騰堡山地營於1917年9月26日再度被動員，轉調義大利以北的戰線。隆美爾則是在1917年10月上旬回歸到於義大利北部作戰的山地營，擔任由三個山地連與一個機槍連所組成的任務部隊指揮官。在卡波雷托戰役中，德軍第14軍團指揮官奧托·馮·貝洛宣佈只要哪支部隊先佔領位於馬塔尤爾山和科洛夫拉特山之間的戰略要衝—第1114高地，其指揮官即可被授予藍色馬克斯勳章。這個自1667年制定而淵源深遠的勳章實際上也是德國一般軍人所能獲得最高級別榮譽的勳章，這也使得各部隊指揮官競爭激烈，隆美爾也決定以該地作為戰略進攻目標。隆美爾的部隊對科洛夫拉特山的佔領有重要的貢獻，在夜間派出了偵查隊發現敵人陣地空隙後，隆美爾下令部隊立刻從其發動奇襲，義大利軍因後方出現敵人而潰不成軍，然而隆美爾沒理由地被命令停止前進，而由斐迪南·舍爾納少尉所率領的巴伐利亞步兵部隊則佔領了第1114高地，後者也因此被受獲藍色馬克斯勳章，而隆美爾對此非常不滿。
隆美爾部隊繼續往馬塔尤爾山進攻，其為巴伐利亞營右翼的兵力，並被允許進行單獨攻擊。經過50小時的行軍與戰鬥後，10月26日早上馬塔尤爾山被德軍攻下。義大利軍士氣極為低落，隆美爾500人的部隊僅以5人陣亡、20人負傷的代價將9,000名義大利士兵俘虜。但是因為另一位瓦爾特·施尼伯（Walther Schnieber）中尉被貝洛將軍以為其是攻下馬塔尤爾山的德軍指揮官，因此向德皇威廉二世推薦獲得了藍色馬克斯勳章，隆美爾對此憤怒地向上司抗議，但仍不能推翻其結果。然而在義大利的戰鬥仍持續著，隆美爾接著在追擊潰散的義大利軍戰鬥中表現仍舊活躍，在義軍的隆加罗内中就擄獲了8,000名同樣士氣低落的該軍士兵。隆美爾此戰果終於受到威廉二世的肯定，於1917年12月10日受獲藍色馬克斯勳章。獲頒理由為馬塔尤爾的攻下和於隆加罗内的英勇表現，且這兩者的功績相同，但隆美爾主張此勳章應是前者而獲得。

### 一戰末期至威瑪共和國時期
隆美爾於1918年2月轉調西線戰場，成為第64軍參謀軍官候補軍官，直到一戰德國戰敗前就未曾回到前線。1918年10月18日，隆美爾晉升上尉。1918年11月初，德國水手在基爾港的叛變蔓延至全國（德國革命）。威廉二世於11月10日逃往荷蘭，隔日由社會民主黨所主導成立的新共和政府於巴黎贡比涅森林和協約國簽訂停戰協定，第一次世界大戰結束。
隆美爾於1918年12月21日再度被配回老單位第124步兵團，1919年3月被任命為腓特烈港第32國內保安連指揮官，這個單位下的革命派士兵居多，對於隆美爾的命令毫不在乎，對其所配戴的藍色馬克斯勳章也無任何敬意，但因為隆美爾的人格逐漸受到肯定而逐漸恢復了紀律。
協約國對戰敗國德國的要求過於嚴苛，1919年6月28日兩方所簽訂的《凡爾賽條約》不但要求後者支付天文數字的賠款、被剝奪國境諸多土地給四周國家，國家版圖因而大為縮水、陸軍兵力也被縮編至僅十萬人（其中軍官4000人），戰車、飛機和潛艇等近現代武器也禁止擁有、生產與研發。1919年7月31日德國於威瑪召開的國會中通過了魏玛宪法，成為了民主國家，進入了所謂「威瑪共和國時代」。
軍官4000人的限制令威瑪防衛軍必須將德意志帝國時期留下的軍官大幅刪減，約是每六位僅留下一位的比例，而隆美爾即是被留下的其中一人。之後長達九年的時間隆美爾一直在駐斯圖加特第13步兵團單位內，於1924年的擔任同團內機槍營營長，在這段日子中隆美爾過得十分平淡。1928年12月，隆美爾的長子曼弗雷德出生，他在多年後成為了斯圖加特的市長。
1929年10月1日隆美爾擔任了德累斯顿步兵學校的戰術教官，其結合許多實戰經歷而成的授課內容在學生當中非常受歡迎。

## 納粹黨政權上台後
1933年1月30日，國家社會主義德意志工人黨（納粹黨）之領袖阿道夫·希特勒由總統保罗·冯·兴登堡任命為總理。儘管隆美爾長期以來一直對政治不關心，此時也與許多德國軍人一樣為希特勒的上台感到高興，非常歡迎與接受他的反共主義與擴軍的意識形態。

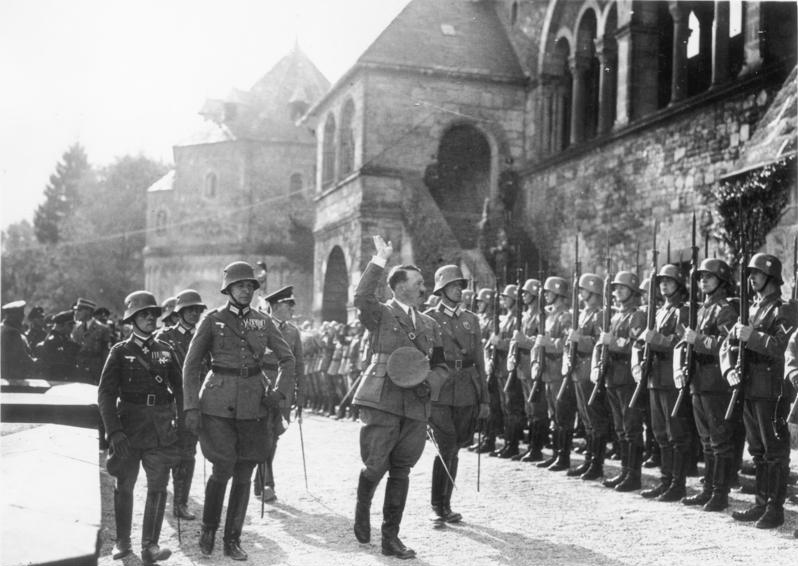
1934年9月30日，在訪問戈斯拉尔的收穫季期間，希特勒對隆美爾麾下的營進行閱兵，照片中間左邊戴頭盔者即隆美爾，此時是兩人首次的見面。

1933年10月10日，隆美爾晉升至少校，同時也轉調駐戈斯拉尔的第17步兵團擔任第3營營長。1934年9月30日，希特勒因為收穫季而訪問了戈斯拉尔，隆美爾的部隊擔任了迎接希特勒活動的仪仗队，此時為希特勒與隆美爾首次的見面。這時候的隆美爾還未有希望達到與希特勒公事以外的關係的跡象，也未有前者提出對後者任何看法的證據，僅有在閱兵式時因為警備問題而與黨衛隊有過爭執。1935年3月1日，隆美爾晉升中校，1935年10月15日轉調新成立的波茲坦步兵學校擔任教官，據說在該校隆美爾也是相當受歡迎的教官。1936年9月，隆美爾擔任紐倫堡黨大會的護衛部隊（即元首衛隊）指揮官。這時的隆美爾嚴守希特勒「在我之後最多只能有六輛車跟著」的命令，制止了試著追隨希特勒的黨內幹部車輛，也聽說是因為此事使希特勒開始注意到隆美爾。
可是希特勒給隆美爾決定性的評價是後者在1937年由福根賴特出版社出版的《步兵攻擊》一書，此為隆美爾在担任教官時的教材集結而成，以其自身在一戰的戰鬥經驗搭配易懂的文章與插圖。此書相當暢銷，共賣出50萬本，並在各方面都獲得不錯的評價，希特勒自己也以一戰步兵的經驗稱讚這本書。隆美爾與福根賴特出版社勾結企圖避其版權稅。1937年2月，隆美爾被派為希特勒青年團的國防軍聯絡軍官，隆美爾試著對其進行相當於國防軍下級軍官的軍事訓練，但其領導人巴爾杜爾·馮·席拉赫擔心被奪取主導權而一直反對，兩人的關係也惡化得很嚴重，甚至連在電影院的座位之類的瑣事都會引發爭吵。1937年8月1日，隆美爾晉升上校。儘管與席拉赫的關係極差，希特勒對隆美爾的信任也並未降低，1938年9月當蘇台德地區進行合併時，希特勒再次任命隆美爾成為其元首衛隊隊長，保護自己的安全。此時的隆美爾也成為希特勒完全的支持者，在他對妻子寫的信中讚美元首的字句也日漸增多，如：「德國人民受到太陽（指希特勒）的指引與領導，這一切或許是天註定。」，連在給自己私人朋友的書信下都會補上一段「希特勒萬歲—敬上—E.隆美爾」的字句。一般也認為因爲隆美爾與希特勒同為平民出身，且希特勒厭惡貴族軍官在平民面前的傲慢，因此其對隆美爾有好感。
1938年11月10日，隆美爾被任命為維也納郊外維也納新城軍官學校的校長，雖然隆美爾想讓該校成為德國、並且是全歐洲最現代化的軍校，卻因屢次受任為希特勒的侍衛隊長而常常不在校內。1939年3月15日，德國吞併捷克斯洛伐克，隆美爾也再度被任命為元首衛隊指揮官。捷克與奧地利、蘇台德地區不同，具德意志血緣的居民並不多，希特勒前往該國被認為是不受歡迎的，也很可能會被暗殺。希特勒問隆美爾：「上校，若你是我的話你會怎麼做？」隆美爾回答：「搭乘敞篷車，不用武裝護衛隨行，一路開到布拉格城堡，這樣德國對捷克的統治可自內向外宣示。」希特勒力排眾議，採用了隆美爾的意見，僅帶上隆美爾與其少量護衛人員前往該地，一路上也未有事故發生。接著3月23日梅美爾歸還事件時，隆美爾再度擔任元首衛隊指揮官的職務。1939年8月1日，隆美爾晉升少將，此事早在6月1日就因為希特勒個人特別厚愛而決定了。在隆美爾寫給妻子的信中記述著：「聽說我快速的晉升是因為元首在幫我說話，你也知道我對此有多麼高興，我最希望的就是自己的行動能獲得元首的肯定。」1939年8月22日，隆美爾辭去了維也納軍官學校校長職務，於8月25日被任命為元首总部管理部部長，此職並非以往僅在特定時段保護希特勒的警衛隊長，而是擔任平時希特勒的貼身護衛。

## 第二次世界大戰

### 擔任元首護衛與就任裝甲師師長

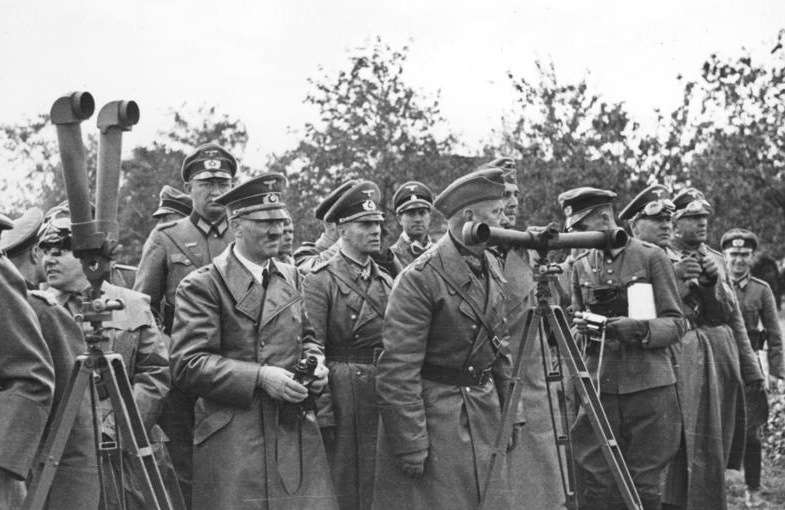
1939年9月，於波蘭前線視察的希特勒，其右邊的是肩負護衛職責的隆美爾少將。

1939年9月1日，德軍入侵波蘭，不久英法兩國對德宣戰，第二次世界大戰爆發。隆美爾以狂熱的心情迎接戰爭的到來，他在對妻子的信中寫道：「你對9月1日希特勒（於國會發表對波蘭宣戰）的演講有何感想？我們有這樣的領導人不是很好嗎？」他認為德國奪回在一戰戰敗時被波蘭奪取的波蘭走廊和置於國際聯盟管理下的但澤自由市實屬必要。作為元首总部管理部部長和擔負警衛之責的隆美爾，陪同希特勒搭上元首專車「美洲號」前往波蘭前線視察，共於該地視察三週的時間，而就在訪問波蘭港口城市格丁尼亞時，隆美爾與马丁·鲍曼起了激烈的衝突。1939年10月5日，希特勒出席了於華沙舉行的德軍勝利慶祝儀式，隆美爾於10月2日即進入該地檢視會場安全警務。在10月5日希特勒在活動中拍攝的照片裡，隆美爾即跟在其身邊。
希特勒與隆美爾皆認為只要波蘭被擊潰佔領，英法兩國就會與德國談和（實際上英法兩國在宣戰後幾乎沒有對德國展開大規模攻勢，詳見假戰），但這兩國在波蘭戰敗後也並未呼應德國的「和平建議」。軍方也很不願與在軍力上有壓倒性優勢的英法兩國交戰，但希特勒排除所有反對意見，決定對法國展開攻勢。而在波蘭戰役後，於柏林渡過無聊日子的隆美爾，表示希望去參與即將於法國爆發的戰鬥的勤務。陸軍人事部長基於隆美爾在一次大戰的經歷，原是想將其出任山地師師長，但隆美爾去求見希特勒，希望能讓他指揮裝甲師。陸軍人事部長反對步兵出身的隆美爾指揮裝甲部隊，但由於希特勒的介入而被特別允許。1940年2月15日，隆美爾被任命為新組建的第7裝甲師師長，順便一提，在法國戰役進攻的136個師中只有10個是裝甲師。幾天後，隆美爾的裝甲師有225輛戰車，其中一號戰車（僅裝備機槍）34輛、二號戰車（裝備20公釐砲）68輛、三號指揮戰車8輛（以大型指揮用無線電設備替換了火砲）、四號戰車（裝備短砲身的75公釐砲）24輛和吞併捷克後獲得其研製的LT-38戰車（裝備37公釐砲）91輛。在該師內佔大多數的LT-38戰車的裝甲薄弱，但也因為這樣重量僅有9噸，對於即將在法國實行的機動戰來說是相當合適的。一般德國的裝甲師編制下有2個戰車團和2個摩托化步兵團，但第7裝甲師只有一個第25戰車團（由2個戰車營所組成），和一個不屬於戰車團的裝甲偵搜營。儘管隆美爾是以步兵攻擊著名的軍人，但他在很早之前就掌握了戰車的運用方式。2月27日，隆美爾飛往柏林，向希特勒報告其第7裝甲師師長的就任，被前者贈與了一本寫上「給有著愉快相處回憶的隆美爾將軍」字句的《我的奮鬥》。

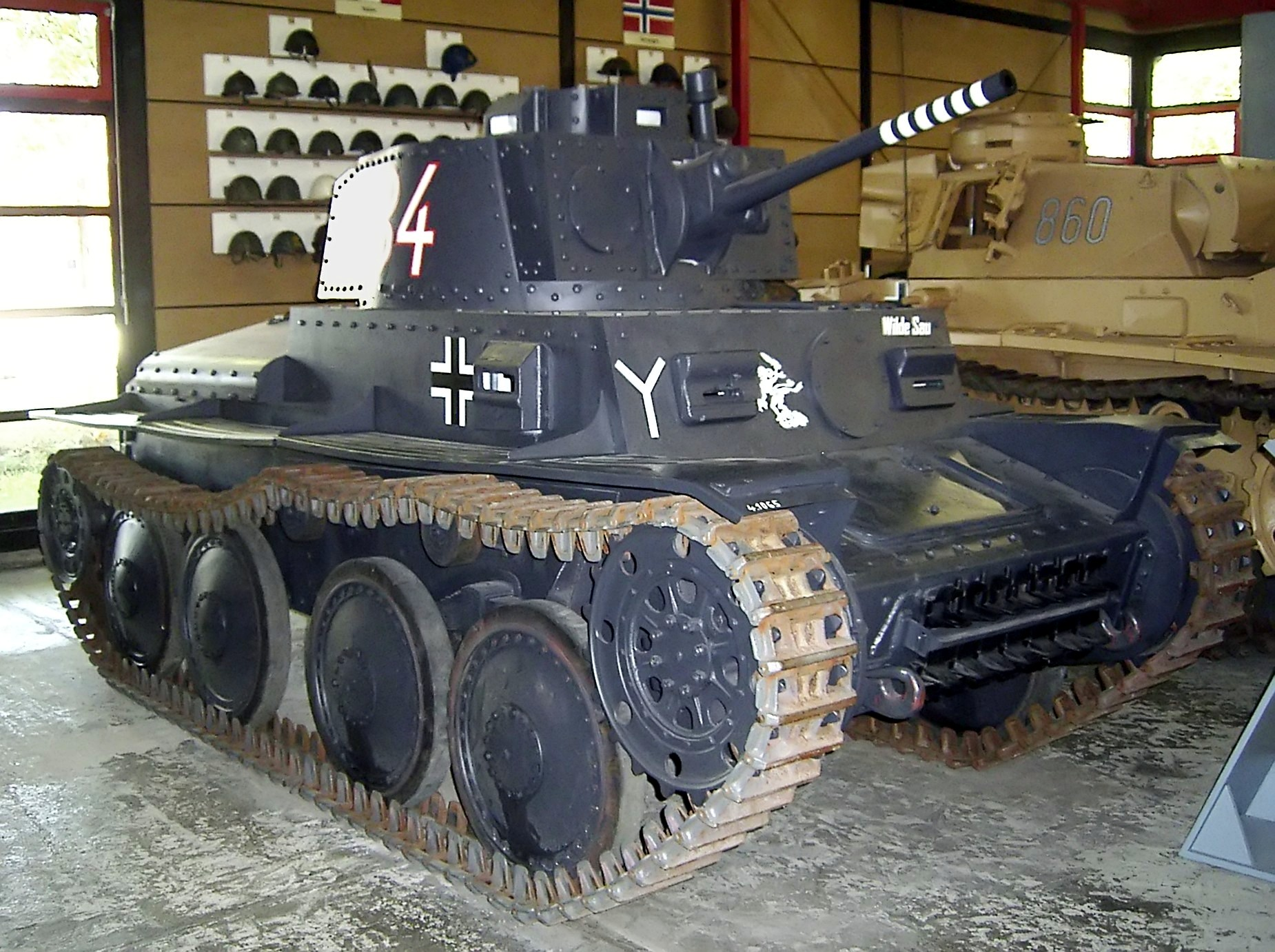
隆美爾的第7裝甲師主力——LT-38戰車。

陸軍參謀本部向希特勒提出進攻法國的作戰計畫，但因為與一戰希里芬計畫過於相似而未被希特勒採用，在幾經波折後，德軍最後採用了由A集團軍參謀長埃里希·冯·曼施坦因中將提出的《曼斯坦計畫》。此計畫將會把裝甲部隊集中於戰線中央的A集團軍，通過比利時南部的阿登森林一路向英吉利海峽進攻（由於阿登森林地形惡劣、道路稀少，戰車機動性一直被雙方大部分將領認為無法發揮，故法軍未將此防線空隙填補），將位於比利時與法國北部的盟軍主力部隊包圍殲滅。隆美爾的第7裝甲師隸屬於A集團軍（司令格特·馮·倫德施泰特大將）下第4軍團（司令君特·馮·克魯格大將）的第15裝甲軍（司令赫爾曼·霍特裝甲兵上將），同在該單位的裝甲師還有第5裝甲師。隆美爾第7裝甲師的任務為通過阿登森林的前鋒部隊，防止北部盟軍主力部隊南下的反擊，使由埃瓦尔德·冯·克莱斯特騎兵上將率領的「克萊斯特裝甲軍團」（由5個裝甲師所組成）能夠安全地前往英吉利海峽，但隆美爾的師之後也自行向該海峽進發。

### 西線閃擊戰
1940年5月9日下午1點45分，隆美爾收到傳達「黃色行動」（Fall Gelb）作戰的代號「多特蒙德」。在同日下午11點40分，第7裝甲師已在預定位置準備發動攻擊。表面上來看，戰局對德軍頗為不利，德軍共有2800輛的戰車、盟軍卻有4000輛。雖然在裝甲與火力方面盟軍也明顯有優勢、德國戰車僅速度略勝一籌，但對於即將在西方發動的閃擊戰來說，速度至關重要。隆美爾的第7裝甲師進攻速度也特別快，戰車團常常將師內其他部隊拋到後方，而隆美爾所搭乘的戰車也常位於前方並持續前進。一般來說，當交戰開始時雙方都會為了確認對方的裝備與規模而停在原地，但隆美爾的裝甲師則是不停地前進和運動，讓敵人摸不著第7裝甲師真正的位置並自動放棄其陣地。
德國本土對隆美爾的師評價為「全德軍中位在最西邊的師。」只要必要，隆美爾也會搭乘飛機親自向砲兵與摩托化部隊下命令或對士兵給予激勵。在麾下士兵們之間開始傳播其「不屈不撓的隆美爾」的稱呼，並被寄予相當程度的信賴。儘管第7裝甲師在這場戰役中並非擔負決定性的任務，但因為其挺進速度非常快，盟軍以「不知何時突破了防線」的情況，畏懼地將其冠以「幽靈師」（Division Fantôme）的別稱。

#### 通過阿登森林與默茲河

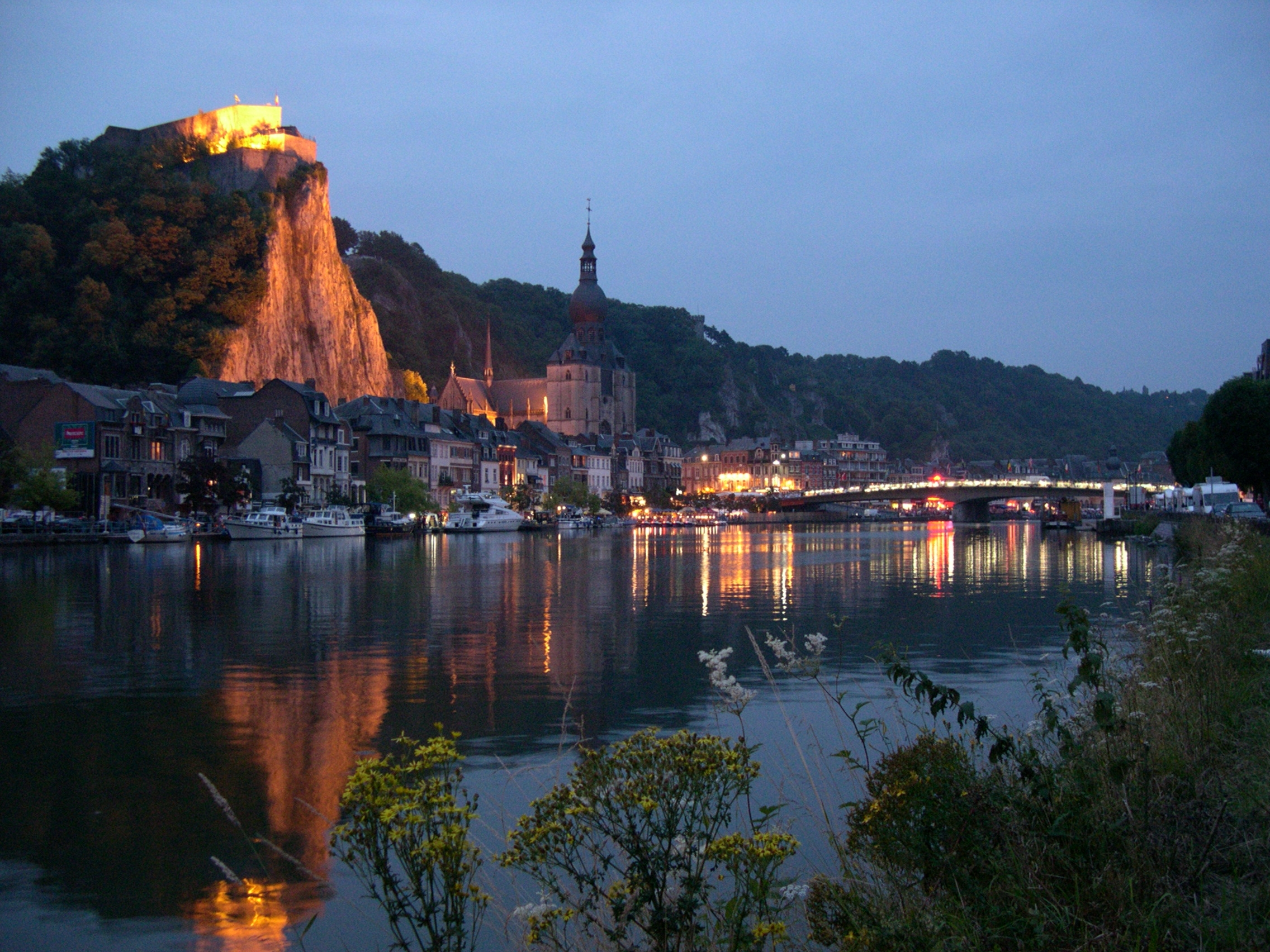
2004年的迪南

1940年5月10日上午4點35分，隆美爾的第7裝甲師越過比利時國境，發動進攻。在第7裝甲師的路上有著比利時軍設置的防禦工事（架設路障與把橋炸毀）和其裝備輕型武器的阿登第3獵兵團部隊阻擋，第7裝甲師一面掃除障礙一面高速地前進。在路上隆美爾發現了法軍的第1與第4輕騎兵師（由騎兵旅和裝甲旅編制而成），對其發動奇襲攻擊，法軍立刻向西方撤退。在5月10日至5月12日三天時間裡，第7裝甲師穿越了阿登森林，5月12日當晚抵達了一戰時令德軍大傷腦筋的天然要塞—默茲河與其岸邊城市迪南。隆美爾企圖追擊可能以橋樑進行撤退的法軍第1、第4輕騎兵師，但就在第7裝甲師抵達時，迪南的橋樑就已遭爆破，不得不以浮橋和橡皮艇進行渡河行動。
隆美爾趁天色正暗的夜晚讓第7裝甲師的步兵以橡皮艇渡河，在黎明時已運送了一個營的兵力到西岸，工兵也趕緊建設浮橋讓德軍戰車得以通過。但不久被法軍發現，從西岸陡峭的岩壁上傳來法軍猛烈的砲擊與機槍掃射，渡河行動被迫中斷。隆美爾下令對河流附近的民家放火來製造煙霧掩護，並將反戰車砲與戰車移動到其指定位置，對西岸法軍陣地進行猛烈的砲轟。在火砲的支援下，德軍於迪南稍微北方一點的萊夫再次展開渡河。隆美爾一面激勵著工兵，一面自己也跳下河搬運角材和繩索幫助浮橋的建設。當架橋的材料用完時，隆美爾去盜取了第5裝甲師的架橋材料，第5裝甲師師長要求隆美爾將其歸還，但後者表示「我們將第一個渡河」而未聽從。第7裝甲師雖然有大量死傷，但還是在5月13日中在萊夫架橋，讓戰車通過了默茲河。
5月14日一早，第7裝甲師的30輛戰車已渡過河流，開始往迪南以西3英里的翁艾進攻，意圖對法軍展開先前成功過的滲透突擊。不料隆美爾的三號指揮戰車卻為了躲避敵人反戰車砲的攻擊而從斜坡上滑落，隆美爾想辦法逃出車外，但臉部受了傷。逐漸接近的法國殖民地士兵意圖將隆美爾俘虜，但此時後者部下卡爾·羅滕堡上校所率領的第25戰車團即時出現，成功將隆美爾救出。隆美爾認為自己的戰車是因為沒有移動才會被擊中，因此重新發布命令，要求遭遇到敵人時要一邊移動強行突破、一邊不停地對其射擊。由於滑落的三號指揮戰車已無法開動，隆美爾便改乘羅滕堡上校的四號戰車。法軍第9軍團司令安德烈·喬治·科拉普被德軍第7裝甲師的進攻和海因茨·古德里安的裝甲軍團在色当成功渡河感到恐懼，下令部隊撤退到西方，棄守了默茲河防線。

#### 無視停止命令的前進
隆美爾於弗拉维永遭遇了因為B1重型坦克油料用完而停止的法國第1裝甲師，在短暫交火後，隆美爾將其交給後面追上的第5裝甲師處理，第7裝甲師則繼續往菲利普维尔進攻。但在5月16日，A集團軍司令格特·馮·倫德施泰特大將認為前方裝甲師挺進過於深入，下令暫時停止前進。希特勒對此也表示贊同，於5月17日發布元首命令要求停止前進。但隆美爾認為這樣作會使得閃擊戰擁有的心理戰打擊效果大為降低，因此不管希特勒和倫德施泰特的命令繼續前進。一般來說若無視命令將會被送上軍事法庭審判，但希特勒認為隆美爾此行將可塑造成英雄人物，作為一名活躍的裝甲師師長形象，因此不給予其處分。
隆美爾對庫爾特·豪澤上校說道：「這場戰爭中指揮官應該在第一線的位置，我才不信坐在椅子上指揮戰略那一套。現在和塞德利茨與齊滕的時代相同，我們必須像騎兵一樣使用戰車，就像以前將軍們在馬鞍上發號施令一樣，現在也要在移動中的戰車下令」。

#### 突破馬奇諾防線延伸地區

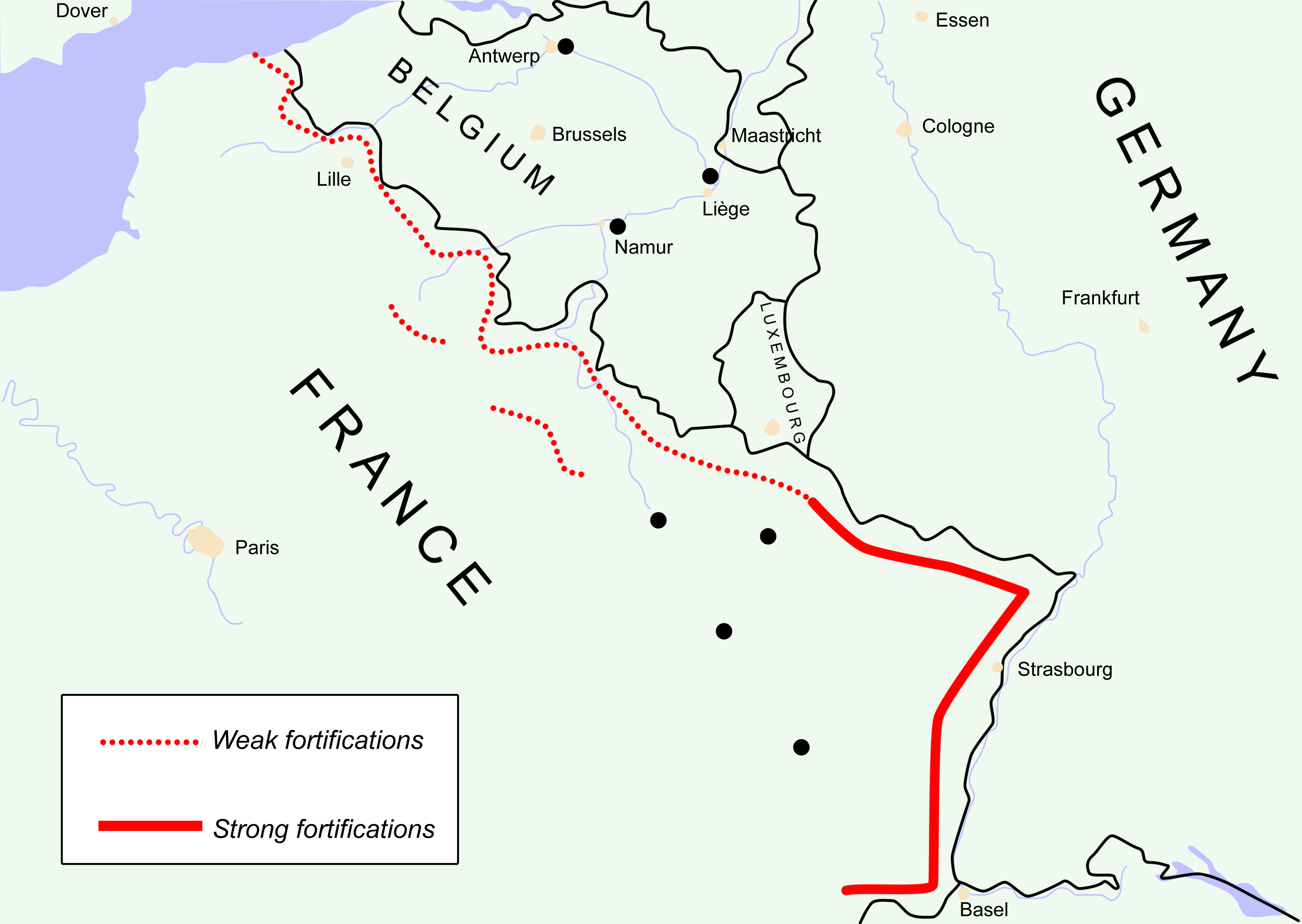
虛線部份為馬奇諾防線的延伸地區

隆美爾的師於5月16日下午6點越過法國和比利時的邊境，進入到法國境內。30分鐘後，隆美爾的部隊遇到了比利時和法國的邊界要塞，即馬奇諾防線的延伸部份。這並非是真正的馬奇諾防線的一部分，法軍也將馬奇諾防線和其延伸部份分開區別，但德軍包括隆美爾在內皆一律稱其為「馬奇諾防線」。馬奇諾防線的延伸部份強度遠比不上馬奇諾防線本身，儘管如此它還是有著許多堅固的碉堡、帶刺鐵絲網和廣大的地雷陣。
隆美爾讓砲兵發動猛烈的砲轟，製造大量的煙幕，在法軍被擾亂時用工兵以炸藥和火燄放射器摧毀一座座碉堡，在被火燒的通亮的防線上派出部份戰車一面射擊、一面強行突破。最後一口氣通過了索尔堡、萨尔波特里、瑟穆西等防線延長部份。
隆美爾的師在攻擊防線時損失很少，但法軍因為其快速地進軍而恐慌，大批士兵未作戰鬥即投降。第7裝甲師在突破馬奇諾防線延伸部份的行動裡，一共陣亡了35人、負傷僅59人，戰果則有俘虜約一萬名法軍士兵、約繳獲100輛戰車、30輛裝甲車和20門大砲。

#### 暫時停止
隆美爾的師持續快速前進，於5月17日凌晨12點抵達埃爾普河畔阿韋訥、上午6點抵達桑布尔河沿岸的朗德勒西、晚上6點30分抵達勒卡托康布雷西東部的高地。在路上碰到前往西方的混亂法軍士兵和大批難民，大部份的法軍士兵就直接讓隆美爾的部隊通過而未作抵抗，接著直接被俘虜。隆美爾也只將法軍解除武裝，指引它們自行向東邊的戰俘營前去。隆美爾隨著先頭部隊前進時，整支第7裝甲師一直被甩到後方，當他的先頭部隊抵達卡爾卡代東部高地時，師主力部隊卻還在比利時。由於先頭部隊行駛過遠，無線電通訊不易，隆美爾發現無法與其主力聯絡，而師參謀奧托·海德肯佩爾少校以為羅滕堡上校和隆美爾皆已戰死，隆美爾事後憤怒地寫道：「能的話我真想將這傢伙逐出去，這個年輕少校參謀只害怕因為在第一線後方32公里的自己和參謀本部其他人的安危」。現在隆美爾身邊僅有兩個戰車營和摩托化步兵數個排，而且它們的彈藥與燃料皆已告罄，且此時軍部傳來命令，要求隆美爾在阿韋訥停止（但該單位實際上早已在拉凱特約-李克陶東部），因此隆美爾將部隊停留在李克陶東部。
之後隆美爾在李克陶受到了法軍的攻擊，前者將防守的任務交給了身邊的羅滕堡上校，自行搭著裝甲車回到阿韋訥誘導後方部隊跟上，下午4點時在該地與第7裝甲師主力會合，並繳獲了法軍40輛卡車，5月18日早上與前線的羅滕堡部隊會合。補給與修理作業完成後，隆美爾的師於下午3點再度出發，在沒有抵抗下佔領了康布雷，但又再度被命令停止前進。第15裝甲軍（包括隆美爾的部隊）奉命要停留於原地等待步兵跟上，並掩護北面持續西進、即將把北法和比利時的盟軍包圍的古德里安與喬爾格-漢斯·萊因哈特的裝甲兵團之側翼，隆美爾趁著這段時間趕緊補給和讓士兵稍作休息。

#### 阿拉斯戰役
希特勒於5月19日解除停止命令，古德里安與萊茵哈特以外的裝甲部隊也開始再度向西前進。第7裝甲師於5月20日開始向阿拉斯進攻，但由於法軍出現在前鋒戰車部隊和步兵之間，必須先將其剷除。同日，古德里安的裝甲兵團已經抵達比鄰英吉利海峽的阿布维尔，成功將位於北法和比利時的盟軍主力部隊孤立。英國遠征軍司令約翰·維里克計畫突破此包圍，於5月21日在阿拉斯一地對隆美爾的師和武裝黨衛軍的骷髏師發動攻勢。
此時隆美爾的第7裝甲師和骷髏師正要自西南方向阿拉斯以北迂迴，其右翼與英軍遭遇。英軍中令隆美爾的部隊感到最為麻煩是瑪蒂達 II步兵戰車，其裝甲之厚讓隆美爾的37公釐反戰車砲彈全部被彈開，隆美爾於是將88公釐高射砲用作反戰車用途，對瑪蒂達戰車射擊；同時也召來德軍俯衝轟炸機斯圖卡將英軍戰車一一擊毀，最後後者蒙受大量損失後撤退，突圍的攻勢終止。
這場戰鬥使隆美爾的師蒙受了不少損失，戰死與被俘了250人，隆美爾的副官摩斯特中尉也因此戰死，另外還損失四號戰車3輛、LT-38戰車6輛和大量輕型戰車。

#### 對敦克爾克的包圍與会见希特勒

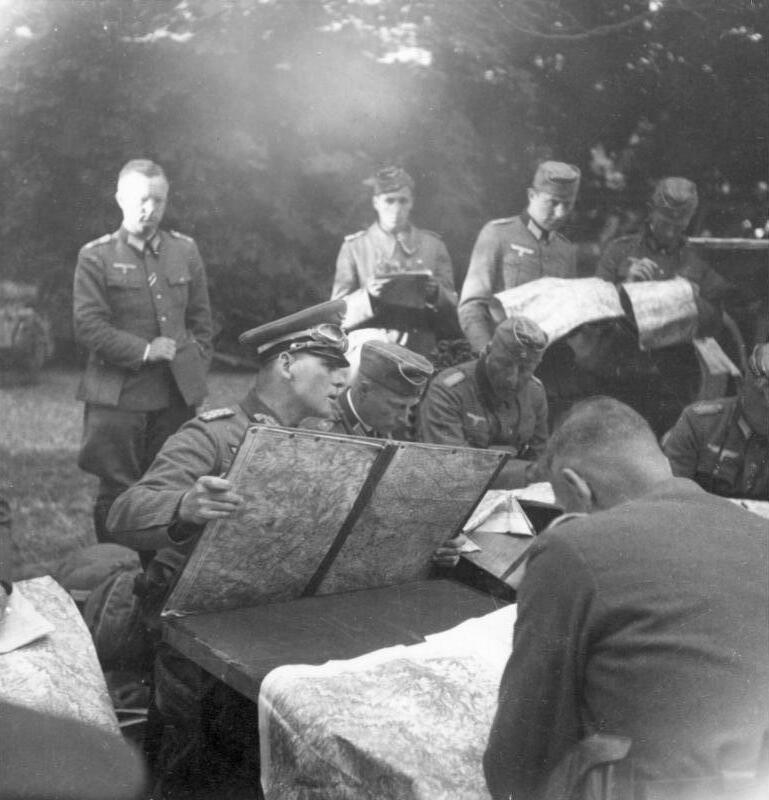
1940年5月，與部下共同研究地圖的第7裝甲師師長隆美爾少將。

5月22日和5月23日，隆美爾自阿拉斯西郊迂迴，前往貝蒂訥，而原先的英軍則往運河線撤退（位於該城北面18哩）。然而就在5月23日後隔天，第4軍團司令傳來要求所有裝甲師停止前進的命令，留在原地等待後方步兵跟上。希特勒同意此想法，也於5月24日對全裝甲師下令停止前往敦克爾克，將北方孤立的盟軍部隊交給德國空軍解決。此一命令一般認為是為了讓裝甲師保留實力以進攻南方，因為北部盟軍主力部隊的包圍当时已经完成；還有說法是德國空軍總司令赫爾曼·戈林判斷單憑空軍即可殲滅包圍圈中的敵軍，又或者是因為阿拉斯戰役中敵軍反攻的衝擊，使得克魯格、克萊斯特更為慎重，聽取這些意見的倫德斯特也對希特勒如此進言所導致的結果。在後者戰鬥的意義上隆美爾也要負相當的責任，他在阿拉斯遭到英軍戰車攻擊時報告後者擁有兵力為實際的2倍以上——5個師和100輛戰車。希特勒在5月26日取消了裝甲師的停止命令，隆美爾的第7裝甲師此時變成擔負敦克爾克包圍圈的其中一翼。但由於先前的停止命令，英軍已做好準備，以海路從5月26日到6月3日自敦克爾克將30萬以上的英法軍士兵撤離到英國的多佛（見敦克爾刻撤退）。由於自5月24日開始的2天時間裡英法兩軍已在敦克爾克設置好防禦工事，德軍在5月26日已無法阻止其撤退。
隆美爾在師停止的時候趕緊進行整補作業。5月26日在希特勒的授意下，隆美爾獲贈了騎士鐵十字勳章，成為法國戰役中第一位被授予該勳章的師長。同日，希特勒解除停止前進命令，擔當對盟軍主力包圍一翼的隆美爾立刻北上向里尔進攻，自屈安希的運河渡河，同時也猛烈攻擊以掃除敵軍在埃讷蒂耶尔昂韦普道路上的抵抗。為了掩護海陸撤退的行動，法軍第1軍團近一半的兵力進入里爾內持續反抗，一直到德軍步兵跟上後才佔領該地。
5月29日，隆美爾的師受命返回阿拉斯西部進行整補。6月2日，隆美爾被召到沙勒维尔-梅济耶尔与希特勒会面，該處召集的軍官皆為軍團司令或軍長，隆美爾是唯一被召集的師長。希特勒向隆美爾說道：「當你在攻擊時，我們都很擔心你的安危啊。」在這天裡，希特勒向召集來的將軍們宣佈將在6月5日再度進攻法國，對其給予決定性的一擊。因為6月4日敦克爾克的盟軍部隊已離開了歐陸，南部的盟軍已無法抵擋德軍的進攻。比利時軍最高統帥國王利奥波德三世也於5月28日宣佈投降並解除武裝（但比利時政府並未投降，反而在決議剝奪國王的統治權）。

#### 默茲河的南進

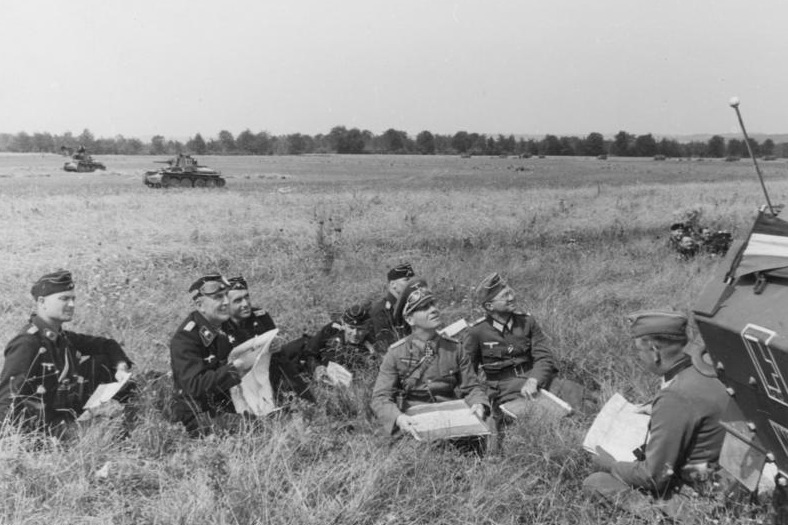
在草原席地而坐進行會議的第7裝甲師師長隆美爾少將。左邊數來第2人是第7裝甲師主力的第25戰車團團長卡爾·羅滕堡上校。

6月5日，隆美爾為了不讓敵人炸毀了索姆河上的橋而開始對其作封鎖性的射擊、慎重地攻下一個個妨礙渡河的敵軍砲兵陣地，在該地俘虜了大量法國殖民地的士兵。突破索姆河後，隆美爾以自行命名的「區間進擊」（Flachenmarch）的陣型開始進攻，該師形成一個正面達1.5公里、長20公里的箱形陣型，正面與兩側佈設戰車營與偵搜營、中央則配置步兵團。這個陣型使得外側的裝甲部隊當受到攻擊時可隨時以全兵種支援來反擊，缺點是行軍的速度慢，但這種陣行在索姆河南西方平緩開闊的地形十分適用。
隆美爾師順利而快速地進攻，到6月7日時已經行軍了48公里以上，將位於亞眠到海岸地區間的法國第10軍團切成了2段。6月8日又再前進了72公里。此時盟軍在各地迅速的崩潰著。隆美爾也遭遇了想要逃回不列顛群島而往英吉利海峽前進的英國部隊，不過因為他們的指揮系統已經崩潰而無法進行戰鬥。據說在隆美爾繳獲的一輛卡車上發現了英軍的網球、網球拍和高爾夫球桿，他笑著說：「這樣的英軍在戰爭中的下場是理所當然的了。」
6月8日半夜，隆美爾到達了鲁昂南方的塞納河，他們也是全德軍第一個抵達該河的師。隆美爾打算以埃爾伯夫上的橋樑一口氣渡過塞納河，但法軍早一步將各橋炸毀，同時也因為隆美爾的師挺進太過迅速，後方遺漏許多有敵軍部隊的城市，再加上魯昂上空飄著觀測氣球，隆美爾於是決定暫時後撤離該河的半島地區。

#### 英吉利海峽沿岸的戰鬥
橫渡塞納河的行動失敗後，國防軍最高統帥部給了隆美爾的師一個新任務—進攻港口都市圣瓦勒里，阻止該處的英軍第51高地师撤往不列顛群島。改變行軍路線而北上的隆美爾，通過了伊沃托於6月10日抵達英吉利海峽。隆美爾的師的士兵有些因為是第一次抵達英吉利海峽而非常感動和興奮，將腳泡在海水中走動。據說羅滕堡上校還將戰車開到海邊，而隆美爾也穿著軍靴浸在海水中享受。
6月11日，隆美爾的部隊已十分接近該城市，並開始對其施行包圍。該城的英法兩軍正等待可以撤退的船隻抵達，隆美爾為了避免無益的流血衝突，派出了會說德語的戰俘去向守軍要求在晚上9點之前投降，傳回來的消息表示法軍將領希望投降，但英軍將領不肯，並回絕了德軍的勸降。不得已的隆美爾自晚上9點集中火砲對該市的北部港口射擊，而德軍俯衝轟炸機也一起對其進行轟炸。由於英法士兵不停地投降，英軍將領也逐漸無法控制情勢。隆美爾的師共俘虜了將官12人和12,000名士兵（若包含其他師於該地的俘虜數量共有46,000人），其中包括英國高原師師長维克托·福琼少將、法軍軍長與其三個師師長。福琼憤愾地表示，若隆美爾也在相同的立場上必也會因即將遭到被俘的屈辱而奮力反抗。法國將軍們的態度就好的多，據說他們對隆美爾說：「對我們而言，你們的動作實在太快了。」「我們稱你們為幽靈師。」
隆美爾的師繼續沿著英吉利海峽往西方前進，於6月14日佔領了勒阿弗尔，該市的法軍也馬上投降。順便一提，同日巴黎也被設為「不設防城市」，被德軍第218步兵師兵不血刃地佔領。

#### 進攻瑟堡與法國投降
隆美爾的第7裝甲師接到了希特勒要求其進攻瑟堡的命令，因此於6月16日在魯昂以德軍架設的橋樑通過塞納河。另一方面，法國總統阿尔贝·勒布伦任命了菲利普·貝當為新任總理，後者不久透過中立的西班牙向希特勒要求停戰。未聞停戰消息的隆美爾認為法軍鬥志已喪失殆盡，因此將部隊解除「區間進擊」的陣型，回歸成行軍速度快的長縱列陣型。如隆美爾所料，一路上幾乎未遭反抗，隆美爾的師在6月16日前進了160公里，17日前進320公里以上，這種驚人的長時間戰車行軍的紀錄是當時前所未聞的。
隆美爾的師經過了弗莱尔、库唐斯後由該地北上，於6月17日半夜抵達了拉艾迪皮。但在前往瑟堡路上被敵軍阻塞陣地的激烈砲火攻擊，由於長時間行軍造成全師官兵都相當的疲勞，隆美爾判斷不宜在沒有砲兵和戰車支援下的夜晚進行進攻，於是往拉艾迪迪皮茲後撤。6月18日一早，隆美爾立刻開始對阻塞陣地發動攻擊，早上8點再度往瑟堡前去。6月18日下午1點左右，隆美的師於瑟堡西南方4.8公里處又受到一處道路要塞的猛烈攻擊，但下午5點時還是佔領了當地凯尔克维尔南部的高地，步兵團和兩個戰車營也往瑟堡郊外挺進。當日夜裡，師中的砲兵團也終於抵達，隔日6月19日早上開始對瑟堡港口的要塞和船塢發動砲擊，那些要塞中最堅強的中央要塞沒有任何反擊的跡象，隆美爾的步兵因而更容易自郊外深入。受到猛烈轟擊而無以為繼的法軍終於下午5點投降，瑟堡的3萬法國官兵被俘。隆美爾的師於西線閃擊戰的戰鬥在瑟堡戰役中結束。
希特勒為消除德國在第一次世界大戰中的恥辱，將當年在貢比涅森林簽署德國投降書的列車從法國巴黎博物館中拖出，於相同地點重現一樣但立場相反的場景。6月21日，德法於此開始進行停戰談判，由於德國的條件非常嚴苛，談判頗不順利，法國當日並未簽字，然而由於隔天德國威脅若不儘快簽署雙方將繼續維持戰爭狀態，法國代表終於接受停戰協定。但停戰協定簽字後，隆美爾的師仍繼續南下，於6月21日抵達雷恩、6月25日抵達波尔多，其先遣部隊更是往西班牙邊境前進。此行動並未有交戰情形發生，僅是佔領時必要進行的行軍流程。

#### 戰果、傷亡與評價

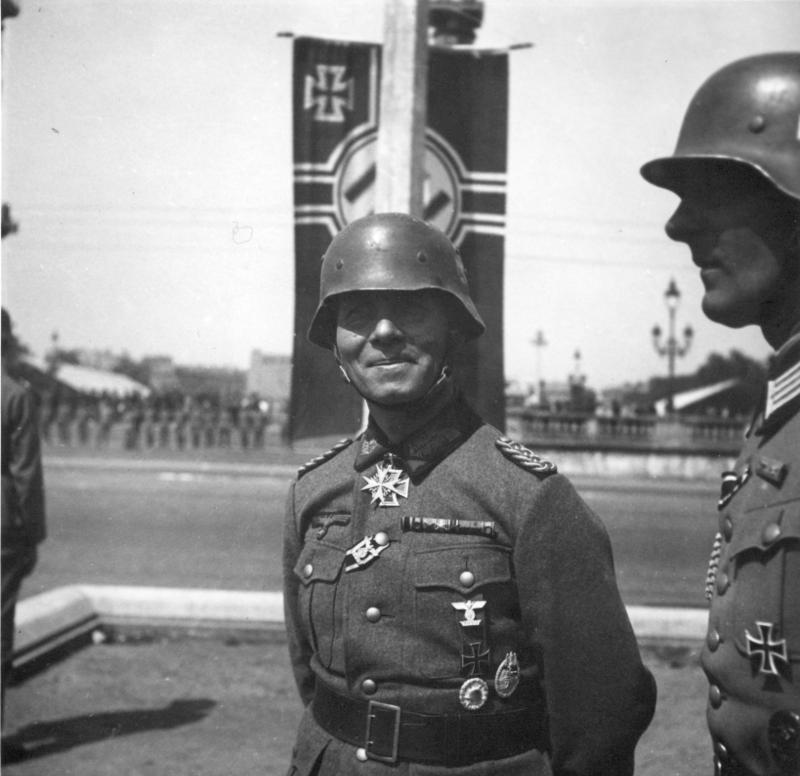
1940年6月，在德軍於巴黎所舉行的勝利慶祝閱兵式出席的隆美爾少將。

在西線閃擊戰中，隆美爾的第7裝甲師除了俘虜了敵軍97,000人外，還繳獲戰車與裝甲車458輛、各式火砲277門、反坦克砲64門、卡車4,000至5,000輛、轎車1,500至2,000輛、牽引式車輛1,500至2,000輛、巴士300至400輛和摩托車300至400輛。此外還擊落了敵機52架、於地面繳獲12架。由於師的移動速度太快，很難獲知其正確數字，但一般認為實際繳獲數量應更多。以此換來的是，隆美爾的師共有628名士兵陣亡、296名失蹤和42輛戰車損失。第7裝甲師的損失較其他德軍師要多，以德軍在西線戰役中失蹤與陣亡人數49,000人來計算的話（其實際數據頗受爭議，可能更高），德軍135個師平均每個師僅陣亡與失蹤363人，而隆美爾的師則有924人，此計算還要考慮到第7裝甲師在戰鬥中一直擔當閃擊戰的攻擊矛頭，其代價與獲得之戰果相比仍算少。關於隆美爾的評價不一，總體來說納粹政權人士給予較高的肯定，而軍方則相對地低。
在這場戰役中，隆美爾經常違反命令而做出獨斷的行動。儘管後來獲得成功，卻招惹上級的不滿，隆美爾本人也被認為是「希特勒從小培養的將軍」而被敬而遠之。陸軍參謀長弗朗茲·哈爾德大將也對其評價道：「不聽命令，腦子發瘋的將軍。」隆美爾的直屬上司——第15軍軍長赫爾曼·霍特對其評價為：「為裝甲部隊開闢了一條新道路，他對戰爭步調敏銳的感知與於前線指揮的熱情值得讚賞」，但同時也認為「若隆美爾要作為軍長，必須累積更多經驗和出色的判斷力。」另外第4軍團司令克魯格大將認為「隆美爾僅想承認自己的勝利而忽略其他單位的貢獻」，如在他書中描寫的行軍速度實際上沒有比其左翼的德軍第32步兵師快，且幾乎沒有提到德國空軍的貢獻，多描寫表面事實。

#### 法國戰役後暫時的平靜
隆美爾的師在1940年夏天持續進行著對英國本土登陸戰的訓練，由於該行動勢必要德國空軍獲得制空權，因此陸軍內的風氣較為輕鬆悠閒。隆美爾在工作外的時間以打獵為樂趣，還因預計出版第7裝甲師的戰史書而整理、撰寫資料。另外，同時隆美爾也受到宣傳部長約瑟夫·戈培爾的邀請，希望能配合入鏡到電影《西線的勝利》中，隆美爾同意後於同年8月花費數天參與拍攝，並成為當時實質的導演，熱情且高興地為部下和法屬非洲殖民地士兵（自戰俘營中帶來）指導演出，並對其細節相當講究。
1941年1月1日，隆美爾晉升中將，而在2月時，《西線的勝利》被公開，隆美爾也因此成為大螢幕前的明星之一。

### 轉戰北非戰線

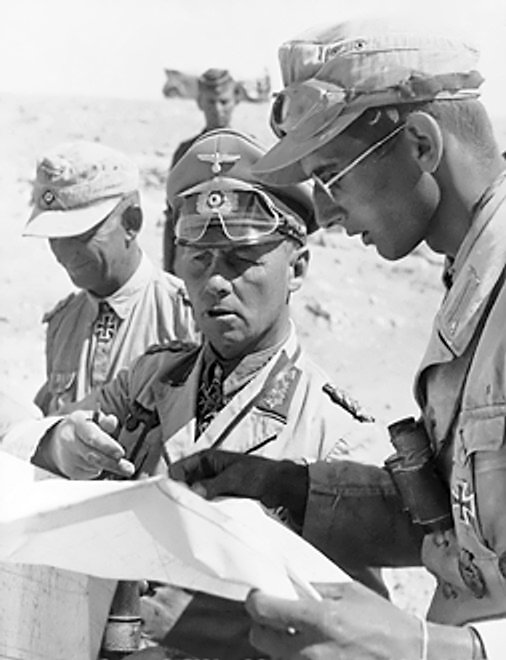
1942年春季於北非的隆美爾大將

1941年2月，隆美爾被任命為非洲軍軍長，往後一直到1943年5月將在北非嚴酷的沙漠戰場上進行激烈的戰鬥。
關於北非沙漠環境的嚴酷，首先，其氣候令歐洲人非常難以適應，白天為酷暑，夜晚為嚴寒（盛夏中午可達摄氏60度左右，但晚上將下降到摄氏0度附近），而且夏季相當的長，其他季節非常短，也會在長期乾旱的情形下突然來一陣暴雨。一般人在此種地形易罹患脫水、中暑、痢疾和皮膚病等病狀，也會因為沙塵而有眼疾的問題，即使戴上護目鏡也會有小砂粒進入其中。加上飛揚的砂粒也會使武器和通訊設備無論是壽命還是功能都會下降，甚至直接故障，而沙塵暴更是可怕，其也有著電波妨礙的特性，會令軍隊通訊機能陷入麻痺的狀態。實戰方面，沙漠戰場上沒有遮蔽物，容易發現遠處的敵人而立即進入戰鬥，這時射程將成為極重要的關鍵，步兵難以發揮力量，戰車成為沙漠戰的主力。由於缺乏天然掩體，沙漠戰也需要大量的地雷和人工障礙物來佈防。同時也因為缺乏地標可用來確認方向，部隊移動非常容易偏離預定地點，常要依靠推測航法來確認方位。補給在沙漠戰裡十分重要，特別是水，也可能因為綠洲的爭奪戰決定戰局的結果。為了橫越廣大的沙漠，戰車的油料補給也十分重要。其補給站少的性質與海戰相似，往往單是被佔領一個補給站，全軍即要大幅度撤退。因為補給不易維持，搶奪敵人物資的行動顯得非常重要，1942年6月隆美爾曾說過「我軍自英軍繳獲了相當多的車輛，從遠方看來難以分辨。」，連他本人與其幕僚也在北非搭乘著英軍的AEC裝甲車進行指揮，同樣地，英軍也使用著繳獲的兩國武器。
然而所有條件中最嚴酷的莫過於軸心國及同盟國兩軍的物資差距量，後者享有極大優勢，前者僅能以戰術來彌補。當時英軍戰術凌亂且常犯錯，因此戰鬥經驗豐富的德軍經常勝多敗少。隆美爾以迂迴戰術和單翼包圍的方式多次擊潰佔有優勢地位的英軍，因而獲得被後者稱作「沙漠之狐」（Desert Fox）的稱呼。但戰術終究無法彌補物資差距，隆美爾的軍團仍逐次被擊敗，最終撤出北非。
北非戰線被隨軍記者稱為「仍存有騎士精神的戰場」，由於戰地是廣大的沙漠，鮮少波及一般民眾，也沒有黨衛隊和別動隊成員前來非洲虐待與殺害猶太人，隆美爾本人也相當重視騎士精神，德軍在其指揮下也被要求貫徹該精神來作戰。隆美爾也遵守國際法關於交戰雙方的規定，慎重地對待戰俘，也因此英軍於該區戰線一樣也較遵守國際法。

#### 就任德意志非洲軍軍長

非洲軍的標誌

1941年1月11日德國執行支援北非意軍的「向日葵行動」。希特勒首先派遣特別編成、由漢斯·馮·盧克指揮的「利比亞阻擋部隊」到北非（該單位不久被增強為第5輕裝師），盧克在1月25日向希特勒的報告中斷言，北非的戰局無法改變；一週後，又再向其報告義大利軍狀況嚴重低劣，因此希特勒決定再派遣一個裝甲師到北非，而這兩個師所組成的軍選擇由隆美爾指揮。隆美爾於2月5日在維也納新城的家中收到召集通知，於2月6日飛往柏林，被任命為「駐利比亞德軍部隊」司令。該部隊於2月25日被改名為「德意志非洲軍」（下均簡稱非洲軍）。非洲軍由第15裝甲師和第5輕裝師（以後改編為第21裝甲師）所組成，共約有150輛戰車，另外還有部份義大利軍受其指揮。此外，儘管非洲軍名義上受到義大利皇家陸軍指揮，但隆美爾收到最高統帥部部長威廉·凱特爾指示「德軍不投入於（對德國來說）無意義的戰鬥」的命令，而能依自己判斷來進行部分單獨的指揮工作。

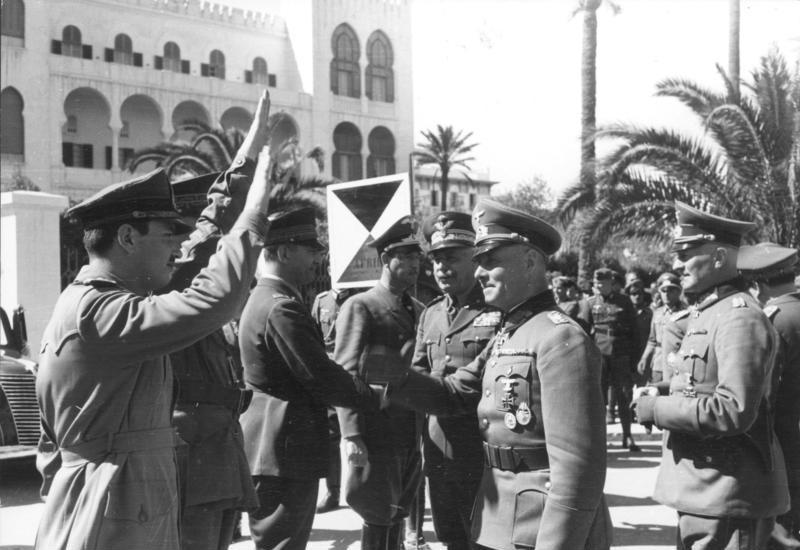
1941年2月，抵達義屬利比亞首府的黎波里的隆美爾，正和幾位義軍打招呼，他左邊那位陪行者則是義大利北非派遣軍司令伊塔洛·加里波第上將。

隆美爾於1941年2月12日上午抵達義屬利比亞的的黎波里機場。因為戰車運輸困難，自非洲軍第一批戰車抵達的3月11日一直到5月，第15裝甲師的裝備還未運完。抵達北非後，隆美爾立刻與義大利駐北非司令伊塔羅·加里波底上將（格拉齊亞尼被撤換後的繼任者）會晤，同時英軍則在歐蓋萊停止，策劃下一波西進攻勢。加里波底期望在的黎波里構築防線，但隆美爾心想將部隊佈署到歐蓋萊以西300公里的苏尔特，並讓羅馬和柏林當局同意此計畫，派遣了2個義大利步兵師和裝甲師於該地構築陣地。2月14日，德軍的偵察大隊和炮兵部隊到達了的黎波里，卡車、裝甲車、大砲和6,000噸的補給連夜卸載，趕路送到苏尔特。雖然戰車並未運到，但隆美爾已以多輛福斯汽車偽裝成戰車來迷惑敵軍。2月17日，英軍開始活動，自歐蓋萊開始西進。為了假裝德意兩軍有所反應，隆美爾讓蘇爾特的軍隊也開始小幅東進。2月24日，英德兩軍遭遇，發生小規模衝突，之後英軍馬上撤退。隆美爾憑直覺認為英軍比想像中來的脆弱且沒有繼續前進的意思，但其實是因為該地的英軍被英國首相溫斯頓·邱吉爾調往希臘戰場而弱化的關係。再加上原本率領英軍擊潰義軍的理查德·奥康纳中將被晉升為埃及駐軍司令，駐昔蘭尼加的英軍換成對沙漠作戰不熟悉的菲利普·尼姆中將指揮，英軍負責北非戰線的中東總司令阿奇博尔德·珀西瓦尔·韦维尔上將也對德軍集結狀況評估錯誤，認為後者不會在5月前發動攻勢。

### 隆美爾的攻勢

#### 禁止進攻的命令與收復昔蘭尼加

1941年的北非戰線地圖。

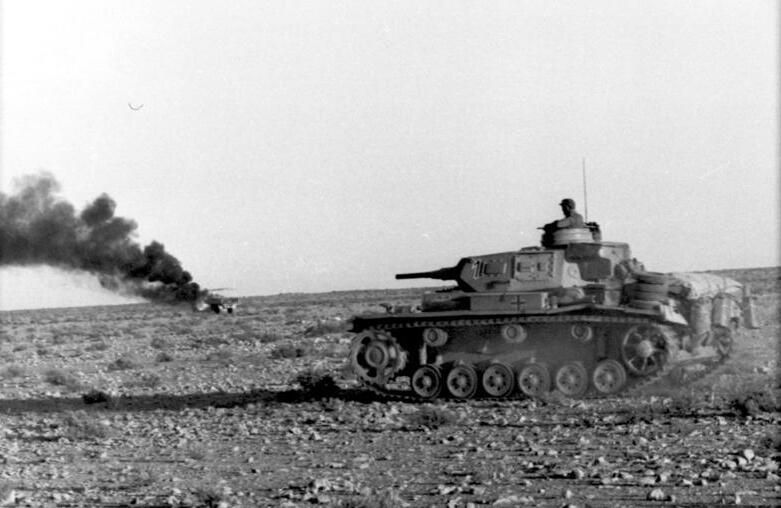
1941年4月，於沙漠中奔馳的非洲軍三號戰車。

1941年3月11日，第5戰車團（第5輕裝師下唯一的戰車團）開始在的黎波里慢慢卸貨，而隆美爾為了要對歐蓋萊發動攻擊而於3月19日飛往柏林，於20日晉見希特勒向其報告。希特勒見到隆美爾先授予其橡葉鐵十字騎士勳章，後者是被授予此章的第10人。然而，希特勒對隆美爾的進攻歐蓋萊和強化非洲軍戰力的請求並不苟同。陸軍參謀長哈爾德厭惡隆美爾教唆希特勒進攻的行為，同時也因為德蘇戰爭即將開始，希特勒和軍方皆無餘力去應付北非戰場，對他們來說此區也非主戰場，僅是鼓舞義大利軍去牽制英軍而已。結果，攻擊的命令直到5月第15裝甲師到達後都還未核准。
隆美爾並未打算遵守按兵不動的命令，他認為此時英軍正值虛弱的狀態，是收復昔蘭尼加的絕佳機會。1941年3月24日，隆美爾率領戰車與裝甲車向歐蓋萊進攻，作「不攻擊的偵查行動」。在歐蓋萊受到奇襲的英軍，在幾乎沒有進行戰鬥的情況下立即撤退到50公里外的布雷加，隆美爾就這樣佔領了歐蓋萊。希特勒對於隆美爾是否有必要繼續前進有所保留，因此後者於歐蓋萊停留了一週的時間。在這段時間裡，隆美爾監聽英軍的無線電，確認他們正在強化陣地和集結兵力，因此他確信不能坐等到5月。3月31日，隆美爾獨斷地率領第5輕裝師主力對梅爾沙隘道發動攻擊，與英軍第3裝甲旅和第2機械化旅交戰，到了傍晚戰鬥結束，英軍放棄並撤離該地。隆美爾繼續進攻，到4月1日時從英軍手中奪取了梅爾沙隘道加以東80公里、為昔蘭尼加交通要衝的艾季達比耶。4月2日，隆美爾獨斷的行動觸怒了加里波底將軍，後者命令其停止前進，但此命令遭到無視，隆美爾將兵力分成三個縱隊，於4月3日開始向英軍追擊。同日，加里波底的怒罵傳到了艾季達比耶的隆美爾耳裡，並質問其行動。此時隆美爾也收到部下交給他、來自最高統帥部凱特爾「立刻停止前進」的命令，但他反而向加里波底謊稱「此為元首對我的擅自行動完全加以承認的命令」。隆美爾當天夜裡寫給妻子的信中寫道：「肯定此時的黎波里、羅馬和柏林的上司們正驚訝不已，可是我硬要無視所有命令發動攻擊，因為這機會實在是要把握，相信往後我的行動會被認可的。」4月3日，北進的第3裝甲偵搜營佔領了戰略要地—港都班加西，隆美爾也率軍北上追擊，於4月4日一早通過了該地。
同時另一方面，位於埃及開羅的英軍司令部，韋維爾上將對於昔蘭尼加英軍的狀況感到憤怒，將尼姆中將解除職位，讓奧康納重新回歸為昔蘭尼加英軍總司令，但後者表示在此刻臨陣調將是非常危險的，因此韋維爾讓兩人共同負責該地的防務。但隆美爾的軍隊不斷快速進軍，陸續俘虜了英軍指揮官。奧康納和尼姆於4月6日晚上搭車一時迷了路而被隆美爾的摩托化部隊發現，也遭到其俘虜。昔蘭尼加的英軍就這樣突然失去指揮官，指揮系統頓時混亂不堪。
隆美爾決定佔領英軍補給據點、素有「昔蘭尼加的心臟」之稱的穆海利，並要將兵力分拆三路向該地進攻。到4月7日時，穆海利已遭到完全的包圍，隆美爾向該地的英軍勸降，但遭到拒絕。英軍試圖集結兵力突圍，但被德軍擋下而失敗。最後，英軍第2裝甲師連同師長迈克尔·甘比尔-帕里准將和其麾下的2,000名士兵被俘，還另外繳獲了許多英軍用物資，其中隆美爾對一個反毒氣戰用的風鏡相當中意，並將它戴到自己的盤帽帽緣上，往後成了隆美爾的著名形象。失去了穆海利的該地英軍全面崩潰，昔蘭尼加中除了图卜鲁格外的地方都加以放棄並撤退。隆美爾在10天內就將韋維爾佔領的昔蘭尼加幾乎奪回，英軍在行進途中立上的道路看板「韋維爾之路」還被德軍士兵換成了「隆美爾之路」。

#### 托布魯克包圍戰與哈露法亞山的佔領

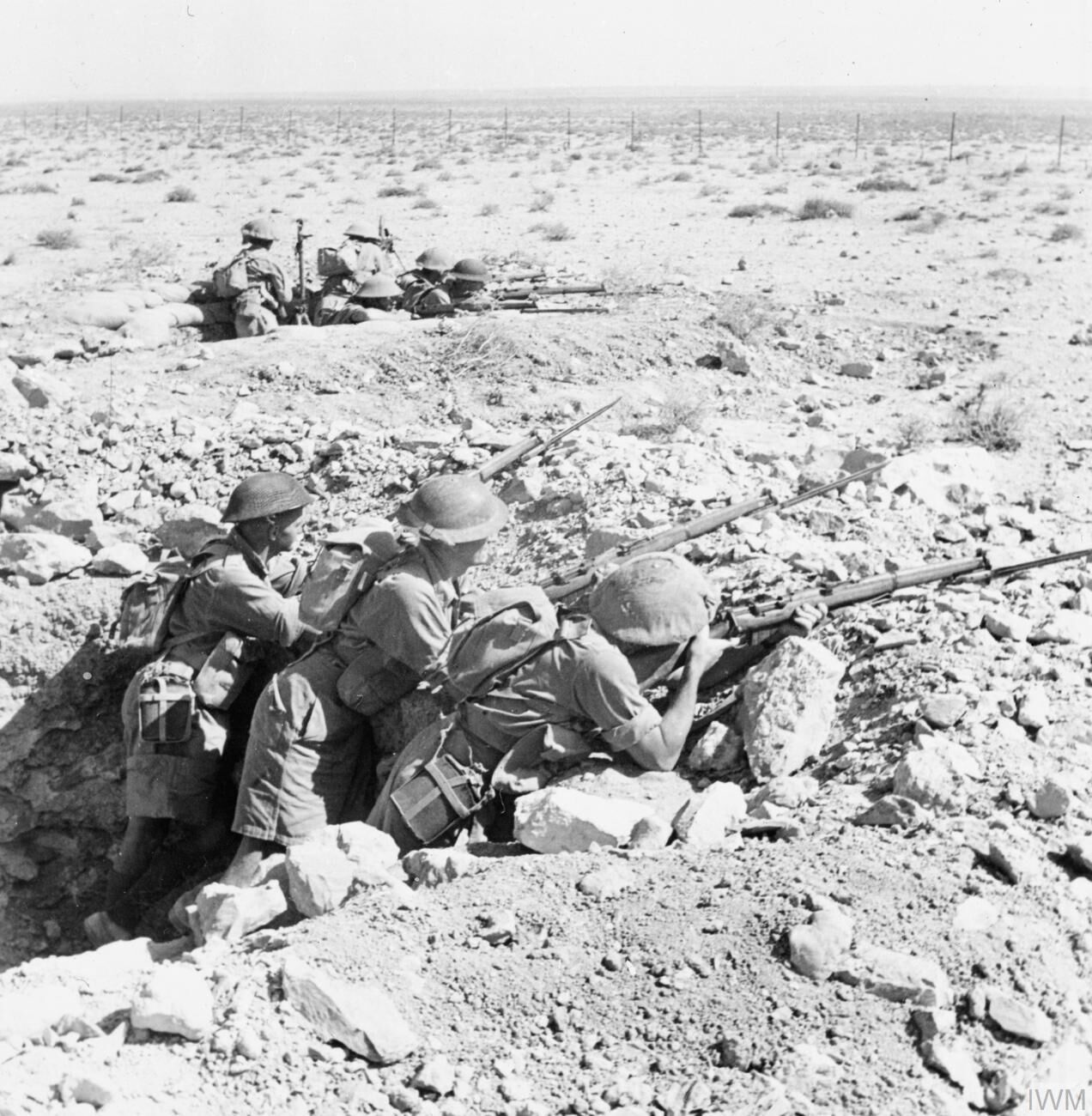
於托布魯克要塞中防禦的英軍澳大利亞士兵

托布魯克是昔蘭尼加東部的港口都市，有重要的戰略價值。隆美爾理所當然地要佔領該地，而邱吉爾下令該區英軍不得撤退，就地死守。由於該命令而決心抵抗到底的英軍，將隆美爾的多次攻勢全部擊退，造成後者頗多損失，包括剛抵達北非的第15裝甲師師長海因里希·馮·普里特維茨-加弗龍少將也死於這場戰鬥中。隆美爾在給妻子的信中寫道「義大利軍完全靠不住，他們極度害怕英國戰車，一看就逃，簡直就像1917年時一樣。我也沒有得到幾位師長真正的合作，因此希望能正式解除他們其中幾人的職務。」
另一方面，隆美爾獨斷攻擊托布魯克失敗而導致的損失令哈爾德提高了警戒，於1941年4月25日派遣陸軍副參謀長弗里德里希·保盧斯中將去北非視察。隆美爾說服了保盧斯再對托布魯克發動攻擊，從4月30日到5月1日，德軍的攻擊行動在保盧斯的監事下進行著，但因為此時英軍在托布魯克周遭佈下周密的地雷陣，讓德軍的進攻被阻止了。保盧斯於5月趕緊飛回柏林，他報告「非洲軍補給有問題，能否攻下埃及令人頗為懷疑。」、「隆美爾的攻擊不應在沒有陸軍總司令部的許可下發動。」之後隆美爾的軍隊繼續對托布魯克包圍，在此期間德國空軍對該地施以1000次的空中轟炸，但到1941年結束仍不能佔領該地。
眼見托布魯克難以攻下，隆美爾改以將其包圍，再派出马克西米利安·冯·赫夫指揮、由第5輕裝師先鋒部隊組成「赫夫戰鬥群」東進。1941年4月末，赫夫戰鬥群將具戰略地位、可讓戰車通過抵達埃及國門的哈勒法亞山口與塞卢姆的英軍逐走，佔領該地。英軍的防線從布格布格（Buq Buq）退到了索法菲（Sofafi）。若英軍想要救援托布魯克，必要先奪回哈勒法亞山口與塞盧姆。之後赫夫戰鬥群於哈勒法亞山口與英軍的防衛戰中表現活躍，5月15日英軍中東總司令韋維爾發動「簡短作戰」攻勢，奪回哈勒法亞山口。但赫夫戰鬥群不讓其擴大戰果，於5月27日開始反攻，將山口上的英軍掃蕩、重新加以佔領。

#### 擊退「戰斧作戰」

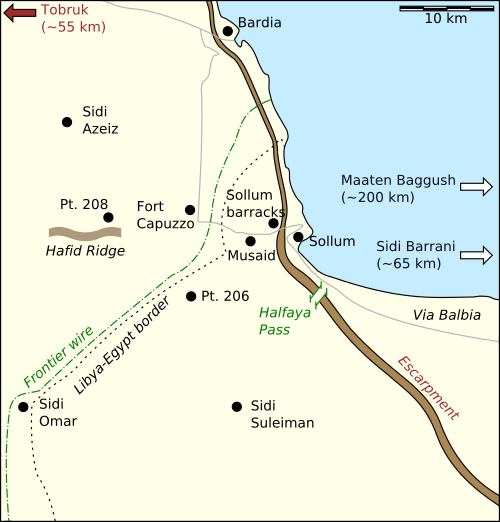
利比亞與埃及國境的地圖

之後，埃及的英軍收到自英國本土送來的瑪蒂達步兵戰車與十字軍戰車共238輛的增援，強化了實力。邱吉爾命令韋維爾以這些兵力發動反攻，解除托布魯克德軍的包圍，其攻勢代號為「戰斧作戰」。英軍自保盧斯的報告書得知埃及邊境的德軍僅有輕型裝備，但德軍同樣也由無線電知道了英軍準備發動攻勢，隆美爾因此下令在該區附近佈下防線。
英軍以第4裝甲旅和第7裝甲旅自南北兩方向進攻，1941年6月15日早晨開始對哈勒法亞山口發動攻擊。雖然英軍使用了在阿拉斯震懾了隆美爾的瑪蒂達式戰車，但前者同樣以88公釐高射砲作為反戰車武器與其對抗。德軍將88公釐砲遮掩的很好，同時也因為威廉·巴赫（Wilhelm Bach）少校指揮得當，早上就擊毀了瑪蒂達式戰車11輛、下午又再擊毀17輛。之後88公釐砲變成了德軍於哈勒法亞山口防守的最佳武器，其火力令畏懼的英軍將該山口稱作「地獄火」山口（Hellfire，與原地名「Halfaya」音近）。
英軍頑強地對哈勒法亞山口迂迴，以40輛瑪蒂達式步兵戰車對塞盧姆北方的卡普佐要塞攻擊。軸心軍的摩托化部隊倉皇地撤出，但約翰內斯·屈梅爾上尉（Johannes Kümmel）以其指揮的2輛四號戰車和一門88公釐高射砲防守，擊毀了瑪蒂達式戰車9輛，英軍敗逃。由於此戰的活躍，屈梅爾被授予了騎士鐵十字勳章，並得到「卡普佐之獅」的稱號。隆美爾因為識破英軍第4裝甲旅和第7裝甲旅並未集中兵力，抓住機會，命令第5輕裝師和第8戰車團衝向英軍兩單位之間隙並加以突破。由於第5輕裝師和第8戰車團間隔10公里，他們只得先與面前的敵軍交戰，稍晚才開始移動，於6月16日黃昏抵達西迪奧馬爾，6月17日傍晚時成功繞到哈勒法亞山口的英軍背後。由於敵軍突然自後方出現，英軍立刻產生恐慌、迅速崩潰，6月17日下午，韋維爾前來視察戰況，但此時英軍正處敗逃中，令他感到十分錯愕。
擁有壓倒性物資優勢、地區制空權和空中支援的英軍所發起的反攻「戰斧作戰」在三天的時間裡遭到徹底的失敗。英軍損失超過100輛的戰車，而德軍則僅有12輛。人在柏林的希特勒對隆美爾的活躍有甚高的評價，於1941年7月1日將後者晉升為裝甲兵上將。另一方面，邱吉爾對韋維爾的無能咒罵，於6月21日將其撤除中東總司令職務，並在7月5日由克劳德·奥金莱克上將接任該職。
隆美爾於8月6日前往羅馬，與意大利首相墨索里尼和義大利最高統帥部參謀長乌戈·卡瓦莱罗元帥會談，並取得了他們的同意，得以指揮義大利軍的公羊（Ariete）和的里雅斯特（Trieste）兩個摩托化步兵師，這兩個義大利師和德意志非洲軍後組成了「非洲裝甲集群」，由隆美爾擔任指揮官，德意志非洲軍的指揮則交由路德維克·克呂維爾中將。此時隆美爾也在義大利軍中廣受歡迎，原先在格拉齊亞尼和加里波底麾下的義大利士兵也表示希望由能幹的外國將軍—隆美爾來指揮。加里波底只得同意隆美爾的要求，德軍軍官也被允許對義軍士兵進行訓練，在前者指揮下，原本義軍在半年時間中極低的訓練日程突然大幅增加，義大利士兵也開始產生自己能對北非戰鬥的勝利予以貢獻的信心。

### 英軍的反攻

#### 因「十字軍作戰」而撤退

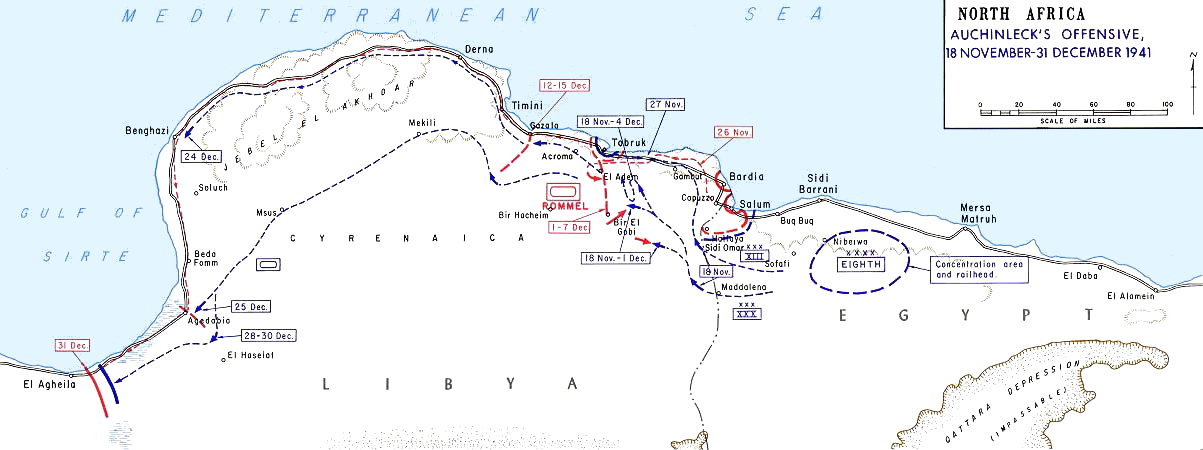
「十字軍作戰」時雙方的配置和進攻路線圖

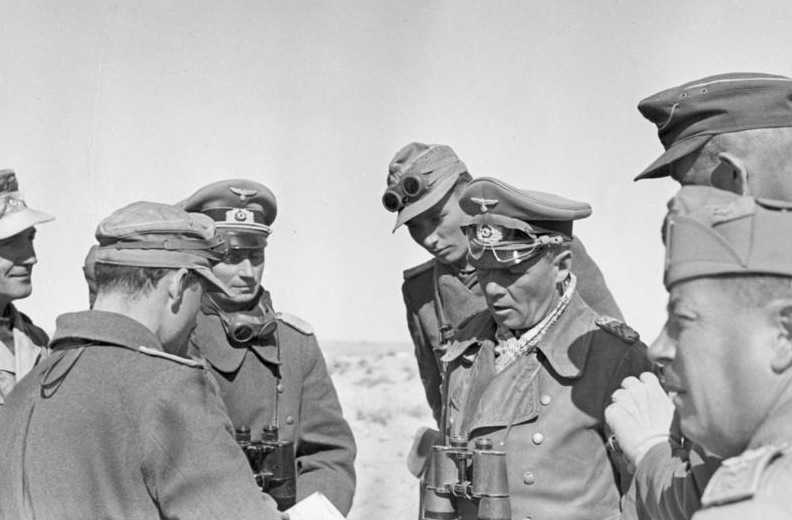
1942年1月12日，歐蓋萊。被迫撤回原點的非洲裝甲集群司令隆美爾上將與其部下。

之後，隆美爾為了改善自軍的補給狀態，下令發動自1941年9月14日至15日結束、以擄獲英軍資源為目標的「仲夏夜之夢作戰」（Unternehmen Sommernachtstraum），向埃及進攻，但因為戰車受到英軍的空襲而受損毀，隨之中止。德軍有繳獲幾份英軍文件，隆美爾根據其誤判英軍目前並未有意進行攻勢作戰。但英軍確實正準備發起攻勢，其司令奧金萊克認為「簡短作戰」和「戰斧作戰」失敗的原因是因為地中海沿岸狹窄的地形，因此決心要在昔蘭尼加的內陸沙漠進行攻擊。在11月18日上午大雨中，英軍發動了「十字軍作戰」。剛好沒多久前隆美爾才從羅馬回到非洲的司令部得知英軍發起攻勢，但在被非洲軍軍長說服前一直不認為此次是英軍真正的攻勢，錯認為佯攻。
由亞倫·根寧咸中將所率領的英軍第8軍團的第30軍（第4、第7、第22裝甲旅）從內地沙漠，以托布魯克為目標開始進攻。英軍第13軍團作為誘餌與英擊國境附近的德軍對峙，第4與第22裝甲旅則被義軍公羊師和德軍第5輕裝師阻止。英軍第7裝甲旅並未被阻止，一口氣衝向德第90輕型步兵師和義第21軍正包圍托布魯克時所處的西迪雷澤格（Sidi Rezegh）前進。英軍托布魯克的守軍也開始前進，德意聯軍受到夾擊。德軍第15和第21裝甲師立刻前往戰區支援，英軍也派出第4和第22裝甲旅增援，西迪雷澤格南方開始了英德兩軍激烈的裝甲戰鬥。英軍第7裝甲旅犯下將兵力分散的錯誤，使得其戰車成為德軍反戰車砲的最佳目標，141輛戰車被擊毀了113輛，受到毀滅性打擊。公羊師不久也隨之抵達，西迪雷澤格的戰況傾向了德軍有利的一方。由於德軍總體戰力遠較英軍來的弱，若持續維持防禦態勢不久就會被突破。因此隆美爾決定滲透到敵軍背後轉作攻勢，再根據敵人的反應決定下一步攻擊。德軍第15和第21裝甲師成功從坎布特衝到了英軍第13軍的埃及補給地。但奧金萊克又再重蹈了韋維爾的覆轍，將因為擔心軸心軍攻入埃及、提議終止救援托布魯克行動的康寧漢解職，將第8軍團司令換上自己的參謀長：44歲、英軍最年輕的將軍—尼尔·里奇少將，並下令繼續進攻。英軍不如預料般地行動，隆美爾與奧金萊克開始進行「忍耐戰」，但考慮到兵力和補給情形，德軍第21裝甲師先崩潰的可能性較高。隆美爾不在前線視察的期間，其作戰處長參謀西格弗里德·韦斯特法尔中校獨斷地下令第21裝甲師撤退。起初隆美爾對此決定甚為惱怒，但回到司令部後重新考慮過後，隆美爾認為韦斯特法尔的判斷是正確的，中止了攻勢。

#### 易手昔蘭尼加東部
12月4日，托布魯克的包圍被解除，不久，德軍往加扎拉撤退、12月26日撤到了艾季达比亚、12月31日再撤到歐蓋萊。昔蘭尼加再度落入英軍手中，而巴赫少校麾下、堅守哈勒法亞的部隊也被迫向英軍投降。但德義兩軍並沒有以前那樣地悲觀，英軍並未有明確的戰略，僅是憑著物資優勢來作戰，且最後兩軍損失差距不大。德義兩軍共損失戰車300輛，但英軍也有270輛；軸心軍也損失了38,000名官兵，但其中有很大部份是義大利軍的失蹤者（一般認為義大利軍逃兵者多），英軍也損失18,000人，但他們大部分是陣亡者。因此軸心軍慎重考量反擊戰戰略的可能性，並要再度奪回昔蘭尼加、向埃及進攻。隆美爾一面激勵官兵的士氣，一面重新編制部隊。1942年1月5日，希特勒以55輛戰車和20輛裝甲車作為新年禮物增援隆美爾。另外，將隆美爾的非洲裝甲集群納入南方戰區總司令阿爾貝特·凱塞林空軍元帥指揮下。
戰力恢復到某個程度的非洲裝甲集群，於1月20日夜晚對英軍展開反攻。當下認為德軍無反擊能力的英軍甚為驚訝，不斷敗退。1月22日，隆美爾奪回艾季达比亞、1月25日又再佔領了穆蘇斯。隆美爾攻擊穆海利來引誘英軍，接著又在29日攻佔了班加西。英軍第8軍團司令里奇此時想起1941年3月與4月期間隆美爾對昔蘭尼加的攻勢現在同樣於班加西上演，英軍第一裝甲師主力正於此地整補、呈現分散兵力、戰力不集中的狀態、前線整補的佈署造成了反效果。1月30日，里奇下令昔蘭尼加的英軍撤退到加扎拉的防線。隆美爾立刻追擊英軍，於2月6日奪回了昔蘭尼加大部份地區，但因為墨索里尼和卡瓦萊羅等義大利高層不同意義軍加入追擊行動而被迫中斷。英軍在駐期間已在加扎拉的防線上站穩了腳步，而隆美爾的部隊則停留於提米米和穆海利一線，維持機動防禦的態勢。兩軍皆按兵不動、僵持對峙著。
希特勒為表揚隆美爾的功績，於1月20日授予後者橡葉騎士佩寶劍鐵十字勳章（全德軍中第6位授予此章者），1月30日又再將其晉升為大將。2月1日時還將隆美爾的非洲裝甲集群升格為「非洲裝甲軍團」（Panzerarmee Afrika）。

### 隆美爾的反攻與勝利

#### 加扎拉的決定性勝利、奪回昔蘭尼加與托布魯克

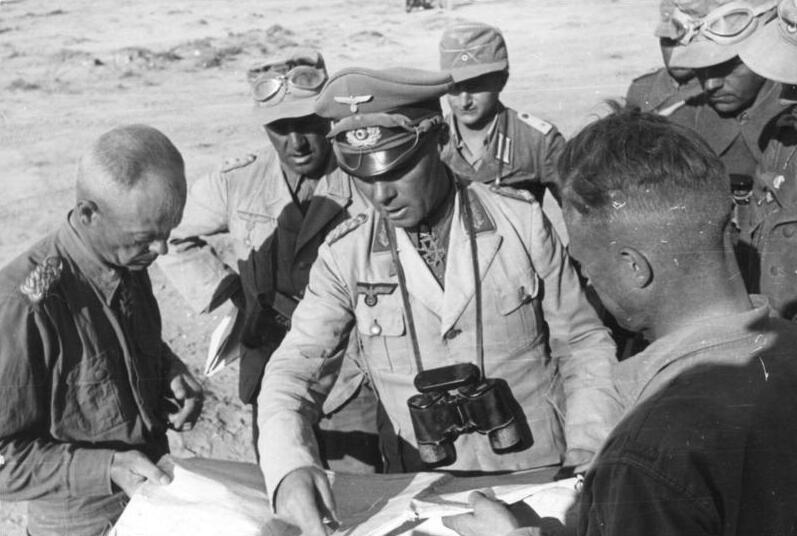
隆美爾與非洲軍參謀長拜尔莱因上校、第21裝甲師師長格奧爾格·馮·俾斯麥少將討論戰況

到目前為止，義大利向隆美爾的非洲軍隊的海運補給物資受到英國馬爾他島上的海空軍相當的妨礙（在1941年11月來自義大利的運輸船有44％被擊沉），該地後由凱塞林率領的德義空軍對其進行大規模轟炸，之後北非軸心軍的補給狀況明顯好得多。
隆美爾認為德義軍隊已做好戰鬥準備，因此決定再發動攻勢。另一方面，英軍在比爾哈基姆構築了以鐵絲網和地雷場組成的「箱型陣地」防線。隆美爾自該陣地南方迂回到東側，並北上往海的方向突擊。將英軍與其後方裝甲戰力分離，欲孤立並消滅箱型陣地內的敵軍。隆美爾的非洲裝甲軍團自1942年5月26日下午2點由克呂威爾率領的誘敵部隊對箱型陣地的正面發動攻擊，到下午9點開始了代號為「威尼斯作戰」的迂迴主攻勢行動。英軍第8軍團司令里奇雖然有預料到隆美爾會進行迂迴攻擊，但對應方式仍是很混亂，沒有善加使用英軍戰車的數量優勢，反與前任司令相同：將戰車分散到各旅級部隊而非集中運用。結果在比爾哈基姆的戰鬥中第3印度摩托化旅馬上被義大利公羊師和德軍第21裝甲師擊潰，接著英軍第4裝甲旅也被德軍第15裝甲師擊退。但英軍有了美國增援的M3格蘭特式戰車和新型的反戰車砲—6磅砲，給予了德軍戰車強大的打擊，英軍還以空襲的方式著實攻擊到德軍的補給線。5月27日傍晚，局勢已發展到對德軍十分危險的境地，到海岸迂迴的部隊被阻擋、東進的第90輕步兵師被包圍（原想作為誘餌，後來隆美爾也認為此為失敗之舉）。德軍補給斷絕，喪失水源，面臨全軍瓦解的危機。
隆美爾決定自比爾哈基姆從西方延伸向箱型陣地中路掃蕩地雷場，突破到東側建立補給線。5月29日，隆美爾於西迪穆夫塔（Sidi Muftah）集中迂迴行動的部隊，使其形成圓形陣地，他將這命名為「大釜」陣地（Kessel）。在該處附近，英軍第150旅也構築了圓形陣地，但在6月1日就被隆美爾所佔領。之後戰鬥的焦點集中於大釜陣地南部的比爾哈基姆。此處不需要保護補給線的安全而持續控制。同一地的敵人守軍—自由法國第1旅激烈地抵抗著德義部隊，的里雅斯特師與德軍第90輕裝師（先前的第90輕型步兵師改編而成）猛攻，加上德國空軍的猛烈轟炸，但法軍仍不屈服，戰鬥持續到6月10日。

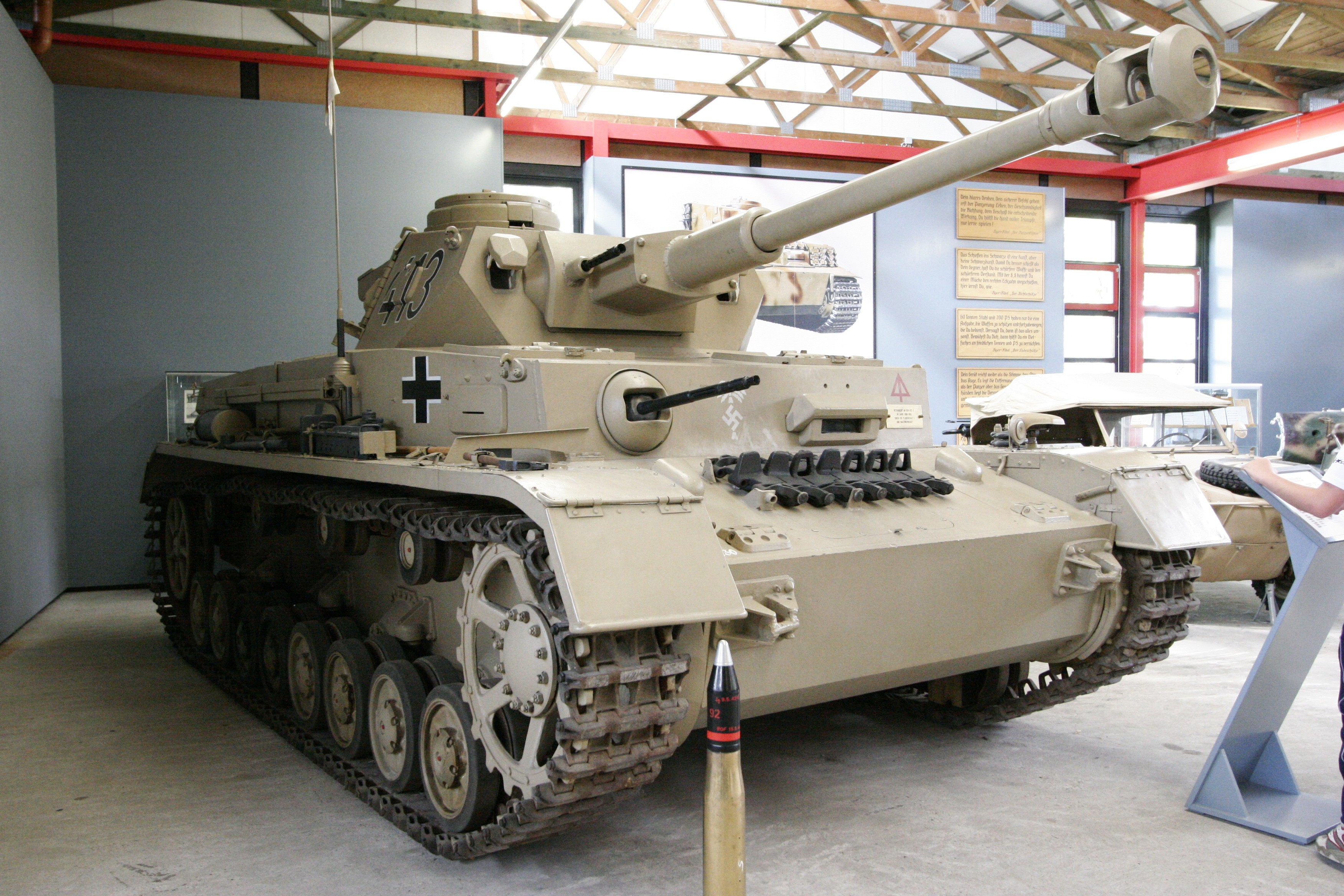
一輛非洲軍第15裝甲師的四號戰車，這是隆美爾在北非戰場時最具可靠性的武器。

在這期間的6月5日，里奇下令英軍對大釜陣地進行總攻擊，英軍砲擊後以印度殖民地步兵挺進，但隆美爾令公羊師退後引誘敵人深入，再進行包圍攻擊後加以擊退。英軍在攻勢期間也接到了大釜陣地南部雷場存有空隙的報告，德軍從該處派出了第15裝甲師，從英軍的左翼迂迴成功地攻擊。為了這個作戰，格奧爾格·馮·俾斯麥上校也率領了第21裝甲師攻擊英軍，結果造成大釜陣地上的英軍3個旅受到毀滅性打擊。之後隆美爾又在使用了南部迂迴的攻擊，6月10日突破了比爾哈基姆北方的防線，英勇抵抗的法國第1旅也不得不撤出該地。自由法國第1旅是由納粹統治下被迫害的人民所組成，其中猶太人甚多，希特勒也因此向隆美爾下令，若敵軍在戰鬥中並未全數被殲則將其秘密處決，但隆美爾並未將此命令傳給部下。隆美爾在攻陷比爾哈基姆後下令全軍往托布魯克北進發動攻勢，俾斯麥的第21裝甲師於6月11日也自大釜陣地出擊，6月13日時再擊潰英軍第4裝甲旅和第22裝甲旅，受到毀滅性打擊的英軍放棄了加扎拉防線和箱型陣地而開始撤退，但大部分皆被德軍所俘，英軍的大量戰車不是被摧毀就是被繳獲。英軍試著以集中的殘存兵力阻止德義兩軍對托布魯克的包圍，但因為英軍已喪失抵抗能力而失敗。6月18日，德義兩軍完成了對托布魯克的包圍，由於德國空軍和砲兵的猛烈轟炸，該地守軍抵抗意志崩潰，於6月22日投降。該地物資未受破壞地被繳獲，德軍取得了5000噸物資和2000輛車輛。在加扎拉戰役中英軍損失甚大，共損失98,000人和540輛戰車、整個昔蘭尼加被德義兩軍奪回，並進軍到埃及國境內，特別是英軍「反抗的象徵」—托布魯克的易手，更使得英德雙方的士氣大有影響，邱吉爾也因此被下議院提出了問責決議案，而德軍則大幅報導隆美爾進入托布魯克的事蹟。

#### 名聲遠播
希特勒被隆美爾的戰鬥大為感動，於6月22日將他晉升為元帥，隆美爾也因此成為了德軍史上最年輕的陸軍元帥，在戰爭開始前不過是名少將的他在短短3年的時間中連續晉升了中將、上將、大將到元帥共連昇4級，這在德國軍事史上是沒有前例的。關於隆美爾收到晉升電報的反應有多種說法，根據其副官所言，隆美爾像小孩子一樣歡喜，幾乎沒喝酒的他用威士忌和鳳梨舉辦了慶祝會。而另一方的說法則是隆美爾表現得頗為冷淡，並表示他寧可要多一師的兵力。
此時的隆美爾已是德國、乃至世界的知名人物，同盟國以帶有敬畏的論調稱他為「沙漠之狐」。根據美國輿論調查指出，當時隆美爾是美國僅次於希特勒的知名度最高的德國人。埃及人也期待藉著隆美爾、擺脫長期英國無情殖民的現狀。被隆美爾摧毀戰力的英國也對其有很高的評價，邱吉爾曾說過：「隆美爾！隆美爾！隆美爾！還有什麼事情比打敗他更重要！」，還有在下議院評價其為「具有天才能力的人。」英軍官兵間也盛傳對隆美爾的尊敬之情，英軍中東軍區司令奧金萊克也其評價「德國培育出了許多英勇優秀的軍官，但隆美爾是其中出類拔萃的一人」，還曾對部下發布一個通告：「我軍對隆美爾議論得太多了，我們的朋友對我軍來講是個魔術師或者妖怪，當我們指向利比亞的敵人時，不要總講著『隆美爾』，這極為重要。備註：我不是嫉妒隆美爾。」
然而，隆美爾的聲望在攻下托布魯克就已達到其事業的最高峰了，之後德軍的戰況急速惡化，隆美爾的非洲裝甲軍團不得不後撤，僅在短時間內戰局急轉直下，全軍被迫從北非撤退。

### 轉捩點

#### 進軍埃及：第一次阿拉曼戰役

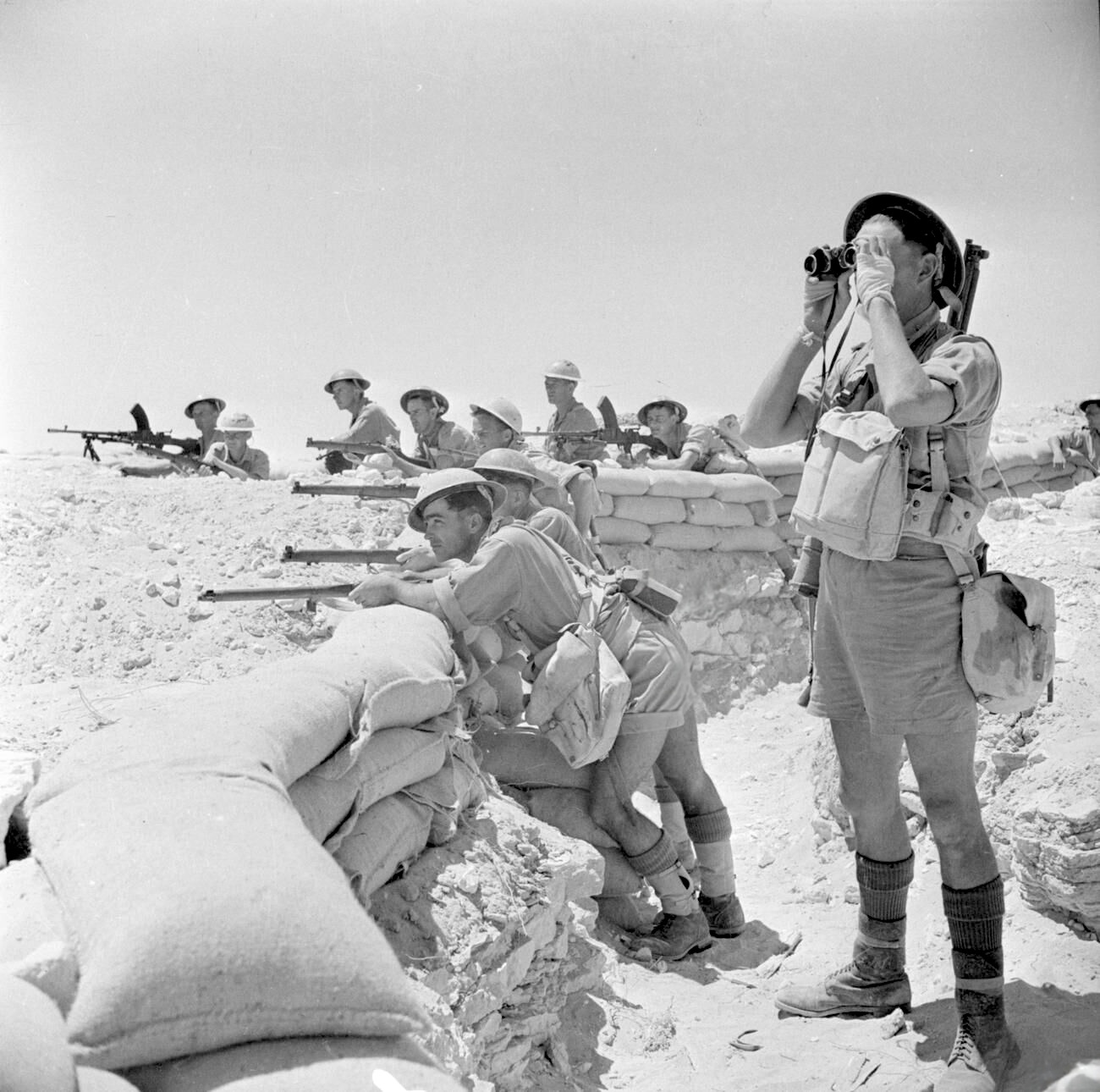
在阿拉曼防線上的英軍

儘管在加扎拉和托布魯克受大了很大的損失，隆美爾仍決心攻擊馬特魯港，希望可阻止英軍重新整編來建立新防線、趁其正處脆弱狀態加以徹底擊潰、直取埃及。隆美爾這項主張受到許多批評，這意味著德軍必須以更長的補給線來進攻埃及，同時也顯示出德國空軍為了支援隆美爾東進，攻擊馬爾他島的大力士行動又要再度被延遲，原預定要投入該作戰的部隊也被移交給隆美爾。凱塞林強烈反對隆美爾的決定，甚至以將其麾下的飛機撤回西西里島來威脅隆美爾，義軍指揮部與最高統帥部軍官也反對東進的決定。與此相反地是，希特勒支持隆美爾的計畫，他意識到這是一個在非洲獲得全勝的機會。隆美爾聲稱若將防線僅維持在塞卢姆會給英軍帶來更多優勢，他們可以輕易包抄該防線，而海外運來的補給仍是要從的黎波里的遙遠陸路輸送而來，除非他獲得東進奪取一個極靠近前線部隊的港口，如此一來運補作業將會順利的多。
6月22日隆美爾繼續東進，起初他輕易掃除了遭遇到的抵抗。除了偶爾燃料短缺的情況，隆美爾的攻勢一直到6月26日於梅爾莎-馬特魯對英軍部隊展開包圍行動才稍停下來，其困住了4個步兵師。後來其中一個師趁夜突破包圍，剩餘3個師也在接下來兩天裡成功撤出。隆美爾於6月29日攻下了當地的要塞，繳獲大量物資和得到另外6,000名戰俘，並推進到了距離亞歷山卓200公里處。6月25日，奧金萊克自行接掌第8軍團的指揮權，並將其主防線設於阿拉曼，該處南方是地表高度比阿拉曼還要低的多的蓋塔拉窪地，不可能讓隆美爾進行裝甲部隊對側翼的機動迂迴攻擊，因此這條防線變得相當地短、容易防守。儘管隆美爾不停地東進，隨著補給情形日漸惡化和經歷了連續五星期激烈的戰事，他認為進攻阿拉曼的時機已太遲。
7月1日，第一次阿拉曼戰役開始，經過了將近一個月的激烈戰鬥後，雙方皆未取得決定性勝利、局勢呈現僵持，而隆美爾的東進攻勢則就此終止，這對原先希望能避免戰爭在阿拉曼停滯下來、變成一個「機械化靜態戰爭」的他來說是個重大打擊。第一次阿拉曼戰役令英國第8軍團傷亡13,000人，而軸心軍則為7,000人，其中有1,000人為德軍士兵。假若隆美爾在執行攻擊計畫時更加謹慎，可以讓其損失更少。但總結來說，隆美爾想藉由加扎拉戰役的勝利擴大戰果的可能性已經消失，他全軍的部隊無論在傷亡還是物質缺乏上都很嚴重、患病率高，急需生力軍，因此他與英軍開始了重新整頓部隊的競賽，同時雙方也期望盡快再發動新的攻勢。

#### 阿拉姆哈勒法戰役
儘管隆美爾想要盡快充足實力進攻，以防止英國第8軍團從近東和印度立即補充兵力來對付他。但盟軍從馬爾他出發的潛艇與飛機仍不停地攻擊了運往托布魯克、巴迪亞和梅爾莎-馬特魯的軸心國補給艦，大部分補給仍必須以最短航程、最安全的海路運往的黎波里，於第一次阿拉曼戰役同樣的問題又再次上演，8月初，隆美爾的地中海補給船有75％被盟軍擊沉、僅有20％的汽油送達非洲軍手中。在兵力回復速度上，隆美爾還要承受自軍85％的卡車因為是繳獲英美軍來使用而嚴重缺乏可替換的零件、長途跋涉運到前線又浪費更多的燃料以及義大利當局優先補給自軍的部隊，其補給量也比供應給德軍要高的多。相比於英軍從蘇伊士到阿拉曼346公里、亞歷山大港到阿拉曼89公里的補給線，隆美爾的德義聯軍所在地離托布魯克有595公里、離班加西有1060公里、距離的黎波里更有2011公里，補給情勢對隆美爾十分不利。英國方面，邱吉爾命令奧金萊克對隆美爾發動攻擊，但後者表示英軍在9月中旬前不可能發動攻勢，前者因而解除奧金萊克中東軍區總司令的職務，由哈羅德·亞歷山大接任，而第8軍團司令則換上了伯納德·蒙哥馬利，他們獲得了大量的物資來重建部隊實力，在8月下旬時，隆美爾判斷英國將會有一支載運100,000噸補給的船隊於9月初抵達亞歷山卓，認為時間不多了，也因此一直逼迫義大利的運輸當局，但一直被消極地回應。隆美爾決定以第15、第21裝甲師、第90輕裝師和義大利第20摩托化軍從阿拉曼南翼的阿拉姆哈勒法山嶺（Alam el Halfa）進行迂迴攻擊，但蒙哥馬利和奧金萊克很早就察覺到此區的潛在危機，將兵力沿著該山嶺佈署，從該處英軍即可俯視隆美爾的部隊，更易防守，後者的行動也被預料著。
阿拉姆哈勒法的戰鬥於8月30日開始，隆美爾率軍自阿拉曼南翼通過，接著如蒙哥馬利預料地北進。有著充分準備的英軍以山嶺上的火砲和飛機攻擊隆美爾的裝甲部隊，後者因為缺乏燃料而使得包圍行動不可能完成，9月2日，隆美爾撤退。蒙哥馬力原已做好追擊軸心軍的準備，但他在9月2日下午給了他的軍長布賴恩·霍羅克斯讓敵軍撤退的明確命令。這主要出自於以下兩點考量：保存實力，以及讓敵軍誤認為他將於該處發動攻擊，並正準備著。僅管如此，蒙哥馬利還是希望能給軸心軍一些損失，因此他派出戰鬥經驗不足的紐西蘭第2步兵師到敵軍撤退路線的北翼，以及用派出第7裝甲師於9月3日發動攻擊。英軍的攻擊被德軍第90輕裝師的激烈反擊和蒙哥馬利取消攻擊的命令以保存實力所中止，9月5日隆美爾再度嘗試攻擊但再受到大量損失，共約3,000人傷亡、損失50輛戰車、50門火砲，其中最嚴重的是損失400輛卡車，這是機動戰和補給作業最重要的工具。而英軍的損失則少的多，比較重要的損失只有68輛戰車，這也增加了雙方的兵力差距。英軍的「沙漠空軍」（Desert Air Force，簡稱DAF）對隆美爾的部隊造成的損失最多，後者意識到無法在沒有更多空中支援的情況下取得非洲戰場的勝利，但因為德國空軍早已被派往諸多戰場而不可能在抽出更多兵力支援隆美爾。隆美爾在這場戰鬥中注意到蒙哥馬利的指揮風格，後者不同於奧金萊克，他認為蒙哥馬利不懂得把握他敗北的機會追擊來擴大戰果、過於遲鈍，有歷史學家認為若蒙哥馬利更有冒險精神的話，即有機會包圍並永遠消滅隆美爾與非洲軍。
經過這次失敗的攻擊後，隆美爾也充分理解了在敵軍充分的空中優勢下，部隊無論是戰術性或是作戰性（「作戰」一詞是德軍對戰爭行動規劃特有的一個類別，介於他國戰略和戰術之間）的行動都會受到極大的限制。1年半後，隆美爾因為這個觀念根深蒂固而設計了諾曼底對抗敵軍登陸的方式。由於認為在敵軍空中優勢下以不可能作機動性的防禦戰，他轉而建設固定式的防守陣地來對抗英軍，預計於阿拉曼前線建造縱深5至7公里的複雜地雷網，東西向兩條和另外的連結線，呈現箱型的形式，其中有25萬枚的反戰車地雷與45萬枚的人員殺傷雷，隆美爾稱其為「惡魔花園」，他的部下也在此時才發現隆美爾不僅擅長運動戰，在佈置陣地的技術與知識也有相當的能力。

#### 急轉直下：第二次阿拉曼戰役

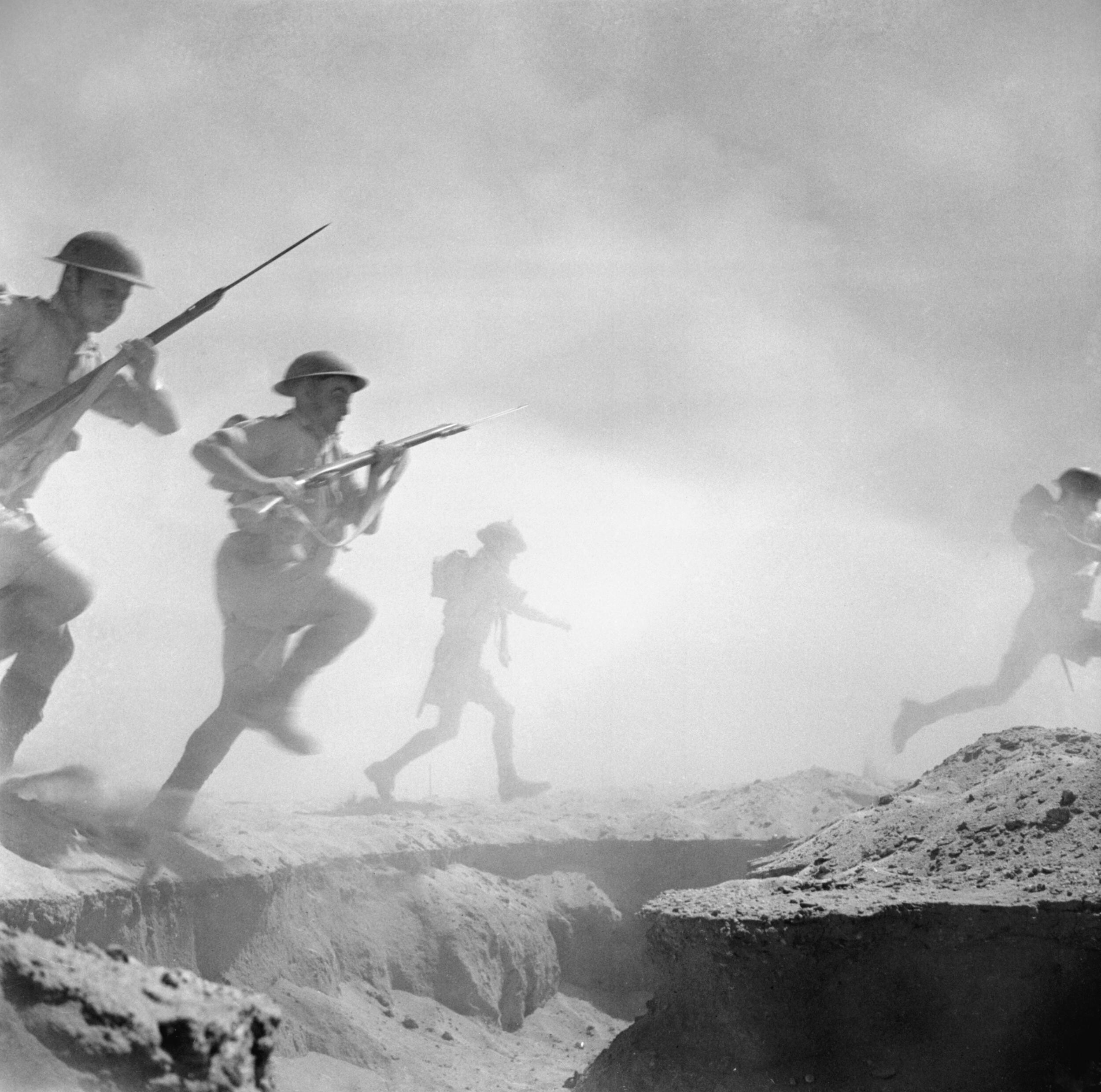
第二次阿拉曼戰役中發動攻擊的澳洲步兵。

9月，隆美爾的補給狀況未有改善，燃料補給已陷入相當危險的境地，同時官兵健康狀況也非常糟，包括隆美爾本人在內都受到痢疾與黃疸病的影響。早在8月時，隆美爾就要求過最高統帥部派遣古德里安接替他的職務但遭到拒絕，鑑於目前前線穩定和蒙哥馬利似乎不想取得主動權，隆美爾認為可以離開前線，於9月23日回到德國的奧地利休息，其職務由裝甲兵上將格奧爾格·施圖姆繼任，並委任其建造防線的工作。隆美爾臨走前說過，若蒙哥馬利發動攻擊，他會馬上趕回非洲，這讓施圖姆心裡頗不愉快。而英軍方面，蒙哥馬利不理急催發動攻擊的邱吉爾的命令，一直累積大量物資與訓練軍隊，尤其是等待能與德軍四號戰車匹敵的美製雪曼戰車運來，英軍與軸心軍的實力差距日益拉開，在蒙哥馬利發動攻勢前，英國第8軍團已擁有23萬士兵和1229輛戰車，而軸心軍只有10萬人和489輛戰車。
10月23日凌晨，英軍由1000門的火砲開火射擊、自南北兩面展開攻勢，第二次阿拉曼戰役就此開始，施圖姆在最初的戰鬥中心臟病發身亡。而在德國聽聞英軍發起攻勢消息的隆美爾於10月25日返回北非。蒙哥馬利於北部發動主攻，在南部同時也發起助攻，隆美爾的部隊於南方頑抗使其難以突破，於是蒙哥馬利集中兵力於北方，迫使隆美爾將南部的機動部隊投入其中，並在26日開始發動一連串裝甲反擊攻勢，但雙方物資差距極大使得隆美爾的反擊效果不大，在29日時再度接獲消息說又有一艘軸心國油輪被擊沉，情勢變得明瞭，英軍即將突破防線，隆美爾勢必得放棄陣地，往後撤退。11月1日晚，蒙哥馬利發動攻勢第二階段的「超壓作戰」（Operation Supercharge），突破隆美爾南方的陣地，隆美爾打算執行早在10月29日即計畫往西方尚未建構好的富卡（Fuka）遲滯陣地撤退，於2日開始從前線防禦兵力中抽調，但這時收到了墨索里尼和希特勒的命令，要求隆美爾固守，希特勒寫道：「在你今天面臨的情勢中，唯一的方法就是堅守不動，把一人一槍都投入戰鬥中。我們會盡全力來幫助你。你的敵人儘管在兵力上佔了優勢，但也到了強弩之末的階段。只要有堅強的意志就可以弱勝強，在歷史上這樣的案例不勝少數，你除了對你的部隊下令『不成功便成仁』之外，沒有第二條路可走。」
對於這道命令，隆美爾形容它「有如一顆炸彈」，他不明白為何希特勒會下達這種指令，並在部下面前多次說道：「元首一定是瘋了！」，但他沒有擅自展開撤退、仍繼續猶豫了24小時，往後他將為此感到後悔。11月4日，蒙哥馬利再投入了生力軍、以500輛戰車一邊對付隆美爾剩下的僅僅20輛戰車、同時在另一處包圍了義大利第20摩托化軍，後者於數小時內即被殲滅，防線因而產生了20公里的缺口，整個非洲裝甲軍團有了被包圍的威脅。這時隆美爾已無法理會元首的命令，下令全軍撤退。11月5日，自隆美爾決定撤退後12小時—他收到了希特勒的撤退同意命令，但已經太遲了。隆美爾僅有60％的部隊單位撤出，許多的非機械化部隊被英軍所俘虜、戰車則損失殆盡，在11月3日僅剩下39輛可用於戰鬥、步兵只有正常編制的一半、砲兵戰鬥力也不足原先的一半。隆美爾的非洲裝甲軍團在第二次阿拉曼戰役中遭到致命性打擊，原先意圖與進攻高加索的德軍會師的計畫也已化為泡影，英軍已取得了北非戰場的戰略主動權。

### 北非戰線的落幕

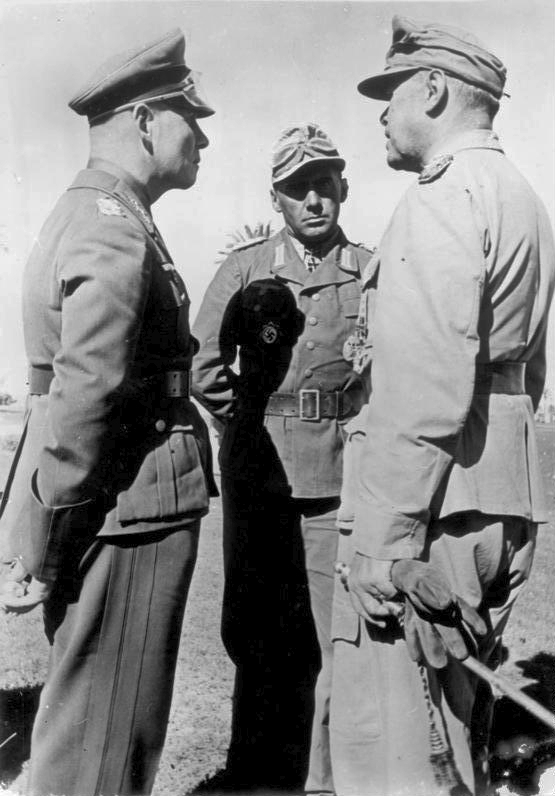
1943年1月。隆美爾、拜爾萊因中將和凱塞林元帥。

11月8日，英美盟軍發動「火炬作戰」自北非西部海岸登陸，維琪法國部隊向盟軍倒戈，北非戰線上的德軍瞬間陷入了兩面作戰的窘境。東面的英軍開始猛攻艾季达比亞和布雷加，德軍雖堅強抵抗，但在11月23日被迫退至歐蓋萊一線。儘管隆美爾軍隊的情勢已十分惡劣，但利用巧妙的撤退行動、人員殺傷地雷以及焦土政策，仍使盟軍損失了183輛戰車、600輛車輛和200門以上野戰砲。
隆美爾決心要說服希特勒同意非洲裝甲軍團撤出非洲，於11月28日飛往東普魯士的元首总部「狼穴」，前往希特勒所在的會議室。希特勒看到隆美爾後表現出吃驚的模樣，並問道：「貴官在這裡作什麼？沒有我的允許你怎麼敢離開工作崗位？」隆美爾敘述了北非的狀況，要求撤兵，但被希特勒罵道：「不可能放棄北非！礙眼，滾出去！」雖然德軍總部的諸多軍官早已對希特勒的痛罵不覺得新鮮，但隆美爾首次這樣被歇斯底里地指責，受到了相當的衝擊，一般認為，這個事件大大地影響了直到目前為止隆美爾心中對希特勒的評價。隆美爾這時仍不放棄，向希特勒建言：「我的元首，您應該自己前來非洲看看，直接指揮部隊。」但希特勒也冷淡地回應：「如果放棄北非義大利國內將會發生什麼事你知道嗎？裝備和補給馬上會送到貴部隊手中，的黎波里塔尼亞是不可能放棄的！」這次希特勒給隆美爾的部隊運來了虎式戰車，但這種武器投入北非戰場已是1943年1月17日，無力扭轉大勢，只能在局部戰區活躍。
退到突尼斯後，隆美爾立刻對威脅切斷他北部補給線的美國第2軍發動攻擊，在2月的凱賽林隘口戰役中重創美軍。接著隆美爾立刻掉頭回來對付東面的英軍，佔領了馬雷斯防線（原本法軍用作防守義屬利比亞的工事）。同時，正當隆美爾於凱賽林指揮時，軸心國將德義裝甲軍團的司令替換為義大利軍的喬瓦尼·梅塞上將，這些指揮權調動早在軸心軍撤至突尼西亞時就已擬好，但在一段時間後才婉轉地告訴隆美爾。2月23日，「非洲集團軍」成立，由隆美爾指揮，下轄有梅塞指揮的德義裝甲軍團（後改名為義大利第1軍團）與由漢斯-于爾根·馮·阿尼姆大將指揮、位於突尼西亞以北的德國第5裝甲軍團。隆美爾於3月6日發動他在北非的最後一場攻勢，對梅德寧的英國第8軍團發動攻擊，投入了第10、第15和第21共三個裝甲師，但因為蒙哥馬利收到了極端小組破譯的德軍命令，佈署了大量的反戰車砲在隆美爾的進攻路線上。在損失52輛戰車後，隆美爾取消了行動。3月9日，他移交了非洲集團軍的指揮權給阿尼姆，奉希特勒命令回到德國。希特勒的召回命令並未有明確的理由，因而存有各種說法，包括因為戰敗要受到處分、隆美爾的健康狀況已無法負荷、考慮非洲戰況已無法好轉，就讓隆美爾保有不敗名聲的回國、又或是擔心隆美爾會像數周前被蘇聯軍俘虜的保盧斯元帥，成為全德軍第二位被敵軍俘虜的元帥等等可能。雖然德義軍持續反抗，但仍不敵英美在數量與裝備上的龐大優勢，不斷失去重要據點與港口，最後於5月13日全部投降。
希特勒在隆美爾回到柏林後，為慰勞後者至今為止於非洲的辛苦戰鬥，於1943年3月11日授予其鑽石橡葉佩寶劍騎士鐵十字勳章。

### 阻擋盟軍登陸

#### 佔領義大利
3月隆美爾抵達德國後，暫時過著安寧的生活，他雖然從庫斯克會戰中德軍的失敗知道其已喪失主動權，但仍認為可以阻擋蘇軍前往德國本土、並防止西方盟軍入侵歐陸，在隆美爾心底對希特勒仍存有信心且還想再指揮部隊。與隆美爾私交良好且欲宣傳其價值的戈培爾盡可能地在為他尋求新職，如不久前才被殲滅的德軍第6軍團司令職位，戈培爾在日記中寫道：「就隆美爾的卓越才能與雄心，應膺該項任務。」然而因為隆美爾是在失去集團軍指揮權的情況下離開北非，接任軍團司令之職對其名聲相當不符而未有下文。至於希特勒，儘管已不如1942年，也仍對隆美爾抱有信心，他甚至說北非失敗的一個原因是因為墨索里尼將隆美爾趕出了北非。5月20日，隆美爾與希特勒及最高統帥部在一場會議中討論如何防止義大利向盟軍投降，而隆美爾被認為是解決此問題的人選，並預計使用武力佔領義大利的「軸心行動」。而原先的南線總司令凱塞林則以談判的方式在盟軍登陸前維持義軍的忠誠，使得希特勒一度考慮放棄其佔領行動，但隆美爾非常想擔任義大利戰區的總司令，因此亟欲削減凱塞林的指揮權。
不久，盟軍執行了代號「肉糜」的欺敵行動，假裝進攻巴爾幹半島或薩丁尼亞，因此隆美爾於6月被任命為負責防守希臘的E集團軍司令。不久，盟軍對真正的目標—西西里島發起了登陸行動，而德軍雖然被迫撤離該島，但在凱塞林的優異指揮下損失甚少，令其聲譽大幅上升。7月25日，義大利政府已將墨索里尼罷免囚禁，並有很高的可能向盟軍停戰，因此在同年8月，隆美爾轉任為B集團軍司令，將執行軸心行動。9月6日，義大利與盟國停戰後，德軍大舉入侵義大利，隆美爾迅速地將作戰境內的義大利軍部隊全數包圍並解除武裝，在19日即俘虜了82名義軍將領、13,000名軍官和430,000名士兵，但因為處理上有所失當，導致日後據凱塞林所言：義大利的游擊戰大部分都發生於B集團軍負責區域。隆美爾主張將德軍後撤到亞平寧山脈作長期防守並放棄羅馬，但凱塞林反而將羅馬得以固守並取得局部勝利，因此後來希特勒對於凱塞林與隆美爾在義大利的處理能力看法有所改變，11月6日，希特勒將義大利戰線的指揮權全部交給了凱塞林，而把隆美爾B集團軍的任務範圍調到法國北部，名義上位在格特·馮·倫德施泰特元帥指揮的西方德軍總司令部之下，但可直接對最高統帥部負責。

#### 建造大西洋壁壘

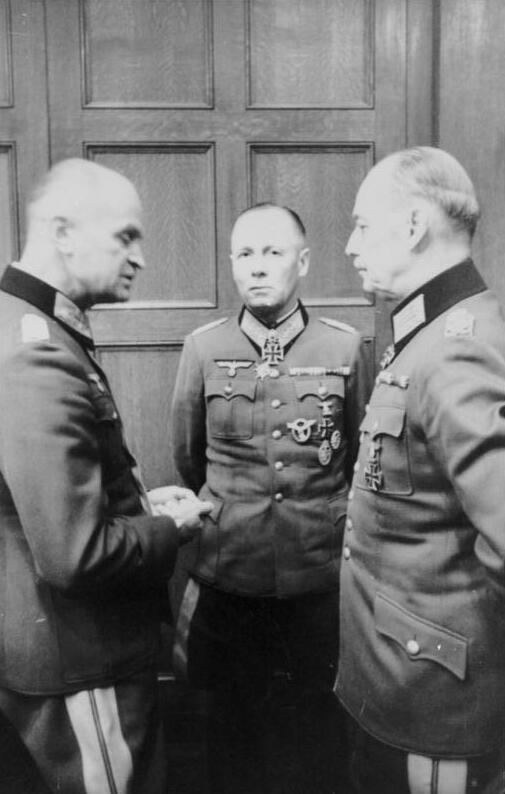
隆美爾、格特·馮·倫德施泰特元帥（右）和G集團軍司令布拉斯科維茨大將（左）

隆美爾就任B集團軍司令後，趕緊視察被宣傳為難攻不破、用於防堵盟軍渡海登陸歐洲的「大西洋壁壘」，對於真實情況與宣傳內容間的差距感到愕然。他認為在德國目前的情勢下，要獲得一個可接受的和平只能想辦法於東線建立一條防線，並與西方國家談判或至少讓他們暫時無法威脅德國，後者意味著德軍必須在西方取得決定性勝利。然而，目前在各防區的工事完成度皆極低，與戈培爾的「難攻不破」之說差異甚大。於是隆美爾盡其所能的強化其防務工程、訓練進行反登陸戰的部隊，並嚴格執行與監督，第15軍團司令漢斯·馮·薩爾穆特大將紀錄道：「隆美爾元帥出現之後，一個新階段開始了。」。隆美爾因為有著長期與西方盟軍交手的經驗，深知敵空軍實力之強，在其掌握絕對制空權的情況下，德軍絕無能力進行大規模的機動作戰來反攻。因此隆美爾主張在岸邊迎敵，登陸的第一天對守軍來說會決定整場作戰的勝負。然而，西線總司令的倫德施泰特元帥並未對予盟國空軍的威脅有如此評價，並主張在後者登陸後以集結的預備裝甲軍團進行大規模機動戰反擊的戰術，而與隆美爾的主張成對立的情勢。倫德施泰特沒有在敵軍空中力量薄弱的東線以外的地區指揮的經驗，但隆美爾在阿拉曼戰役敗北後已充分理解了在戰爭中空中優勢的關鍵地位，因而主張將裝甲師盡可能的配置在靠近登陸點的岸頭前線，而倫德施泰特、西部裝甲軍團司令利奥·盖尔·冯·施韦彭堡和裝甲兵總監古德里安則主張為防止盟軍的轟炸而要將其佈署於後方，雙方皆堅持己見。對此，隆美爾對拜爾萊因說道：「他們迷戀的是運動戰的形式，他們硬想不計一切代價來追求它，可是今日我們在西歐早已喪失了運動的自由，而他們仍在追求這個幻影......像戰爭初期那樣使用戰車橫衝直撞的時代早就過去了，連東線方面也慢慢地不使用這樣的作戰方式了。」
即使兩派將軍仍持續對立，準備工作仍繼續進行著。隆美爾認為盟軍肯定會進行空降行動，因此大量製造了自己所設計的反空降設施「隆美爾蘆筍」（Rommelspargel），將其配至於任何可能的降落地點，但其與預計佈下的大量地雷和各設施一直到6月都還未準備充分。另外，隆美爾也一直猜疑敵軍主力登陸地點究竟在加萊和諾曼底，一直到7月中都還提防加萊可能出現的敵軍。

#### 大君主作戰
不久，1944年6月6日，盟軍發動了諾曼底登陸行動，但由於隆美爾認為盟軍不會在空軍難以出擊的雨季發動登陸戰，事實上盟軍的確也遇到天氣因素而推延了原定6月5日的登陸行動，因此向柏林申請休假於6月5日去慶祝妻子的生日，並計畫隨後前去晉見希特勒，希望能再獲得諾曼底能再多補充2個裝甲師、一個防空軍和一個「噴煙者」火箭砲旅。清晨7點30分，B集團軍參謀長漢斯·施派德爾中將以電話向其報告盟軍已空降登陸諾曼底地區，隆美爾確認後驅車至指揮部指揮，但此時盟軍已有10萬名士兵登陸。此時離登陸場最近的是位在卡昂的第21裝甲師，但該師師長卻不將其投入戰鬥，隆美爾得之此事後憤怒的命令「派這個師攻擊，現在！不要再等援軍，立刻攻擊！」，但在當時德軍一片混亂的情勢下，攻擊再度被該師長所取消。隆美爾於6月6日晚上10點回到指揮部，但此時盟軍已經登陸15萬士兵、建立了130平方公里的灘頭陣地。同時，也因為隆美爾對加萊的惦記，未將駐於該地的第15軍團調至諾曼底。6月10日，史維本堡的司令部遭到盟國空軍轟炸，指揮機能喪失。儘速馳往戰場的德國裝甲部隊也受到了盟國空軍的炸射，物資損失嚴重。6月17日，隆美爾向希特勒報告局勢的不樂觀，並要求其在政治上做出決定，但被希特勒打斷：「這不是你該擔心的，少來跟我講這些！」。
6月28日，蒙哥馬利的部隊開始進攻法國北部城市卡昂，隆美爾派出黨衛軍裝甲師與其應戰，一時間還獲得戰術上的成功。7月2日，倫德施泰特被解職，由克魯格繼任。7月12日，B集團軍已損失97,000名士兵和225輛戰車，但卻僅獲得6,000名人員和17輛戰車補充。7月17日，隆美爾驅車於前往諾曼底前線途中被英國皇家空軍查利·福克斯指揮的第412戰鬥機中隊噴火式戰鬥機以機槍掃射，頭部受重傷送醫。根據不同的報導，也有是克里斯·勒魯的第602戰鬥機中隊打傷的說法。

### 政變行動

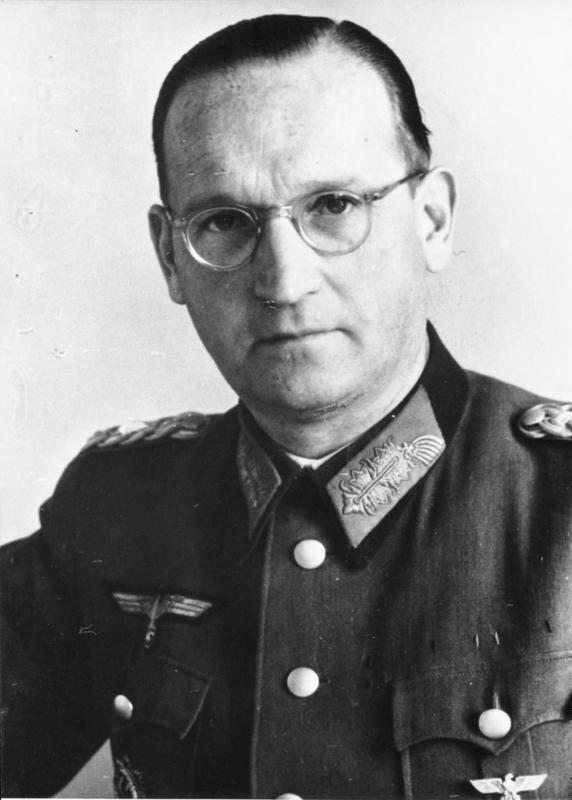
漢斯·施派德爾，隆美爾指揮的B集團軍參謀長，亟欲拉攏其加入反納粹陣營。在7月20日密謀案後幸運地活到戰後，並後來成為北約中歐軍區陸軍總司令。

自納粹當權以來，德國無論是保守人士或是軍方都有反對其政權者，「黑色交响乐队」就是其中之一，它們雖然一度因為希特勒在1938至1941年的一連串外交與軍事上的勝利而靜默下來，但在征蘇之戰與其他戰區受挫後，又隨之活躍了起來。1944年初，隆美爾的三位好友—卡爾·施特勒林、亚历山大·冯·法肯豪森和卡爾-海因利希·馮·史圖爾普納格開始努力拉攏隆美爾加入反抗陣營，他們需要他的名聲及其在德國人民心中的地位，此外也還包括他的現役陸軍元帥身份，儘管陣營中有埃爾溫·馮·維茨萊本元帥參與，並在計畫後預定成為國防軍總司令，但他在1942年後就被退至後備役。2月時，隆美爾同意支持其陰謀，來「拯救德國」。但隆美爾反對刺殺希特勒的作法，戰後，根據露西與其獨子曼弗雷德的說法，隆美爾曾說：「這樣將會引發內戰，將造就一個烈士，並使得戰爭顯得是因為希特勒被謀刺而導致德軍的失敗。」。在盟軍諾曼第登陸順利地進行時，隆美爾曾對非洲軍的老戰友說道：「克魯格元帥與我已發給元首一份最後通牒，說明軍事上我們無法打贏這場戰爭，他必須作一個政治決定。……拒絕的話我就開放西線，英美聯軍必須在俄國人之前抵達柏林。」
然而在7月20日政變行動失敗後，納粹黨政府下令逮捕所有反抗份子，許多人都被懷疑涉嫌，克魯格元帥也因此畏縮、背棄了反抗陣營，不久後服毒自殺。隆美爾對局勢如此發展相當不安，在炸彈行刺後他告訴漢斯·施派德爾：「這位獨裁者完全瘋了」。之後他還曾尖刻地批評炸彈由克勞斯·馮·施陶芬貝格這樣的殘障人士來執行，計畫怎會成功？ 没多久，隆美爾參與陰謀的事情逐漸明朗化。隆美爾的名字第一次被提到是在巴黎的史圖爾普納格在政變失敗後自殺未成、在被抓獲刑求期間因為過於痛苦而胡言亂語地多次大喊隆美爾的名字。同時，他的副官凱撒·馮·霍法克也在盖世太保刑求之下提到隆美爾積極參與政變。此外，市民反抗領導卡尔·格德勒曾寫的幾封信與文件中提到隆美爾是潛在的政變支持者，並在政變成功後可作為新政府的軍事領導人。納粹官員也報告，隆美爾人在巴黎時曾多次批評納粹的罪行與不是。這時希特勒已決定將隆美爾除掉。

### 自殺身亡
不久，德國召開了「軍事榮譽法庭」來決定軍方政變者的命運，其中兩位執行官為曾與隆美爾爭論的古德里安和倫德施泰特。法院決定將隆美爾視為軍方的「恥辱」踢出軍隊，並送交羅蘭德·弗萊斯勒的人民法院，該院是一個被告無論如何都要接受檢方指控的袋鼠法庭。然而希特勒深知，若將戰功卓著的隆美爾貶為叛徒，將大大損傷己方的士氣。因此，他和凱特爾決定給隆美爾一個選擇自殺的機會。
10月7日，隆美爾在家中接到凱特爾的電話，要他前往柏林報到，聲稱要與其討論今後任命問題，但被隆美爾拒絕。10月11日，又一位朋友到隆美爾住處拜訪，他們很嚴肅地討論事情，後者告訴前者他拒絕奉召前往柏林，隆美爾深信納粹政府已決定要除掉他。10月14日，希特勒派遣兩位使者—威廉·布格多夫和恩斯特·邁澤爾將軍前往隆美爾宅第，布格多夫告訴後者其法院判決，並表示元首一直很重視隆美爾，他的背叛令他非常痛心，但還是決定給他選擇，是要被逮捕至人民法院，又或是私下安靜地自殺？若是第一種情況，隆美爾的幕僚人員將會被逮捕，家人甚至將被牽連，之後隆美爾確定有罪時將會被處死。若是後者，隆美爾的家人將會得到德國政府保障的一筆養老金，隆美爾還會享有戰爭英雄逝世的國葬榮譽，布格多夫因此帶來了一個服用三分鐘後即會死亡的氰化物膠囊。經過幾分鐘的考慮後，隆美爾選擇自殺，他告訴妻兒真相與自己即將死亡的事實，並表示对他的指控完全不實，完全是誣陷，還說他不怕上人民法庭、他有能力為自己的任何行為辯護，然而他同時也不認為自己有可以辯護的可能，因为在出庭之前他勢必已經「消失」，因此他做出自殺的決定。隆美爾帶着他的元帥杖，坐上了布格多夫的歐寶轎車，並由親衛隊軍士長海因里希·多澤（Heinrich Doose）駕駛轎車離開村子，多澤和邁澤爾下車離開隆美爾乘坐的轎車。五分鐘後，布格多夫叫兩人回到車上，這時多澤發現隆美爾服下氰化物膠囊已死亡，前者難過而啜泣地替他換下了頭上的帽子。不久後，他們打給了露西，告知隆美爾已經死了。對於隆美爾的選擇，最高統帥部的人員認為他知道阿道夫·希特勒對自己的看重，勢必會想辦法說服其相信自己的無辜，但隆美爾最終選擇沉默，認為這就是其可能知情未報的證明。
德國官方宣稱隆美爾死於心臟病或是先前在盟軍飛機掃射的車禍傷勢惡化。希特勒下令於10月18日舉行盛大的國葬來哀弔隆美爾，發表讣闻稱頌其功績，並以貝多芬第三號交響曲第二章演奏。希特勒指派倫德施泰特為他的代理人參加隆美爾的葬禮，而自己拒不出席。倫德施泰特指隆美爾是一位「國家社會主義的信徒」，並稱頌他在法國與北非戰場的勇氣以及成就，並表示「他的心屬於元首」，最後倫德施泰特面向隆美爾的靈柩說道：「你的英雄氣質，再次向我們全體顯示一個金科玉律—『戰至勝利』」。一名非洲軍老兵—溫里希·貝爾少校向漢斯·克雷布斯步兵上將透漏隆美爾是被元首害死的，回應：「我親愛的貝爾，不要欺騙自己，不然就換你接受國葬！」。隆美爾死亡的真相一直到战后紐倫堡大審中由威廉·凱特爾作證才被公諸於世。
戰後，戰史學家李德哈特以德國軍事文件、報告、隆美爾的家書和日記彙編成《隆美爾戰時文件》一書，加以出版。

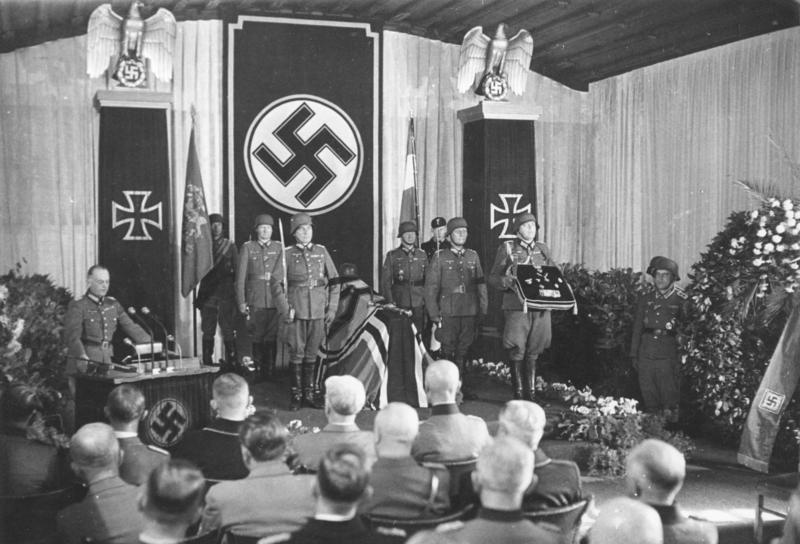
1944年10月18日，隆美爾的國葬儀式
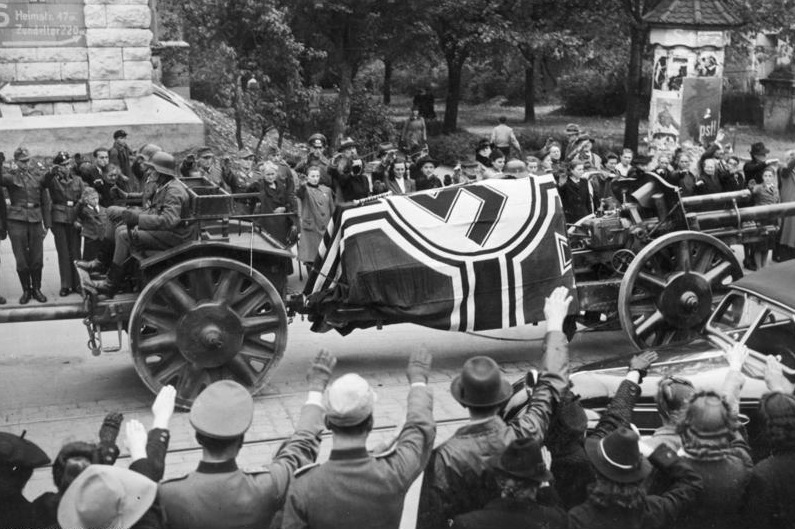
隆美爾的靈車
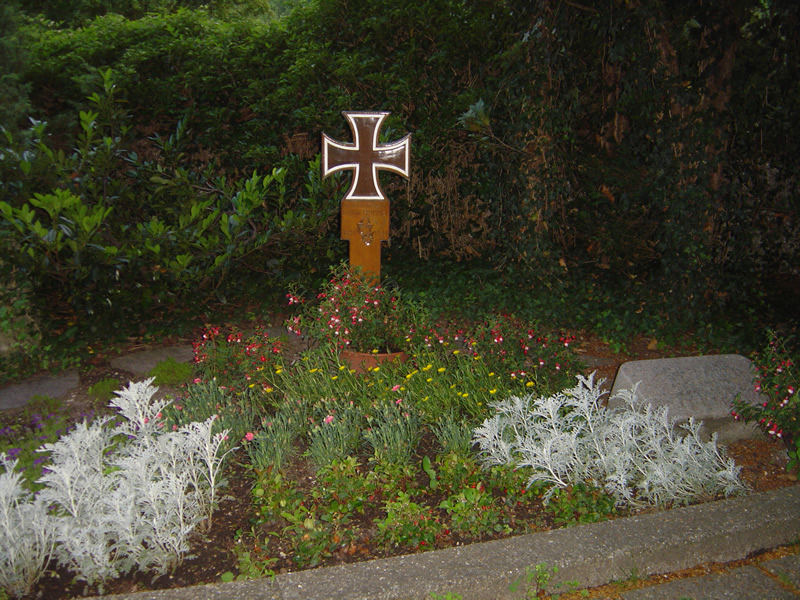
位於布劳施泰因市黑尔林根（德语：Herrlingen）的隆美爾之墓
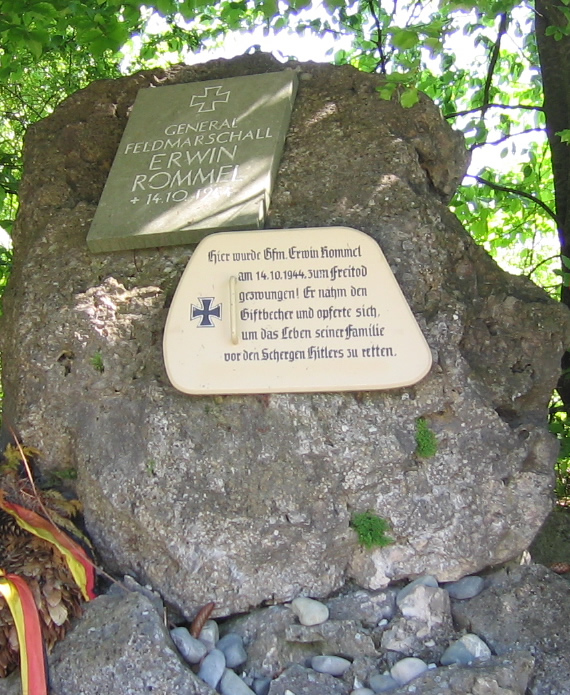
記述隆美爾自殺真相的紀念碑

## 評價

### 身為指揮官的能力

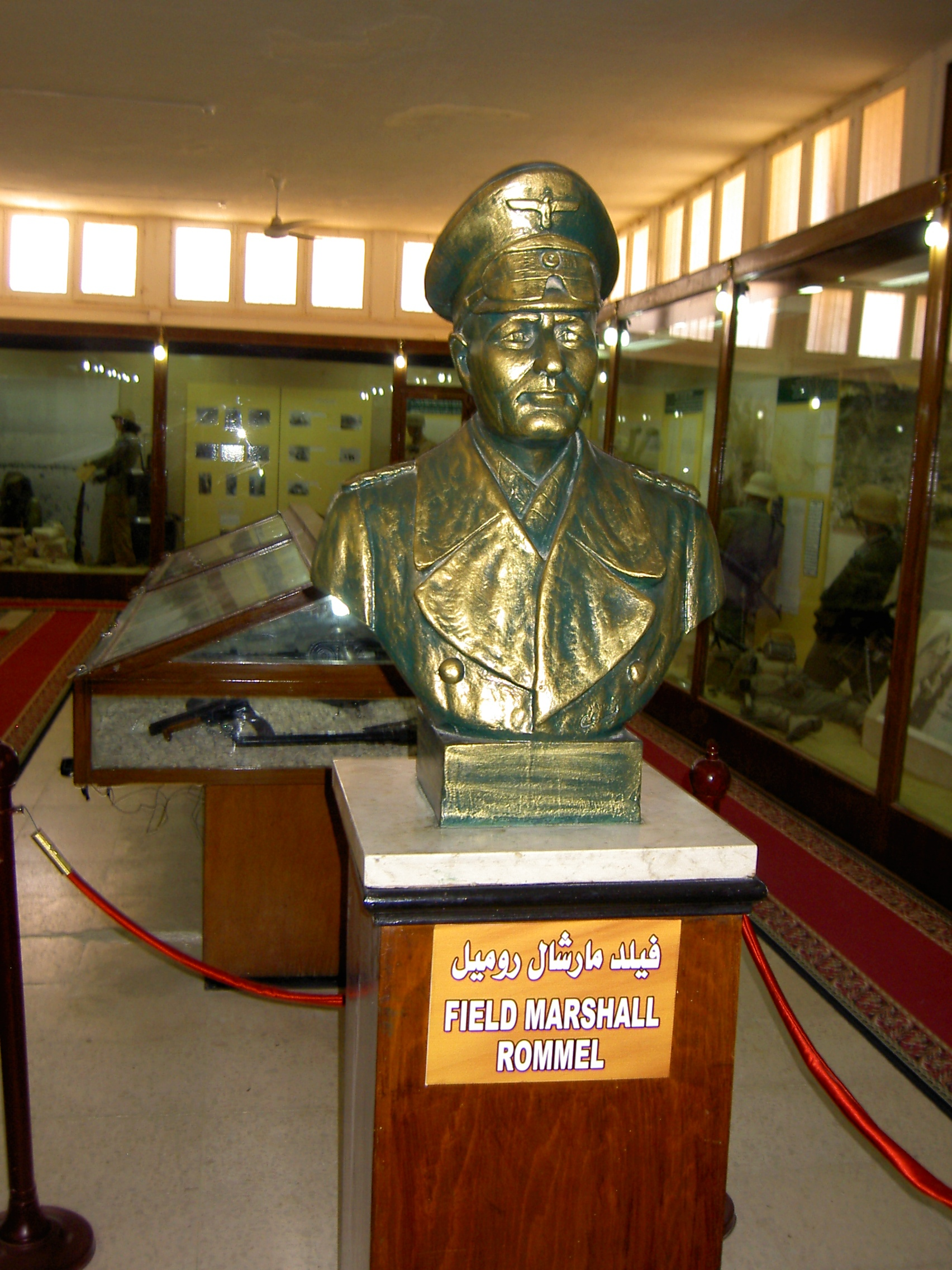
埃及的阿拉曼戰爭博物館中陳列的隆美爾半身像。

隆美爾被部份歷史學家評價為資質卓越的戰術家與偉大的軍事指揮官，特別是精於機動戰和敏銳判斷敵人弱點的能力。但他絕非毫無缺點，尤其是在戰略、統籌大軍的能力上頗受批評。其他作者认为他的戰略观没有什么问题，只是他选择高风险高收益策略而己
。也有历史学家认为他的确未曾受过战略上的训练，但他迅速提高自己的能力。
作戰時，隆美爾時常身居前線進行指揮，其下屬如芬克、阿爾弗雷德·高澤与西格弗里德·韦斯特法尔對於這樣的風格予以讚賞，但弗里德里希·馮·梅倫廷將軍則對此提出質疑，因為這種作法會使得隆美爾和其參謀幕僚發生衝突，事前擬定的種種計畫也可能會因為一時的變卦而修改，甚至取消；以及也會因為親自設身於戰地而影響對大局的判斷能力，如阿拉斯戰役時因為受到多輛戰車的攻擊而向上級報告「遭到數百輛戰車的攻擊」。此外，隆美爾因為身在前線，經常與後方的指揮部失去聯繫，而當有行動決策時，下屬軍官總是找不到隆美爾，進而造成混亂。在法國戰役期間，隆美爾經常不顧側翼與後方安危地攻擊英法軍的防線，被许多当时将领批評為莽撞行事，不过希特勒与最高统帅部最后承认他的成功。现在也有学者说這種行動导致法國戰役的胜利。
隆美爾在1941與1942年間於非洲奪下了多次戰役的勝利，這些都是在敵軍人數與補給狀況勝過他的條件下透過積極進攻所取得的。有許多次在德軍高層反對下，隆美爾也執意發動攻擊，尤其是隆美爾在未有良好補給下進攻埃及這件事，當時局勢令其僅有兩種選擇，不是停下補給再發動攻擊就是立即追擊，而隆美爾認為這是一個「絕佳」的機會來奪取埃及，第8軍團近乎崩潰，且敵人在補給速度上遠勝軸心軍，因而選擇追擊，但最後遭到失敗。而隆美爾認為他的補給都是義大利軍的消極應付和將補給運輸船班資料都洩漏給了英軍。英國軍事歷史學家马丁·范克勒维尔德對此寫道：「德軍只有部份摩托化和倚賴不算強大的汽車工業，但因為政治情勢而需去穩定無能的義大利軍。利比亞港口的吞吐量是如此地小，但它所要掌握的（補給）路程是如此地長。局勢似乎很清楚，儘管隆美爾創下無數的戰術成就，只要軸心國補給問題無法獲得解決，進攻中東的計畫將永不可行。隆美爾一再無視下達的命令，並試圖越過其補給基地的合理推進距離，這是一個不應被容忍的錯誤。」梅倫廷寫道：「隆美爾常僅以一時衝動或不完整的資訊就進行對整場戰役的賭博，如十字軍作戰的情況就是這樣。」英國史政局也評述：「隆美爾不怎麼關心補給事務，他只希望必要時都可取得即可，這是他手下參謀的一個困難任務，因為他們常不知道隆美爾下一個企圖是什麼。」
隆美爾自己也清楚他的戰功聲譽繫於頻繁的冒险行为，因此認真、仔細地將當時想法記錄於作戰文件中，用作事後解釋和捍衛自己行為的論據，特別是有關他在1942年要發動夏季攻勢進攻埃及時。1942年8月的中東英軍司令哈羅德·亞歷山大對隆美爾評價道：「他是一位最優秀的戰術家，緊密地控制每一個裝甲單位的行動細節、迅速抓住一瞬間的機會在機動戰中扭轉局勢。然而，我對於他的戰略能力有一定程度的懷疑，特別是他是否充分瞭解一個健全行政計畫的重要性？隆美爾愉悅地指揮著眼下的機動部隊使他急於取得迅速的成功，對於未來並沒有充分的考慮。」亞歷山大的一名情報官員——大衛·亨特爵士則評價隆美爾：「……也許他的才能是指揮一個裝甲團、或裝甲師，但到了裝甲軍就是其極限了。」其他學者則對上述觀點反駁，德国历史学家莫里斯·雷米与美国少将兼歷史家塞缪尔·米切姆則认为進攻埃及是隆美爾唯一的选择，因为当时美军开始准备参战，马耳他会失去战略价值。诺曼·施瓦茨科夫寫道：「隆美尔是機動战争的天才」、「沙漠作战自然需要流动性和致命性……静态的防守策略根本是不可行。」
前联邦国防军副总监西格弗里德·施托贝克則评论说：「隆美尔的领导风格和冒犯性的思想，虽然导致失去聯繫与失去大局观的危机，但是实际上是有效的方法……我们、我们的北约盟国、华约各国，甚至连以色列国防军在军官培训中现在都应用他的模式。」

### 人際關係與形象

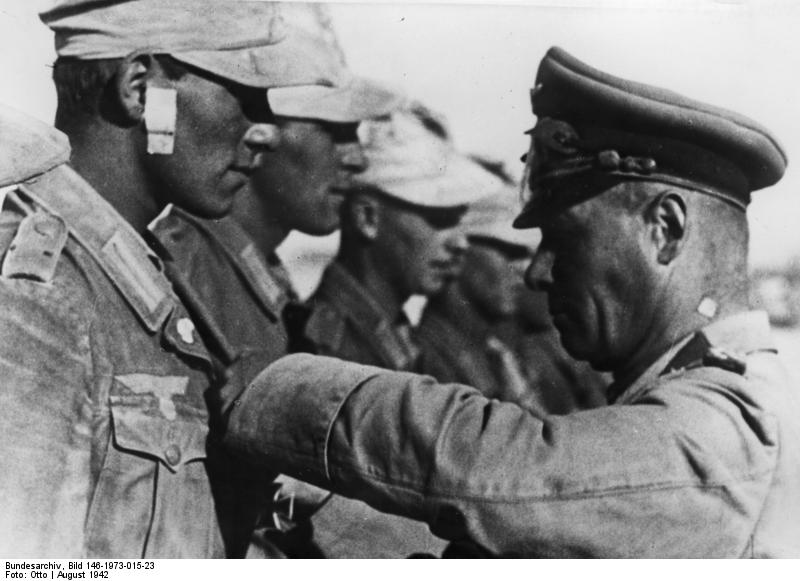
隆美爾為部下戴上鐵十字勳章。

隆美爾的生平廣為人知，不僅是德國人，也包括其敵國軍民。其著名的騎士風度和優異的戰術能力令他贏得了敵國政要、將領的敬重，包括奧金萊克、邱吉爾、巴頓和蒙哥馬利，而隆美爾對他們也是如此。隆美爾也是少數被盟軍官方下令計畫暗殺的軸心國指揮官（其他如萊因哈特·海德里希與山本五十六），然而不同於後兩者，該行動以失敗告終（即鳍足行动））。希特勒让他代替自己做战时偶像，还有扮演黑脸的角色，引起其他納粹高層的仇恨，最后导致他的死亡。这个「完美的婚姻」在1942年才开始出現裂痕，甚至一直到死，两人的情感并没有完全断裂。
隆美爾在與義大利軍的交流中曾多次表示其軍方與政府不可靠，並指責義大利將領貪圖享受。根據他非洲作戰參謀的敘述，隆美爾在軍營中過得十分節儉，並與部下住同樣的軍營，使用同樣的配給品，因此隆美爾成為深受士兵愛戴、但將官不甚喜歡的將領。古德里安傳記的作者肯尼茲·麥可塞認為隆美爾在極多的場合中將個人野心置於第一位，而企圖掠奪他人成就，還會虐待、辱罵同僚，並將個人過錯怪罪於他人。其他历史学家认为他没有什么野心，只是自己曾经被欺骗、抢夺功绩、还被贵族出身的同僚歧视嫉妒，然后在一定程度也发生畏忌之心，但他本人很关注下属的职业生涯，虽然有时候对别人不公平，冷静下来后他常常表现一个平衡观点。他对意大利将领与领导者不平之心也不是没有现实的基础，而他对意大利士兵对待得像对待德国士兵一样。史学家史蒂夫·牛顿（Steve H. Newton）认为，一个自設身於戰地的将军不会招人喜欢，因为对于下属，这样的将军一定是一种麻烦的上司。隆美尔的下属虽然感到他是太严格，有时候不公平，但是实际上他们对他忠诚顺服。原因可能是因为他比别人有「魔力」（瓦尔特·莫德尔元帅也用同样的方法，结果是常常被下属臭骂和抛弃）。
許多学者认为隆美尔是一个伟大的精神领袖，許多將領承諾將不惜违抗希特勒的命令也會服從他。若7月20日密谋案成功，德国抵抗运动领导者希望可以结束战争与阻止内战的救星就是隆美尔，甚至與其有所過節的阿爾弗雷德·約德爾也在1943年认为，若要有人能使意大利官兵打從心底的服从，那非隆美尔莫屬。聯邦國防軍的官方觀點認為，隆美爾是促成階級融合的重要人物。1960年代，小資產階級和傳統貴族出身的軍官不和，而隆美爾同時身俱被捲入德國抵抗運動的「殉道者」和納粹的「戰爭英雄」，因此被用於解決雙方的衝突，也成了德國聯邦軍現代騎士的化身。
隆美爾麾下的非洲軍也從未被指責過犯下戰爭罪行，隆美爾自己也曾提到過北非戰線是一場「沒有敵意的戰爭」（Krieg ohne Haß）。許多例子也顯示了隆美爾對盟軍戰俘的人道作為，比如他在堅忍行動中俘虜了羅伊·伍德里奇（Roy Woodridge）與喬治·萊恩（George Lane）兩位突擊隊中尉時，抵制了希特勒所下達的《突擊隊命令》，並未將前兩人處決，另外也拒絕遵照後者殺害猶太裔戰俘的命令。隆美爾駐於法國期間也反抗了希特勒要求其驅逐該國猶太人的命令，並多次寫信抗議猶太人的待遇。英國突擊隊的吉歐菲·凱耶斯少校在其攻擊德軍海岸防線的任務失敗而陣亡後，隆美爾下令将其以軍禮埋葬。另外，在大西洋壁壘建設期間，隆美爾指示法國人不用作奴隸，但應付出勞動。
戰爭結束後，當隆美爾涉入刺殺希特勒的政變行動後，他的名声在盟國間大幅提高，被视為一位勇於對抗希特勒的德國人。在1951年美國所拍攝的《沙漠之狐》電影更是助長其知名度與聲譽，令其成為備受矚目的德軍將領。1970年，西德海軍的一艘「吕特晏斯级」驅逐艦即命名為「隆美爾號」。

## 獲得榮譽

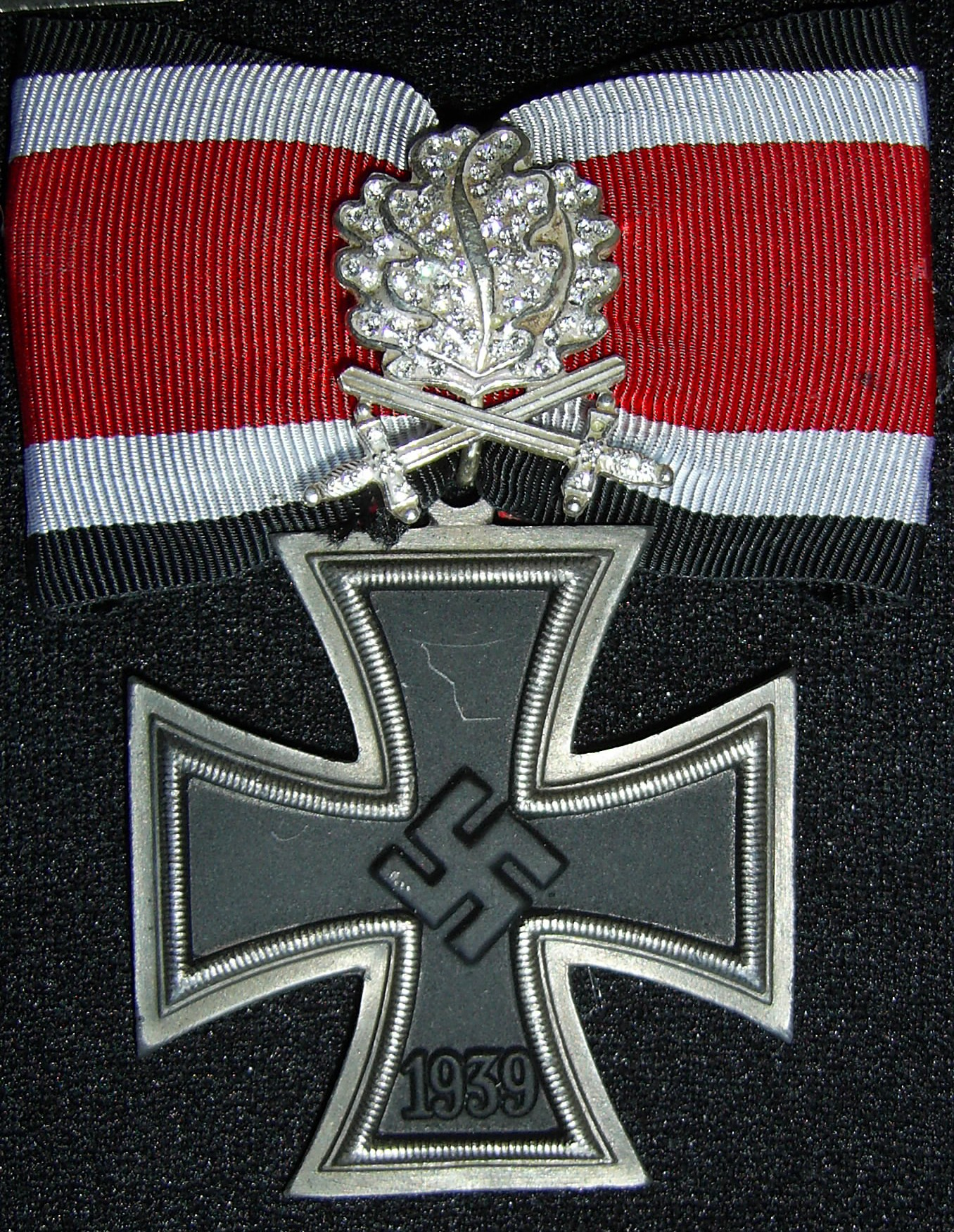
鑽石橡葉佩寶劍騎士鐵十字勳章，德軍27位元帥中僅有4位元帥獲得，全德軍僅27人獲得。

- 德意志帝國 符騰堡勳章（Württembergische Goldene Verdienstmedaille）：一級（金質），1915年2月25日授予[538]
- 德意志帝國 巴伐利亞軍功勳章（Militärverdienstorden）：四級（佩寶劍）[539]
- 德意志帝國 符騰堡 菲特烈勳章（Friedrichs-Orden）：一級（佩寶劍）[540]
- 德意志帝國 符騰堡軍功勳章[540]
- 德意志帝國 鐵十字勳章：二級，1914年3月22日授予[538]
- 德意志帝國 鐵十字勳章：一級，1915年3月22日授予[538]
- 德意志帝國 藍馬克斯勳章：1917年12月10日授予[538]
- 德意志帝國 重傷勳章：1918年授予[540]
- 德意志国 鐵十字勳章（1939年型）：二級，1940年5月17日被授予[538]
- 德意志国 鐵十字勳章（1939年型）：一級，1940年5月21日被授予[538]
- 德意志国 騎士鐵十字勳章，1940年5月27日被授予[538]
- 德意志国 橡葉騎士鐵十字勳章，1941年3月20日被授予（全德軍第10位）[541]
- 德意志国 橡葉佩寶劍騎士鐵十字勳章，1942年1月20日被授予（全德軍第6位）[542]
- 德意志国 鑽石橡葉佩寶劍騎士鐵十字勳章，1943年3月11日被授予（全德軍第6位）[543]
- 大德意志国 重傷勳章：一級（金質），1944年8月7日被授予[538]
- 大德意志国 裝甲戰勳章（Panzerkampfabzeichen）：二級（銀質）[544]
- 大德意志国 聯合飛行偵查勳章（Flugzeugführer-und Beobachterabzeichen mit Brillianten）：一級（鑲鑽石）[544]
- 義大利王國 英勇勳章：二級（銀質），1941年4月22日被授予[538]
- 義大利王國 殖民星章（Ordine coloniale della Stella d'Italia），1941年4月28日被授予[538]
- 義大利王國 軍事勳章（Ordine militare d'Italia）：第二級（大軍官級），1942年1月15日被授予[544]
- 羅馬尼亞王國 勇敢的米哈伊勳章（Ordinul Mihai Viteazul）：第三級與第二級，1944年7月10日被授予[538]
- 兩次於國防軍日報上被提及（1942年6月26日與1943年9月10日）[544]

## 註解
1. ↑  據說為了讓隆美爾學習有所熱誠，老師與他訂下「默書的考試若答案完全正確就可與樂隊一同去遠足」的約定，隆美爾也因此奮發讀書。然而因為後來沒有帶他去說好的遠足，又變回了不愛讀書的學生[13][16]。
2. ↑  當時的德意志帝國軍並不會直接將軍官候補生送至軍校，而將其配置到野戰部隊與下級軍官和士兵一同起居，這是為了解決自拿破崙戰爭時所顯露出，普魯士軍隊軍官與士兵之間互相不信任的問題。只有適應這些勤務工作的人才有進入軍官學校的資格[26]。
3. ↑  據說因為黨衛隊要求「即使在閲兵式中也要黨衛隊成員擔任警衛來排在最前列」而讓隆美爾感到憤怒，後者因此回應「既然如此我的營就不要在閱兵式中出列」，在雙方爭執不下時由黨衛隊全國領袖海因里希·希姆萊為部下的無禮向隆美爾道歉，此事才落幕[111][116]。
4. ↑  隆美爾因為《步兵攻擊》的暢銷而要繳納巨額的版權稅，但其與福根賴特出版社勾結，讓後者只要支付1年內生活所需的15,000帝國馬克，其餘以銀行存款的形式保留。因此給國稅局的財產申報除了軍方的薪資外僅有15,000帝國馬克[128][129]。
5. ↑  隆美爾因為護衛的職責，在希特勒視察格丁尼亞時必須通過一處狹長的道路，隆美爾下令「除了元首的車與元首車輛外，其餘的車子在原地等待其他指示」。但元首的親信马丁·鲍曼因為與前者分開而向隆美爾抗議，後者回答「我是元首总部管理部部長，這不是遠足，請你聽從我的命令！」，拒絕讓鮑曼的車輛通過。鮑曼對此事懷恨在心，於5年後對隆美爾展開報復[148]。
6. ↑  根據李德哈特的資料，隆美爾的第7裝甲師下的戰車總數為218輛[157]。
7. ↑  隆美爾在阿拉斯戰鬥後寫道損失「三號戰車6輛」，可能有將其與LT-38搞混[223]。
8. ↑  隆美爾在拍攝德軍戰車向盟軍陣地突擊時，要求非洲士兵表現出害怕驚慌的神情，但他們的動作過於誇張，不滿的隆美爾停止攝影，透過翻譯向他們指示「必須以更微妙的方式來表達感情」[280]。
9. ↑  迂迴戰術是指以步兵輔助、對敵人陣地正面進行牽制性的攻擊，同時間另外派出一支真正的主力裝甲部隊從敵軍陣地後方突入，進行連續性戰鬥、將敵人後方聯絡線切斷和製造混亂。此戰術為的是在避免自敵軍精心佈置的防區進攻，期望能取得其陣地外的決定性勝利[291]。
10. ↑  單翼包圍是在迂迴攻擊無法使用的情形下使用的戰術。往敵軍陣地防禦較弱的側翼以裝甲部隊攻擊，一路貫穿到敵軍補給與指揮中樞。若敵人已對此有準備，此戰術就必須倚賴步兵的支援，否則將導致失敗[291]。
11. ↑  關於這個稱呼的由來，還有一種說法是源於隆美爾曾在北非戰場上養了狐狸作寵物而獲得[292]。另外，大衛·艾文寫的隆美爾傳記中有一張隆美爾抱著狐狸的照片，時間標示為一戰時期[293]。
12. ↑  但英軍並未常保有騎士道精神，在加扎拉戰役中繳獲英軍記載「如何處理德軍戰俘」的文件讓隆美爾對其非人道的處理方式非常憤怒[295]。
13. ↑  英軍之所以能屢屢攔截義大利往北非的運輸船是仰賴於破譯了德軍的恩尼格瑪密碼。英軍對北非物資運輸船的出發地、出港時刻、裝載內容完全掌握著。這點也讓隆美爾懷疑義大利高層潛伏著間諜[395]。
14. ↑  但也有著隆美爾過於執著於比爾哈基姆的批評。在該處攻陷時，同時也大大降低了其戰略價值，為了佔領它而出動的大量德軍斯圖卡俯衝轟炸機已給予其相當的損失[409]。即便如此，攻下該地仍讓德義軍的補給線免除了南翼受襲的危險，並使其可以安全地往海岸北進、切斷英軍補給線[409]。

### 引用
1. ↑  （英文）邱吉爾語錄 （页面存档备份，存于）
2. ↑  Greene（1994年），第63页
3. ↑  クノップ（2002年），第24页
4. 1 2 3 4 5 6 7 8 9  ピムロット（2000年），第11页
5. ↑  山崎（2009年），第24页
6. 1 2 3 4 5  ヤング（1969年），第34页
7. ↑  ヴィストリヒ（2002年），第326页
8. 1 2 3 4  山崎（2009年），第26页
9. 1 2 3 4 5  アーヴィング（上集）（1984年），第37页
10. 1 2 3 4 5 6  ヤング（1969年），第35页
11. 1 2  アーヴィング（上集）（1984年），第39页
12. 1 2 3  アーヴィング（上集）（1984年），第38页
13. 1 2 3 4 5  ヤング（1969年），第36页
14. 1 2  ヤング（1969年），第37页
15. 1 2 3 4 5 6 7  クノップ（2002年），第25页
16. 1 2 3 4 5 6 7 8 9  ピムロット（2000年），第12页
17. ↑  山崎（2009年），第27页
18. ↑  山崎（2009年），第27-28页
19. ↑  ヤング（1969年），第36-37页
20. 1 2  山崎（2009年），第28页
21. ↑  ピムロット（2000年），第12-13页
22. 1 2 3 4 5 6 7 8 9 10 11 12  .   [2011-05-14]. （原始内容存档于2016-03-04）.的存檔，存档日期2012-02-04.
23. ↑  ピムロット（2000年），第13页
24. ↑  山崎（2009年），第30页
25. 1 2 3  ヤング（1969年），第38页
26. ↑  山崎（2009年），第30-31页
27. 1 2  山崎（2009年），第31页
28. 1 2  アーヴィング（上集）（1984年），第40页
29. 1 2  ピムロット（2000年），第15页
30. ↑  ピムロット（2000年），第14页
31. ↑  ヤング（1969年），第39页
32. ↑  山崎（2009年），第33页
33. ↑  Remy（2002年），第27-28页
34. ↑  Caddick-Adams（2012年），第428页
35. 1 2  Butler（2015年），第32-33页
36. ↑  アーヴィング（上集）（1984年），第41页
37. ↑  山崎（2009年），第34页
38. ↑  山崎（2009年），第40・54页
39. ↑  阿部（2001年），第29页
40. 1 2  山崎（2009年），第43页
41. 1 2  ピムロット（2000年），第20页
42. 1 2  ヤング（1969年），第41页
43. ↑  山崎（2009年），第43-47页
44. 1 2 3 4 5 6  ヤング（1969年），第42页
45. 1 2 3 4  山崎（2009年），第49页
46. 1 2 3 4  山崎（2009年），第51页
47. ↑  ピムロット（2000年），第23页
48. ↑  山崎（2009年），第52页
49. ↑  ピムロット（2000年），第24-25页
50. 1 2  山崎（2009年），第53页
51. ↑  山崎（2009年），第54页
52. 1 2 3 4  山崎（2009年），第56页
53. ↑  山崎（2009年），第57页
54. ↑  ピムロット（2000年），第27页
55. 1 2  山崎（2009年），第58页
56. 1 2 3 4 5 6 7 8 9 10 11  アーヴィング（上集）（1984年），第43页
57. 1 2 3  ピムロット（2000年），第28页
58. 1 2  山崎（2009年），第59页
59. ↑  ピムロット（2000年），第36页
60. 1 2  山崎（2009年），第61页
61. 1 2 3  ヤング（1969年），第43页
62. ↑  ピムロット（2000年），第33页
63. 1 2  山崎（2009年），第65页
64. ↑  山崎（2009年），第67页
65. ↑  山崎（2009年），第66页
66. ↑  山崎（2009年），第70页
67. 1 2 3  ヤング（1969年），第44页
68. 1 2 3  山崎（2009年），第73页
69. ↑  山崎（2009年），第73-74页
70. 1 2 3  アーヴィング（上集）（1984年），第44页
71. ↑  山崎（2009年），第75页
72. ↑  山崎（2009年），第76-78页
73. 1 2  山崎（2009年），第79页
74. ↑  山崎（2009年），第80页
75. ↑  山崎（2009年），第81页
76. ↑  山崎（2009年），第82页
77. 1 2  山崎（2009年），第86页
78. 1 2  アーヴィング（上集）（1984年），第45页
79. 1 2  アーヴィング（上集）（1984年），第46页
80. ↑  ヤング（1969年），第47页
81. ↑  アーヴィング（上集）（1984年），第46-47页
82. ↑  山崎（2009年），第87页
83. 1 2  ヤング（1969年），第48页
84. 1 2 3  山崎（2009年），第88页
85. ↑  アーヴィング（上集）（1984年），第47页
86. 1 2  アーヴィング（上集）（1984年），第50页
87. 1 2  クノップ（2002年），第27页
88. 1 2  山崎（2009年），第90页
89. ↑  阿部（2001年），第43-44页
90. ↑  山崎（2009年），第96页
91. 1 2  ヤング（1969年），第62页
92. ↑  ピムロット（2000年），第54页
93. ↑  山崎（2009年），第96-97页
94. ↑  阿部（2001年），第57页
95. ↑  山崎（2009年），第95页
96. ↑  ヤング（1969年），第64页
97. ↑  山崎（2009年），第97页
98. ↑  ピムロット（2000年），第53页
99. ↑  アーヴィング（上集）（1984年），第53页
100. ↑  クノップ（2002年），第29页
101. 1 2  山崎（2009年），第98页
102. 1 2  アーヴィング（上集）（1984年），第54页
103. ↑  ヤング（1969年），第68页
104. ↑  伊藤（1981年），第135-138页，マンフレート･ロンメル
105. 1 2 3  ヤング（1969年），第69页
106. ↑  アーヴィング（上集）（1984年），第55页
107. ↑  ピムロット（2000年），第56页
108. ↑  山崎（2009年），第101页
109. ↑  阿部（2001年），第213页
110. ↑  ヤング（1969年），第70页
111. 1 2  山崎（2009年），第104页
112. ↑  クノップ（2002年），第31页
113. ↑  ピムロット（2000年），第60页
114. ↑  山崎（2009年），第104-105页
115. ↑  ヤング（1969年），第71页
116. 1 2  クノップ（2002年），第30页
117. ↑  ピムロット（2000年），第57页
118. 1 2 3  アーヴィング（上集）（1984年），第58页
119. 1 2 3 4  ピムロット（2000年），第58页
120. 1 2  アーヴィング（上集）（1984年），第59页
121. ↑  山崎（2009年），第106页
122. ↑  ヤング（1969年），第73页
123. 1 2 3 4  アーヴィング（上集）（1984年），第63页
124. 1 2 3  山崎（2009年），第109页
125. 1 2 3  クノップ（2002年），第32页
126. 1 2  山崎（2009年），第117页
127. ↑  ヤング（1969年），第80页
128. ↑  アーヴィング（上集）（1984年），第64页
129. ↑  山崎（2009年），第110页
130. ↑  山崎（2009年），第111页
131. 1 2 3  ピムロット（2000年），第59页
132. 1 2 3  山崎（2009年），第112页
133. 1 2 3 4  アーヴィング（上集）（1984年），第66页
134. ↑  山崎（2009年），第113页
135. 1 2 3  山崎（2009年），第114页
136. 1 2 3 4 5  山崎（2009年），第120页
137. 1 2 3  クノップ（2002年），第33页
138. 1 2  ピムロット（2000年），第62页
139. 1 2 3 4  ヤング（1969年），第92页
140. 1 2 3 4  アーヴィング（上集）（1984年），第67页
141. ↑  ヤング（1969年），第79页
142. ↑  クノップ（2002年），第32-33页
143. 1 2  ヤング（1969年），第83页
144. ↑  山崎（2009年），第118页
145. 1 2 3  アーヴィング（上集）（1984年），第70页
146. 1 2  アーヴィング（上集）（1984年），第72页
147. ↑  ヤング（1969年），第85页
148. ↑  アーヴィング（上集）（1984年），第74页
149. ↑  山崎（2009年），第126页
150. 1 2 3  アーヴィング（上集）（1984年），第75页
151. ↑  アーヴィング（上集）（1984年），第73页
152. ↑  アーヴィング（上集）（1984年），第76页
153. ↑  山崎（2009年），第128页
154. ↑  アーヴィング（上集）（1984年），第77页
155. 1 2  Liddell Hart（1953年），第4页
156. 1 2  山崎（2009年），第134页
157. 1 2  Liddell Hart（1953年），第6页
158. ↑  アーヴィング（上集）（1984年），第80页
159. ↑  山崎（2009年），第134-135页
160. 1 2 3 4  アーヴィング（上集）（1984年），第81页
161. 1 2  山崎（2009年），第135页
162. ↑  Liddell Hart（1953年），第8页
163. ↑  クノップ（2002年），第35页
164. ↑  ゲルリッツ（1998年），第532页
165. ↑  ゲルリッツ（1998年），第521-522页
166. ↑  Liddell Hart（1953年），第7页
167. ↑  山崎（2009年），第137-140页
168. 1 2 3  ピムロット（2000年），第63页
169. 1 2 3 4 5 6 7 8  歐州戦史シリーズVol.2（1997年），第160页
170. ↑  アーヴィング（上集）（1984年），第82页
171. 1 2 3 4 5  アーヴィング（上集）（1984年），第83页
172. ↑  山崎（2009年），第147页
173. 1 2  歐州戦史シリーズVol.12（2000年），第48页
174. 1 2 3 4  山崎（2009年），第163页
175. 1 2  山崎（2009年），第144页
176. ↑  山崎（2009年），第146页
177. ↑  Liddell Hart（1953年），第11页
178. 1 2 3  山崎（2009年），第148页
179. 1 2  Liddell Hart（1953年），第11-13页
180. ↑  ピムロット（2000年），第65页
181. ↑  山崎（2009年），第150页
182. 1 2 3  アーヴィング（上集）（1984年），第98页
183. 1 2 3  ヤング（1969年），第93页
184. ↑  山崎（2009年），第149页
185. ↑  Liddell Hart（1953年），第17页
186. ↑  Liddell Hart（1953年），第19页
187. 1 2  山崎（2009年），第151页
188. ↑  アーヴィング（上集）（1984年），第84页
189. ↑  Liddell Hart（1953年），第21页
190. ↑  山崎（2009年），第154-155页
191. ↑  山崎（2009年），第156-157页
192. ↑  アーヴィング（上集）（1984年），第89页
193. 1 2  山崎（2009年），第157页
194. 1 2  山崎（2009年），第158页
195. 1 2  Liddell Hart（1953年），第26页
196. 1 2  アーヴィング（上集）（1984年），第85页
197. ↑  Liddell Hart（1953年），第29页
198. ↑  山崎（2009年），第159页
199. 1 2 3  Liddell Hart（1953年），第40页
200. ↑  Liddell Hart（1953年），第34页
201. 1 2  アーヴィング（上集）（1984年），第86页
202. ↑  Liddell Hart（1953年），第35页
203. 1 2  アーヴィング（上集）（1984年），第90页
204. 1 2 3 4  山崎（2009年），第160页
205. 1 2 3  ヤング（1969年），第95页
206. ↑  Liddell Hart（1953年），第50页
207. ↑  ピムロット（2000年），第82页
208. ↑  Liddell Hart（1953年），第38页
209. ↑  山崎（2009年），第162页
210. ↑  Liddell Hart（1953年），第41页
211. ↑  ピムロット（2000年），第83页
212. 1 2  Liddell Hart（1953年），第45页
213. 1 2  Liddell Hart（1953年），第46页
214. 1 2 3  山崎（2009年），第165页
215. ↑  Liddell Hart（1953年），第46-47页
216. 1 2  アーヴィング（上集）（1984年），第91页
217. ↑  Liddell Hart（1953年），第52页
218. 1 2  山崎（2009年），第167页
219. 1 2 3  ヤング（1969年），第97页
220. ↑  歐州戦史シリーズVol.2（1997年），第27页
221. 1 2  ヤング（1969年），第98页
222. ↑  Liddell Hart（1953年），第54页
223. 1 2 3 4  ピムロット（2000年），第85页
224. 1 2  Liddell Hart（1953年），第55页
225. 1 2  山崎（2009年），第168页
226. 1 2  山崎（2009年），第170页
227. ↑  歐州戦史シリーズVol.2（1997年），第73页
228. 1 2 3  Liddell Hart（1953年），第53页
229. 1 2  ヤング（1969年），第99页
230. ↑  アーヴィング（上集）（1984年），第91-92页
231. 1 2  アーヴィング（上集）（1984年），第92页
232. ↑  ピムロット（2000年），第86页
233. ↑  Liddell Hart（1953年），第56-57页
234. 1 2  アーヴィング（上集）（1984年），第93页
235. ↑  Liddell Hart（1953年），第66页
236. 1 2 3  ピムロット（2000年），第88页
237. 1 2 3 4 5 6 7  アーヴィング（上集）（1984年），第94页
238. ↑  Liddell Hart（1953年），第68页
239. ↑  山崎（2009年），第171页
240. ↑  阿部（2001年），第460页
241. 1 2  Liddell Hart（1953年），第70页
242. ↑  ピムロット（2000年），第89页
243. 1 2  ピムロット（2000年），第97页
244. ↑  山崎（2009年），第172页
245. ↑  Liddell Hart（1953年），第79页
246. ↑  Liddell Hart（1953年），第91页
247. 1 2 3 4  山崎（2009年），第173页
248. 1 2 3 4  アーヴィング（上集）（1984年），第95页
249. ↑  Liddell Hart（1953年），第88页
250. 1 2  ピムロット（2000年），第93页
251. 1 2 3 4  アーヴィング（上集）（1984年），第96页
252. ↑  ピムロット（2000年），第96页
253. 1 2  ヤング（1969年），第101页
254. ↑  ピムロット（2000年），第100-101页
255. 1 2  ヤング（1969年），第102页
256. ↑  ピムロット（2000年），第100页
257. 1 2 3 4  アーヴィング（上集）（1984年），第97页
258. ↑  阿部（2001年），第462页
259. ↑  阿部（2001年），第463页
260. 1 2  山崎（2009年），第175页
261. 1 2 3  ピムロット（2000年），第102页
262. 1 2  Liddell Hart（1953年），第112-113页
263. 1 2  Liddell Hart（1953年），第114页
264. 1 2 3  ヤング（1969年），第104页
265. ↑  Liddell Hart（1953年），第126页
266. ↑  Liddell Hart（1953年），第127-128页
267. 1 2  山崎（2009年），第176页
268. 1 2  ヤング（1969年），第105页
269. ↑  阿部（2001年），第464页
270. ↑  山崎（2009年），第178页
271. ↑  ヤング（1969年），第105-106页
272. 1 2 3  ヤング（1969年），第106页
273. 1 2  山崎（2009年），第180页
274. 1 2 3 4 5  クノップ（2002年），第37页
275. 1 2 3  ピムロット（2000年），第103页
276. ↑  山崎（2009年），第185页
277. ↑  山崎（2009年），第181页
278. ↑  山崎（2009年），第184页
279. ↑  アーヴィング（上集）（1984年），第101页
280. ↑  アーヴィング（上集）（1984年），第102页
281. 1 2  山崎（2009年），第187页
282. ↑  アーヴィング（上集）（1984年），第105页
283. 1 2 3 4  欧州戦史シリーズVol.2（1998年），第112页
284. 1 2 3  欧州戦史シリーズVol.2（1998年），第154页
285. ↑  カレル（1998年），第10页
286. ↑  欧州戦史シリーズVol.2（1998年），第113页
287. ↑  アーヴィング（上集）（1984年），第116页
288. ↑  カレル（1998年），第20页
289. 1 2 3  欧州戦史シリーズVol.2（1998年），第102页
290. 1 2 3 4 5  歐州戦史シリーズVol.2（1997年），第70页
291. 1 2 3  欧州戦史シリーズVol.2（1998年），第115页
292. ↑  .   [2011-05-14]. （原始内容存档于2020-05-23）.
293. ↑  Irving（1977年），第21页
294. 1 2  ヤング（1969年），第208页
295. 1 2 3  ピムロット（2000年），第210页
296. 1 2  欧州戦史シリーズVol.2（1998年），第132页
297. ↑  ヤング（1969年），第209页
298. ↑  阿部（2001年），第486页
299. 1 2  山崎（2009年），第193页
300. ↑  アーヴィング（上集）（1984年），第107页
301. 1 2  アーヴィング（上集）（1984年），第108页
302. ↑  ピムロット（2000年），第105页
303. ↑  山崎（2009年），第194页
304. ↑  山崎（2009年），第195-196页
305. ↑  阿部（2001年），第487页
306. ↑  山崎（2009年），第196页
307. 1 2 3 4 5 6 7 8 9 10 11  欧州戦史シリーズVol.2（1998年），第61页
308. 1 2 3  ピムロット（2000年），第139页
309. ↑  山崎（2009年），第199页
310. ↑  アーヴィング（上集）（1984年），第109页
311. 1 2  ピムロット（2000年），第106页
312. ↑  クノップ（2002年），第39页
313. ↑  ピムロット（2000年），第112页
314. ↑  山崎（2009年），第202页
315. ↑  山崎（2009年），第206页
316. ↑  ピムロット（2000年），第113页
317. ↑  カレル（1998年），第19页
318. ↑  山崎（2009年），第204页
319. ↑  山崎（2009年），第207页
320. ↑  アーヴィング（上集）（1984年），第115页
321. 1 2  山崎（2009年），第211页
322. ↑  アーヴィング（上集）（1984年），第115-116页
323. ↑  山崎（2009年），第213页
324. ↑  アーヴィング（上集）（1984年），第117页
325. 1 2 3  アーヴィング（上集）（1984年），第118页
326. 1 2 3 4 5  歐州戦史シリーズVol.2（1997年），第62页
327. 1 2 3  山崎（2009年），第214页
328. ↑  カレル（1998年），第23页
329. ↑  カレル（1998年），第24页
330. ↑  アーヴィング（上集）（1984年），第119页
331. ↑  アーヴィング（上集）（1984年），第121页
332. ↑  山崎（2009年），第216页
333. 1 2 3  山崎（2009年），第218页
334. ↑  カレル（1998年），第27页
335. ↑  カレル（1998年），第27-28页
336. ↑  山崎（2009年），第219页
337. ↑  カレル（1998年），第26页
338. ↑  ピムロット（2000年），第121页
339. ↑  カレル（1998年），第28页
340. 1 2  山崎（2009年），第220页
341. ↑  ピムロット（2000年），第123页
342. ↑  クノップ（2002年），第41页
343. ↑  アーヴィング（上集）（1984年），第130页
344. ↑  カレル（1998年），第28-29页
345. ↑  カレル（1998年），第29页
346. ↑  ピムロット（2000年），第131-132页
347. 1 2  ピムロット（2000年），第130页
348. ↑  アーヴィング（上集）（1984年），第151页
349. 1 2  カレル（1998年），第41页
350. ↑  アーヴィング（上集）（1984年），第154页
351. ↑  カレル（1998年），第41-44页
352. ↑  山崎（2009年），第235-236页
353. 1 2  ピムロット（2000年），第133页
354. ↑  アーヴィング（上集）（1984年），第159-160页
355. ↑  山崎（2009年），第240页
356. ↑  カレル（1998年），第48页
357. ↑  カレル（1998年），第56页
358. ↑  アーヴィング（上集）（1984年），第161页
359. ↑  カレル（1998年），第61-62页
360. ↑  山崎（2009年），第242页
361. ↑  カレル（1998年），第57页
362. ↑  カレル（1998年），第63页
363. ↑  歐州戦史シリーズVol.2（1997年），第63页
364. ↑  カレル（1998年），第64页
365. 1 2 3  山崎（2009年），第243页
366. 1 2  クノップ（2002年），第45页
367. ↑  カレル（1998年），第65页
368. ↑  山崎（2009年），第247页
369. ↑  ピムロット（2000年），第143页
370. ↑  カレル（1998年），第67-68页
371. ↑  Liddell Hart（1953年），第234页
372. ↑  山崎（2009年），第249页
373. ↑  山崎（2009年），第248页
374. ↑  山崎（2009年），第252页
375. ↑  山崎（2009年），第259页
376. 1 2  ピムロット（2000年），第155页
377. ↑  歐州戦史シリーズVol.2（1997年），第64页
378. 1 2 3 4 5  歐州戦史シリーズVol.2（1997年），第65页
379. ↑  山崎（2009年），第260页
380. 1 2  山崎（2009年），第263页
381. ↑  アーヴィング（上集）（1984年），第206页
382. ↑  山崎（2009年），第265页
383. ↑  Liddell Hart（1953年），第261页
384. 1 2  山崎（2009年），第269页
385. ↑  ピムロット（2000年），第156页
386. ↑  アーヴィング（上集）（1984年），第222页
387. 1 2  山崎（2009年），第271页
388. ↑  Liddell Hart（1953年），第276页
389. 1 2  山崎（2009年），第272页
390. ↑  歐州戦史シリーズVol.2（1997年），第67页
391. 1 2 3  ピムロット（2000年），第166页
392. ↑  山崎（2009年），第273页
393. 1 2 3 4  歐州戦史シリーズVol.2（1997年），第68页
394. ↑  山崎（2009年），第274页
395. ↑  ピムロット（2000年），第160页
396. ↑  山崎（2009年），第275-276页
397. ↑  カレル（1998年），第213-214页
398. ↑  カレル（1998年），第214页
399. ↑  山崎（2009年），第277页
400. ↑  山崎（2009年），第279页
401. 1 2  歐州戦史シリーズVol.2（1997年），第69页
402. ↑  カレル（1998年），第220-221页
403. ↑  カレル（1998年），第220页
404. ↑  ピムロット（2000年），第188页
405. ↑  カレル（1998年），第221页
406. ↑  カレル（1998年），第225页
407. 1 2 3  山崎（2009年），第282页
408. ↑  ピムロット（2000年），第196页
409. 1 2  ピムロット（2000年），第206页
410. ↑  アーヴィング（上集）（1984年），第252页
411. ↑  カレル（1998年），第242页
412. ↑  カレル（1998年），第241页
413. ↑  ピムロット（2000年），第209页
414. ↑  山崎（2009年），第284页
415. 1 2 3  ピムロット（2000年），第224页
416. 1 2 3  歐州戦史シリーズVol.2（1997年），第72页
417. ↑  山崎（2009年），第285页
418. ↑  クノップ（2002年），第47页
419. ↑  クノップ（2002年），第51页
420. ↑  アーヴィング（上集）（1984年），第268页
421. ↑  クノップ（2002年），第19・52页
422. ↑  クノップ（2002年），第19页
423. ↑  クノップ（2002年），第52页
424. ↑  ピムロット（2000年），第159页
425. ↑  Liddell Hart（1953年），第351页
426. ↑  Liddell Hart（1953年），第368页
427. ↑  Liddell Hart（1953年），第395页
428. 1 2  Liddell Hart（1953年），第392页
429. 1 2  Jörgensen（2005年），第151页
430. ↑  Liddell Hart（1953年），第402页
431. ↑  Liddell Hart（1953年），第403-405页
432. ↑  Liddell Hart（1953年），第407-408页
433. ↑  Liddell Hart（1953年），第428-429页
434. ↑  Liddell Hart（1953年），第431页
435. ↑  Fraser（1994年），第465页
436. ↑  Jörgensen（2005年），第153页
437. 1 2 3  Liddell Hart（1953年），第429-432页
438. ↑  Fraser（1994年），第472页
439. ↑  Fraser（1994年），第468页
440. ↑  Jörgensen（2005年），第159页
441. ↑  Jörgensen（2005年），第152页
442. ↑  Jörgensen（2005年），第161页
443. ↑  Jörgensen（2005年），第163页
444. ↑  Liddell Hart（1953年），第487页
445. ↑  Liddell Hart（1953年），第490页
446. 1 2  Jörgensen（2005年），第175页
447. ↑  歐州戦史シリーズVol.2（1997年），第77-79页
448. ↑  クノップ（2002年），第55页
449. 1 2 3 4  クノップ（2002年），第56页
450. ↑  山崎（2009年），第323页
451. ↑  歐州戦史シリーズVol.2（1997年），第96页
452. ↑  歐州戦史シリーズVol.2（1997年），第79页
453. ↑  歐州戦史シリーズVol.2（1997年），第156页
454. 1 2  Macksey（1983年），第197-198页
455. ↑  Macksey（1983年），第195页
456. ↑  Jörgensen（2005年），第202页
457. ↑  Macksey（1983年），第201页
458. ↑  Macksey（1983年），第202-203页
459. ↑  Fraser（1994年），第579页
460. ↑  Fraser（1994年），第583页
461. ↑  Liddell Hart（1953年），第717页
462. ↑  Fraser（1994年），第628页
463. ↑  Greene（1994年），第309页
464. 1 2  Jörgensen（2005年），第210页
465. ↑  Jörgensen（2005年），第211页
466. ↑  Jörgensen（2005年），第212页
467. ↑  Jörgensen（2005年），第214页
468. ↑  Clostermann（2005年），第193-196页
469. 1 2 3  William Shirer, The Rise and Fall of the Third Reich (Touchstone Edition) (New York: Simon & Schuster, 1990)
470. ↑  Fraser（1994年），第674页
471. ↑  Fraser（1994年），第647页
472. ↑  Fraser（1994年），第675页
473. ↑  Fraser（1994年），第679页
474. ↑  Fraser（1994年），第701页
475. ↑  Fraser（1994年），第705页
476. ↑  Marshall（1994年），第189页
477. ↑  Ryan（2007年），第43页
478. ↑  Fraser（1994年），第704页
479. ↑  Jörgensen（2005年），第218页
480. ↑  （英文）凱特爾的回憶錄 （页面存档备份，存于）
481. ↑  Jörgensen（2005年），第130页
482. 1 2 3 4 5  Macksey（1983年），第2页
483. ↑  Citino（2012年）
484. ↑  Naumann（2009年），第189–190页
485. ↑  Pimlott（2014年），第8, 106, 220页
486. ↑  Murray（2009年），第100—101页
487. ↑  Levine, Alan J. . Stackpole Books. 2007: 14, 15. ISBN 978-1-4617-5085-7 （英语）.
488. ↑  Mitcham, Jr., Samuel W. . Stackpole Books. 2007: 233. ISBN 978-0-275-95484-0.
489. ↑  von Luck（1989年），第38页
490. ↑  Mitcham（2007年），第98页
491. ↑  von Mellenthin（1955年），第58页
492. ↑  Krause（2006年），第176页
493. ↑  D. Krause, Michael D.; Phillips, R. Cody. . Government Printing Office. 2006: 175–179. ISBN 978-0-16-072564-7.
494. ↑  Stroud, Rick. . A&C Black. 2013: 33–34  [2016-09-12]. ISBN 978-1-4088-3128-1. （原始内容存档于2020-11-09）.
495. ↑  Murray, Williamson; MacGregor, Knox. . Cambridge University Press. 2001: 172-173. ISBN 9780521800792.
496. ↑  Gross, Gerhard P. . University Press of Kentucky. 2016: 216. ISBN 9780813168395.
497. ↑  Van Creveld（1977年），第201页
498. ↑  von Mellenthin（1955年），第88页
499. ↑  Macksey（1983年），第56页
500. ↑  Liddell Hart（1953年），第352页
501. ↑  . London Gazette (Supplement). 1948年2月3日: 843  [2008年7月30日].
502. ↑  Hunt（1990年），第74页
503. 1 2  Remy（2002年），第201-308页
504. ↑  Mitcham（2007年），第139页
505. ↑  Schwarzkopf, Norman; Pyle, Richard. . Signet. 1991-04-22: 113.
506. ↑  Blais, Jan David. .
507. 1 2  Storbeck, Siegfried F.  [Erwin-Rommel - Please more objectivity!]. Bundeswehr - IF Zeitschrift für Innere Führung. 2013-12-04  [2016-09-12]. （原始内容存档于2020-11-09）.
508. ↑  Green（1993年），第137页
509. ↑  （英文）殺害目標：自衛、搶占及反恐戰爭 （页面存档备份，存于），Thomas B. Hunter著，
510. ↑  Frey, Christian; Versteegen, Tim. . . 2011  [2016-06-15]. National Geographic Channel. （原始内容存档于2020-05-23）.。他是德国军队的偶像人物、众人索取签名的将军，也是重要的宣传资产。他的形象被用来宣传……像马丁·鲍曼等权力人士。他们绝对不喜欢隆美尔。他们认为外界对他的评价过高。他们觉得不配得到希特勒的信任。但是当然纳粹内部常有内哄也正是希特勒所希望的。他是典型的离间统治独裁者……（使得）隆美尔的宿敌联手整肃他。（41:00－42:00）
511. ↑  Remy（2002年），第122，258页
512. ↑  Jörgensen（2005年），第129页
513. ↑  Greene（1994年），第62页
514. ↑  Sadkovich, James J.; Hixson, Walter L. . Taylor & Francis. 2003: 238–267. ISBN 9780415940337.
515. ↑  Liddell Hart（1953年），第xvii页
516. ↑  Remy（2002年），第24, 191页
517. ↑  Hansen（2014年），第48页
518. ↑  Knorr Jr., Major Marvin. . Pickle Partners Publishing. 2015: 79. ISBN 978-1-78625-062-9.
519. ↑  Knox, MacGregor. . Cambridge University Press. Oct 30, 2000: 2, 3, 10, 29, 116, 118. ISBN 978-1-139-43203-0.
520. ↑  Stockings, Craig. . UNSW Press. 2009: 405. ISBN 9781921410253.
521. ↑  Newton（2006年），第149页
522. ↑  Chant, Christopher. . Pavilion Books. 2015: 51. ISBN 9781849943185.
523. ↑  Terry, Captain T. Jordan. . The Army Press.   [2016-09-03]. （原始内容存档于2016-09-07）.
524. ↑  Stewart, Bob. . Kogan Page Publishers. 2009: 90. ISBN 9780749458553.
525. ↑  Dear, Ian. . Oxford University Press. 1995-01-01: 7. ISBN 9780195340969.
526. ↑  Forczyk（2008年），第22页
527. ↑  Murray & Millett（2009年），第266页
528. ↑  Bennett（2011年），第74页
529. ↑  Mitcham（2006年），第52页
530. ↑  Hansen（2014年），第57页
531. ↑  Brighton（2008年），第295页
532. ↑  Pimlott（2003年），第5, 218页
533. ↑  Lieb（2014年），第115页
534. ↑  （德文）介紹隆美爾生平的文章 （页面存档备份，存于）
535. ↑  Walzer（2006年），第38页
536. ↑  Mitcham（2007年），第73页
537. ↑  Rigg（2002年），第40、103、131-132、314页
538. 1 2 3 4 5 6 7 8 9 10 11  （英文）二戰基本檔案 （页面存档备份，存于）
539. ↑  （日語）德國陸軍勳章之研究 Archive.today的存檔，存档日期2012-08-05
540. 1 2 3  （德文）隆美爾小傳 （页面存档备份，存于）
541. ↑  Fellgiebel（2000年），第54页
542. ↑  Fellgiebel（2000年），第39页
543. ↑  Fellgiebel（2000年），第36页
544. 1 2 3 4  （英文）二戰勳飾網[]

## 外部連結
- （英文） YouTube的非洲軍行軍曲：《我們的隆美爾》影片（页面存档备份，存于）
- （英文） 利比亞的隆美爾（页面存档备份，存于）
- （英文） 隆美爾的生平記述（页面存档备份，存于）
- （英文） 英國BBC的隆美爾資料（页面存档备份，存于）
- （英文） 介紹二戰德軍於北非的軍事行動（页面存档备份，存于）
- （英文） 隆美爾生平資料

| 军职                              | 军职                                          | 军职                           |
| --------------------------------- | --------------------------------------------- | ------------------------------ |
| 前任： 格奧爾格·施圖姆騎兵上將    | 第7裝甲師司令 1940年2月5日至1941年2月15日     | 繼任： 漢斯·馮·芬克裝甲兵上將  |
| 前任： 无                         | 德意志非洲軍司令 1941年2月19日至1941年8月15日 | 繼任： 路德維希·克呂威爾中將   |
| 前任： 无                         | 非洲裝甲軍團司令 1943年2月22日至1943年3月9日  | 繼任： 漢斯-尤根·馮·阿尼姆大將 |
| 前任： 馬克西米利安·馮·魏克斯大將 | B集團軍司令 1943年7月15日至1944年7月19日      | 繼任： 君特·馮·克魯格元帥      |
| 奖项与成就                        |                                               |                                |
| 前任者： 美國國旗                 | 時代雜誌封面 1942年7月13日                    | 繼任者： 德米特里·肖斯塔科维奇 |